# 卓球
卓球（たっきゅう、英: Table tennis）は球技の一種である。2人あるいは2組のペアのプレーヤーがテーブルをはさんで向かい合い、対戦相手のコートへとプラスチック製のボールをラケットで打ち合って、得点を競う。
他のネット型球技と同じく「ボールを交互にリターン(返球)し合い、相手がリターンできないようリターンをした者が得点する」という典型的な形式のラケットスポーツである(⇒#ルール)。一方で、ボールの回転(スピン)の影響が大きく、スピンを利用した多様な打法があり(⇒#打法)、打法に特化した多くのプレースタイルがある(⇒#戦型)。こういったプレーの多様性から、ラケット等の用具も様々な特徴のものが開発されている(⇒#用具)。

## 歴史

### 卓球の誕生

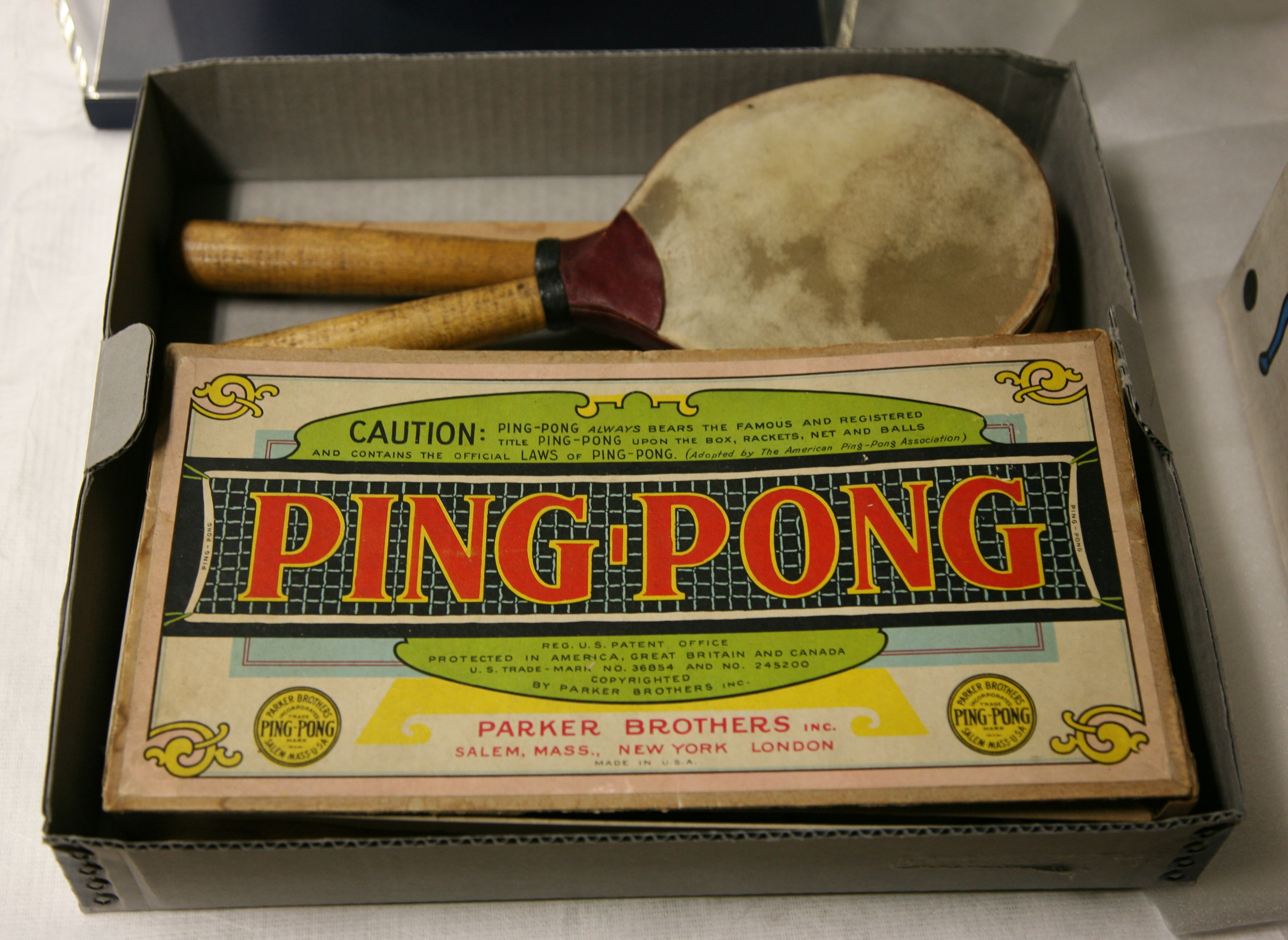
初期の「ピンポン」の製品。写真はパーカー・ブラザーズ社製のもの。ラケットとネット、ボール、および当時のルールブックが同梱されている。

卓球は、ジュ・ド・ポームなどの中世のテニスゲームをもとに、1880年代にイギリスで考案されたとされる。1891年に、ゲーム用品・スポーツ用品メーカーのジャック・オブ・ロンドン社が「ゴシマ」という商標で、現在の「卓球用具一式」のような商品を発売している。同社は1900年に、これまでコルク製であったボールをセルロイド製に改良した。このボールを打つ際の音にちなんで「ピンポン (Ping Pong)」と命名して売り出したところ製品はヒットし、瞬く間にイギリスをはじめとしたヨーロッパ諸国を中心に普及した。この際に「ピンポン」とともに「卓球（Table Tennis）」の呼称も一般化し、これが現在の競技名となっている。

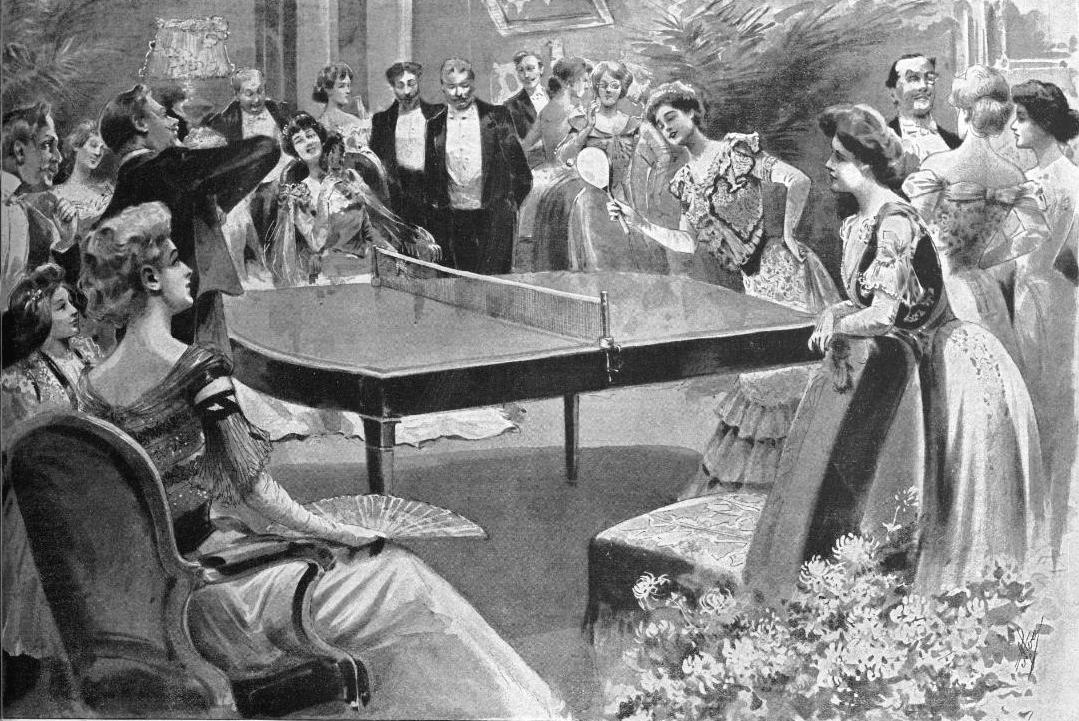
La Vie au grand air誌（1901年）に掲載された当時の卓球

### 初期の卓球
卓球の発祥国であるイギリスにおいては、当初は二つの協会が並立するも、ほどなく統合されて英国卓球協会（現・卓球イングランド）となり、1922年には同国で卓球の「標準ルール」が定められ、競技スポーツとしての発展が進んだ。
1900年代頃には、欧州でゴム製のラバーが開発され、ラバーを貼り付けたラケットが主流となった。この当時は、それほど強い打球ができなかったことやコートを仕切るネットが高かったこともあり、卓球は守りに徹した方が有利なスポーツであった。たとえば、1点を取るのに2時間以上かかったという記録も残っている。

### 国際的な普及
卓球が国際的な競技スポーツとなるに際して、統一されたルール下での国際大会を円滑に運営するために、国際卓球連盟 (略称: ITTF)が1926年に発足している。同年には、ロンドンで最初の世界卓球選手権が開催され、男女の各シングルス部門ではローランド・ヤコビとメドニヤンスキ・マリア（ともにハンガリー代表）がそれぞれ初代のチャンピオンとなった。
この頃に、各国でも卓球の国内管理組織が設立されている。たとえば、ドイツでは1925年にドイツ卓球連盟が、スウェーデンでは1926年にスウェーデン卓球協会が、フランスでは1927年にフランス卓球連盟が、日本では1929年に日本卓球会（現在の日本卓球協会 (JTTA)）が、アメリカでは1933年に現・USAテーブル・テニスがそれぞれ設立されている。

#### 日本への普及

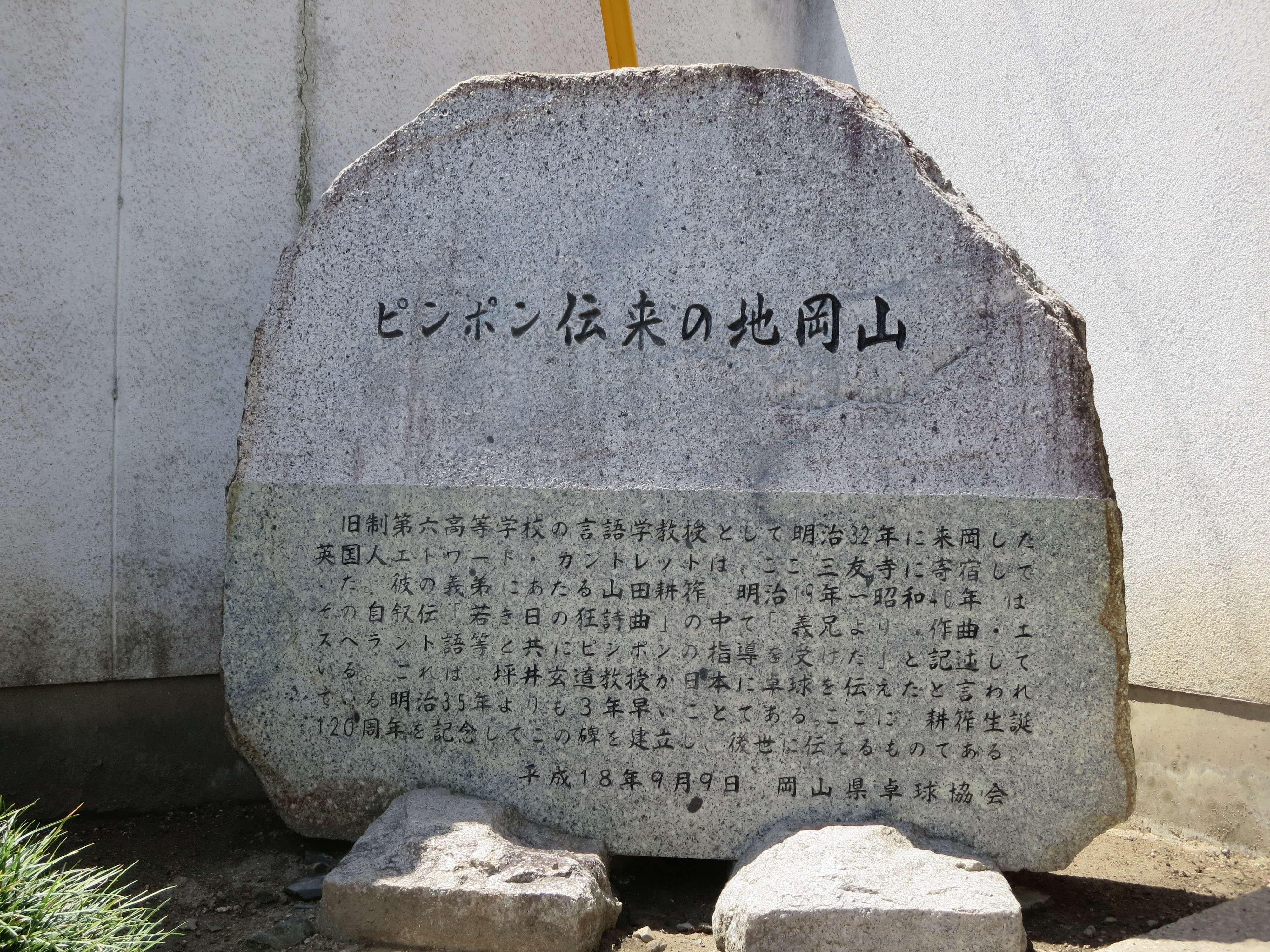
日本で最初にピンポンをした場所にある碑（岡山市）

日本への普及については、1902年に東京高等師範学校教授の坪井玄道がフランスから用具一式を日本に持ち込み、坪井の普及活動を契機に国内へ広まったとされる。一方で、山田耕筰の著作によると、より早い1901年には「岡山で卓球をした」という記録もある。
1937年には、日本では初となる国際試合が行われた。この際に、日本選手はハンガリーの元世界チャンピオンと対戦している。当時の日本卓球界にはまだラバー（上記）が普及しておらず、ラバーが貼られたラケットを用いる選手とは初の対戦であった。日本選手はラケットに何も貼っていない状態でありながらも、好成績を収めた。

### 第二次世界大戦後～現在
第二次世界大戦後には、卓球は競技スポーツとしての発展が進み、東アジアでの普及・発展が特に進んだ。中国では中国卓球協会、台湾では中華民国卓球協会、韓国では大韓卓球協会といった組織が各国等でそれぞれ発足している。また、大州ごとの各国協会間の連携組織として、1957年にヨーロッパではヨーロッパ卓球連合が、1972年にアジアではアジア卓球連合等がそれぞれ設立されており、世界の各地域での国際公式大会の主催等をしている。
やがて、1988年のソウルオリンピックよりオリンピック競技に採用された。その一方で、約100年の歴史をもつITTFも、エンターテイメント性の高い興行であるWTTへの移行を推進するなど、より一層の普及を図っており、今なお世界的に多分野・多方面への広がりをみせているスポーツである。

## ルール
ここでは特に断りが無い限り、ITTFによる標準ルールのうち、非身体障害者による競技を想定したシングルス（1名対1名の試合）の規定について説明する。（他のルールについては以下の記事、節を参照）
- ダブルス (標準ルール): 2名のペア同士の試合
- ラージボール卓球: ラージボールを使用する競技
- パラ卓球、車いすの部: 障害者を想定した競技

### 用具規定

プレーイングサーフェスが青く塗装された卓球台。高さ(Height)、奥行き(Length)、幅(Width)のほか、ネットの構造も詳細に規定されている。

ここではルールの理解に必要な最低限の用具の規定を概説する（詳細は用具節内の各説明を参照）。
卓球台（台、テーブルとも）は平らな上面（プレーイングサーフェス; 奥行2.74 m・幅1.525 mの長方形）をもつ塗装された木製の板である（⇒#卓球台）。プレーイングサーフェスは、競技場の床から76 cmの高さに設置されており、短辺をエンド、長辺をサイドとそれぞれ呼ぶ。プレーイングサーフェスは、エンドに平行なネットによって2つのコートに等分されている。試合で対戦する各プレーヤーは、それぞれのエンドのコートにつき、ネットをはさんで向かい合う。ネットはプレーイングサーフェスから15.25 cmの高さとなるよう、2つの支柱によって張られている（ネットと支柱を合わせてネットアセンブリと呼ぶ）。標準ボール（単にボールとも）は直径40 mmの、重量2.7 gのプラスチック製の球であり、光沢のない白色か橙色のものを用いる（⇒#ボール）。ラケットは木製のブレードにラバーを貼った用具であり、プレーヤーはラバーの面を用いて打球する（⇒#ラケット、#ブレード、#ラバー）。

### 試合進行

#### 試合の概要

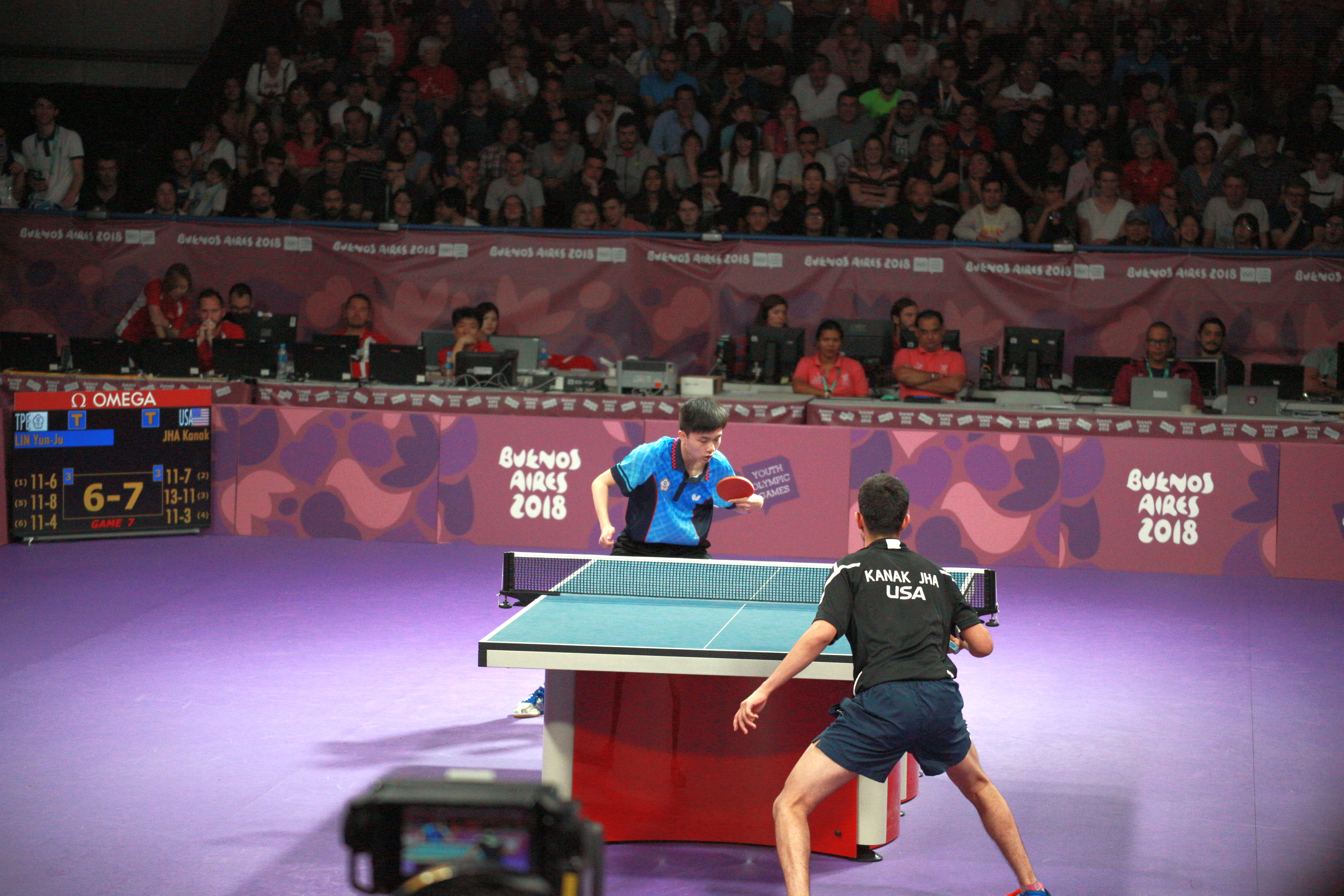
7ゲームマッチのシングルスの試合の様子。奥の電光掲示板に試合の進行状況が表示されている。ゲームスコアは3-3であり、第7ゲームまで進行している。現在のゲームのポイントスコアは6-7であり、このゲームの勝者が試合の勝者となる。なお、サービスを行うのは"LIN Yun-Ju"であり（氏名のハイライト表示）、両プレーヤーがタイムアウトの権利を行使済みである（"T"の表示）。

卓球の試合は奇数のゲームから構成され、たとえば、最大で7ゲームを行う試合は「7ゲームマッチ」と呼ばれる。各ゲームは、両プレーヤーとも0点（0-0）のポイントスコア（単にスコア、得点とも）からスタートする。ゲームにおいてプレーヤーは、サービスから始まるラリー（ラケットによる相手コートへのボールの打ち合い）を行い、ラリーにおいて以下の要件を満たすことでポイントスコアを得る。
- 正規のサービスに失敗した場合は、相手の得点(1点)となる。[注釈 21]
- 相手コートへの正規の返球（リターン）に失敗した場合は、相手の得点(1点)となる。[25][注釈 22][注釈 23]

ひとつのラリーが終わったら、得点者の確認後、同様に次のラリーを行う。これを繰り返して11点を先取したプレーヤーが、ゲームの勝者となる。
ひとつのゲームが終了すると、ゲームの勝者にゲームスコアが1つ与えられて、次のゲームを同様に行う。このようにゲームを繰り返して行い、規定のゲームスコア数（最大ゲーム数の過半数）を先取したプレーヤーが、その時点で試合の勝者となる。たとえば、7ゲームマッチでは4ゲームの先取で試合の勝者となる。
以下に、本概要で述べた試合の手順・規定について詳細を示す。

#### 試合開始前
試合の実施に先立って、挨拶、審判とプレーヤーの3者で試合に用いるラケットの確認及びコイントスを行う。コイントスの結果によって、試合開始時のサービス実施者や使用エンド（コート）等の諸条件を定める（日本では、コイントスに代えて、くじやじゃんけん (拳)の実施も行われる）。つづけて、プレーヤー間で2分以内のラリー練習を行う。

#### ラリー
試合は第1ゲームから始まる。各ゲームでは、勝者が決まるまで、ラリー（サービス、レシーブと以降のリターン）によるポイントスコアの獲り合いを以下の通り行う。
サービス

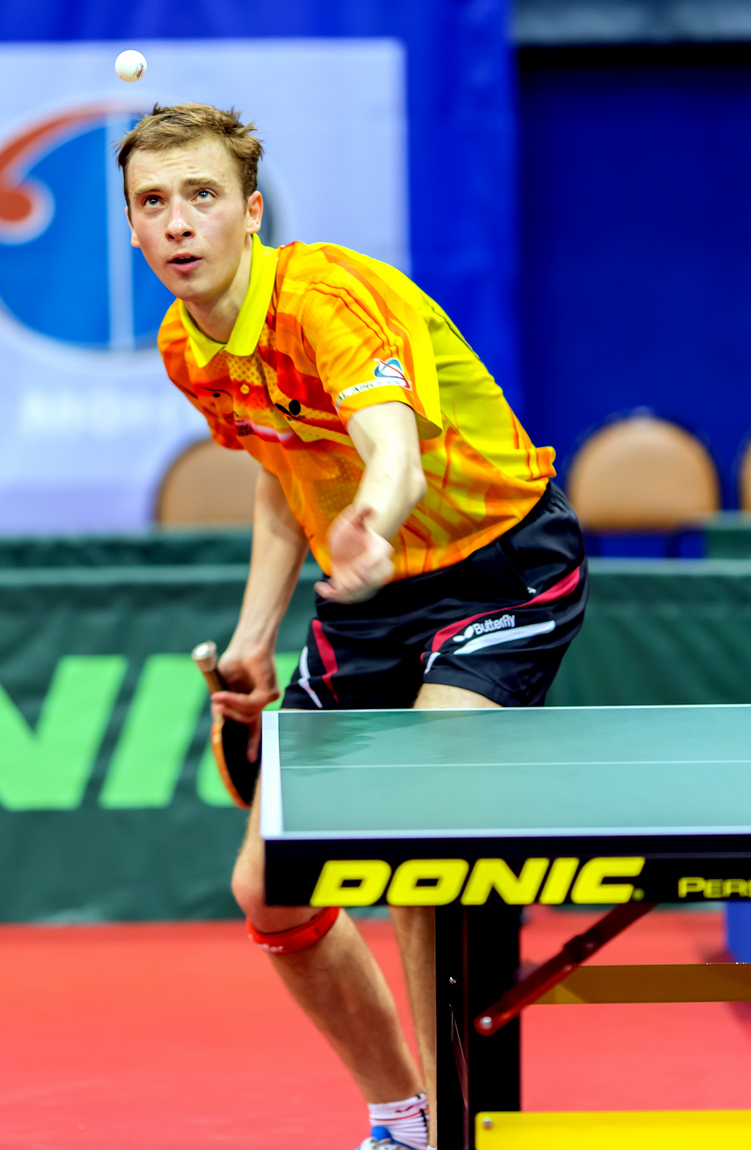
サービスの様子。サービスにおいて、ボールや身体の位置には厳格なルールが定められている（写真はアレクサンダー・シバエフによるサービスで、ボールを投げ上げた直後のもの）

ゲームにおけるラリーは、サービス（第一球目の打球）によって始まる。コイントス等によりサービスを行うプレーヤー（サーバー）となった者は、次の手順に従ってサービスを行わなければならない。
1. ラケットを持っていない手（フリーハンド）の手のひらの上にボールを静止させる。
2. フリーハンドでボールを16 cm以上の高さに投げ上げる。
3. このボールが上昇をやめて落ちてくるところを、サーバーはラケットによって打球する。
4. サービスの打球は、まず自分のコートで1度だけバウンドし、次にネットの上を越えて、さらに相手のコートにバウンドしなくてはならない。 以上の手順でサービスを行えなかった場合は、サービスの失敗とみなされ、サーバーの失点（相手プレーヤーに1点の得点）となる。

サービスにおけるレット
上記の手順通りにサービスを実施して相手のコートに打球が触れた場合であっても、ネットを越える際に、ネットに打球が接触していた場合は、審判から即座にレットを宣告される。レットの宣告時は、いずれのプレーヤーの得点ともならず、同プレーの再試行となる。ただし、上記の手順通りでなかった場合（相手のコートに打球が接触しなかった場合等）は、打球のネットへの接触の有無にかかわらず、サービスのミス（相手プレーヤーに1点の得点）となる。
その他のサービスの規定
サービスをするときには、サーバーはボールを投げ上げたのち速やかに、ボールとネットの間の領域からフリーハンドを退けなくてはならない。サーバーの身体等によっても、打球時のボールを相手プレーヤーから視覚的に隠してはならない。審判は、プレーヤーのサービスが規定を満たしているか注意深く観察し、違反行為に対しては注意や失点を与える。
レシーブ

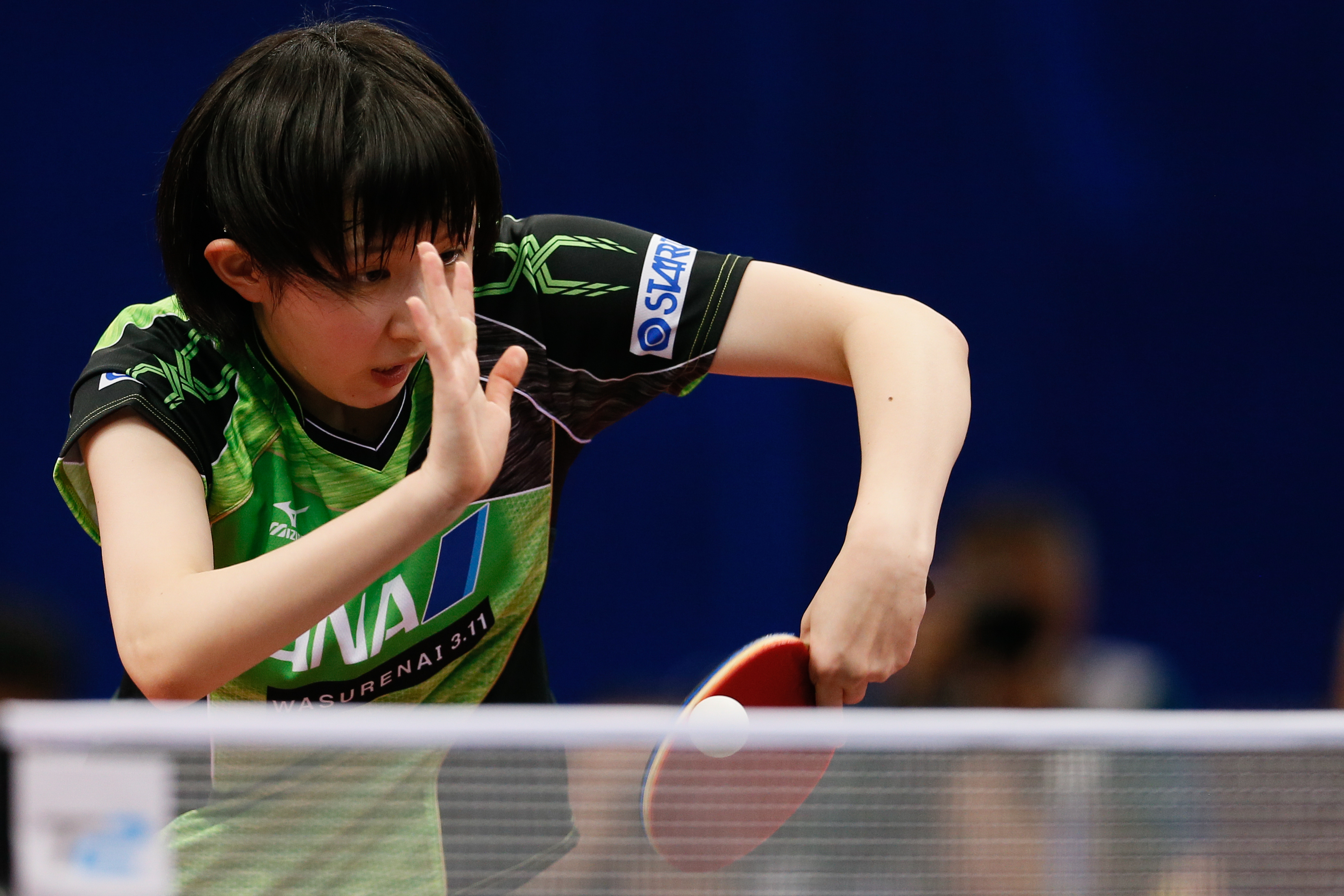
レシーブの様子（写真は早田ひなのチキータによるレシーブ）

コイントス等によりレシーバーとなったプレーヤーは、相手プレーヤーのサービスに対するレシーブ（第二球目の打球）を、以下の手順で行わなければならない。なお、レシーブを含めて、ボールを打球して相手コートに正規に返球することをリターンと呼ぶ。
1. 相手の打球が自身のコートで一度バウンドした後に、このボールを自身のラケットで打球する。このバウンド以後で、かつ、再度ボールが卓球台や競技領域の地面にバウンドするまでの間であれば、打球を行える。ただし、相手の打球が自身のコートで１度バウンドするまでは打球してはならない（⇒下記の「ラリーにおける違反行為」にあるように「ボレー」は違反である）。
2. この自身の打球がラケットから離れてから、直接に（または、ネットアセンブリとの接触を経由して）相手のコートで1バウンド以上の接触が起こった場合、リターンとして認められる。リターンが出来なかった場合は、レシーバーの失点（相手プレーヤーに1点の得点）となる。

リターン（ラリーの継続）
レシーバーがリターンしたのちは、サーバーにリターンの義務が生じ、相手プレーヤーのコートにリターン（第三球目の打球）をしなくてはならない。第3球目以降のリターンの手順は、上記のレシーブ（第二球目）のものと同一である。あとは、プレーヤー間で交互にリターンし合うラリーの状態が続く。このようにリターンを交互に繰り返して、どちらかのプレーヤーがリターンに失敗すると失点（相手プレーヤーに1点の得点）となり、ラリーは終了する。
ラリーの終了後は、審判による加点者の確認ののち、ふたたびサービスから次のラリーを行う。
ラリーにおける違反行為
サービスとレシーブを含めたラリーにおいて、次のケースに該当する場合はリターンとは認められず、違反者の失点（相手の得点）となる。
- オブストラクション: 対戦相手のリターンへの不当な妨害行為である。たとえば、相手がリターンを試みる際、まだ相手の打球が自身のコートに接触する前に、その飛球にラケット・身体を問わず触れてしまった場合が該当する。
- ボレー行為: 相手が返球したボールが自分の台にバウンドする前に、ボールを直接ラケット（あるいは身体・競技用服装）で打ってしまった場合（他の球技のいわゆるボレーのような打球）が該当する
- 2バウンド: ボールを自分のコートで2バウンドさせた場合は失点（相手の得点）となる。
- ダブルヒット（二度打ち）: 一回のリターン試行時にボールをラケット等で2度打球した場合が該当する。

なお、打球において、ラケットハンド（ラケットを持つ手）の手首よりも先（指など）にボールが当たって相手のコートに入った場合は、正規のリターンとして認められる。一方で、ラリー中に以下の行為を行った場合は、リターンの義務の発生・有無とは無関係に、失点（相手の得点）となる。
- ハンドオンテーブル: フリーハンドが台上に触れるなどした場合
- タッチネット: 身体やラケットがネットアセンブリに触れた場合

カウントの取り方

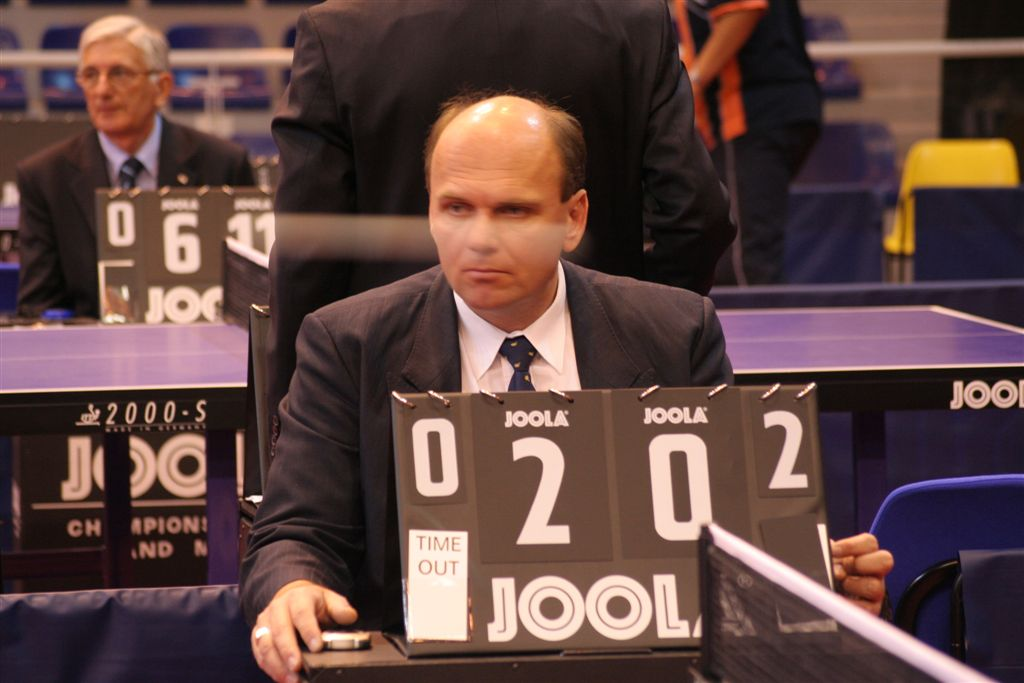
卓球台のサイド付近に座り、一般的なスコアボードを操作する審判。中央の大きな数字がポイントスコア（現在進行中のゲームでの得点）であり、両端の小さな数字はゲームスコア（各プレーヤーが得たゲーム数）である。

スコアボードの点数を付ける審判は、点数が入る度にサーバー側の点数・レシーバー側の点数を順に英語で発声し、スコアボードの得点カウンター部を後ろから前へめくって得点者の得点表示を更新する。

#### ゲームの進行・終了
ゲームでは、以上のようにサービスから始まるラリーが繰り返される。ひとつのゲームにおいては、2点差以上を付けて11点を先取したプレーヤーが、そのゲームの勝者となる。ただし、ポイントスコアが10-10となった際は、さらに競技を進めて2点差となる得点を先取したプレーヤーがゲームの勝者となる。ゲームの進行に際しては、両プレーヤーのサービスの機会や使用コートの均等化のため、以下の交替制が定められている。
サーバーの交替
ゲームの進行において、サーバーとなるプレーヤーは、同じプレーヤーが2本のサービスを行うごとに交替となる。参考までに、両プレーヤーのポイントスコアの和が偶数（2の倍数）となった際に、サーバーの交替が起こると判断することもできる。
ポイントスコアが10-10となった場合には、そのゲームにおいて、以降のサーバーはサービスを1回実施するごとに交替となる。
エンドの交替
ひとつのゲームの勝者が決まり、次のゲームに進むにあたって、各プレーヤーは前のゲームと反対側のコート（エンド）に移って次のゲームを行う（エンドの交替）。ここでのエンドの交替の際は、コートの交替だけでなく、ゲーム開始時のサーバーも交替し、前のゲームにおいて最初にレシーブをしたプレーヤーからサービスを始める。
また、最終ゲーム（たとえば、7ゲームマッチの7ゲーム目等）では、いずれかのプレーヤーが5点を獲得した時点で、エンドの交替が実施される。

#### 試合の進行・終了

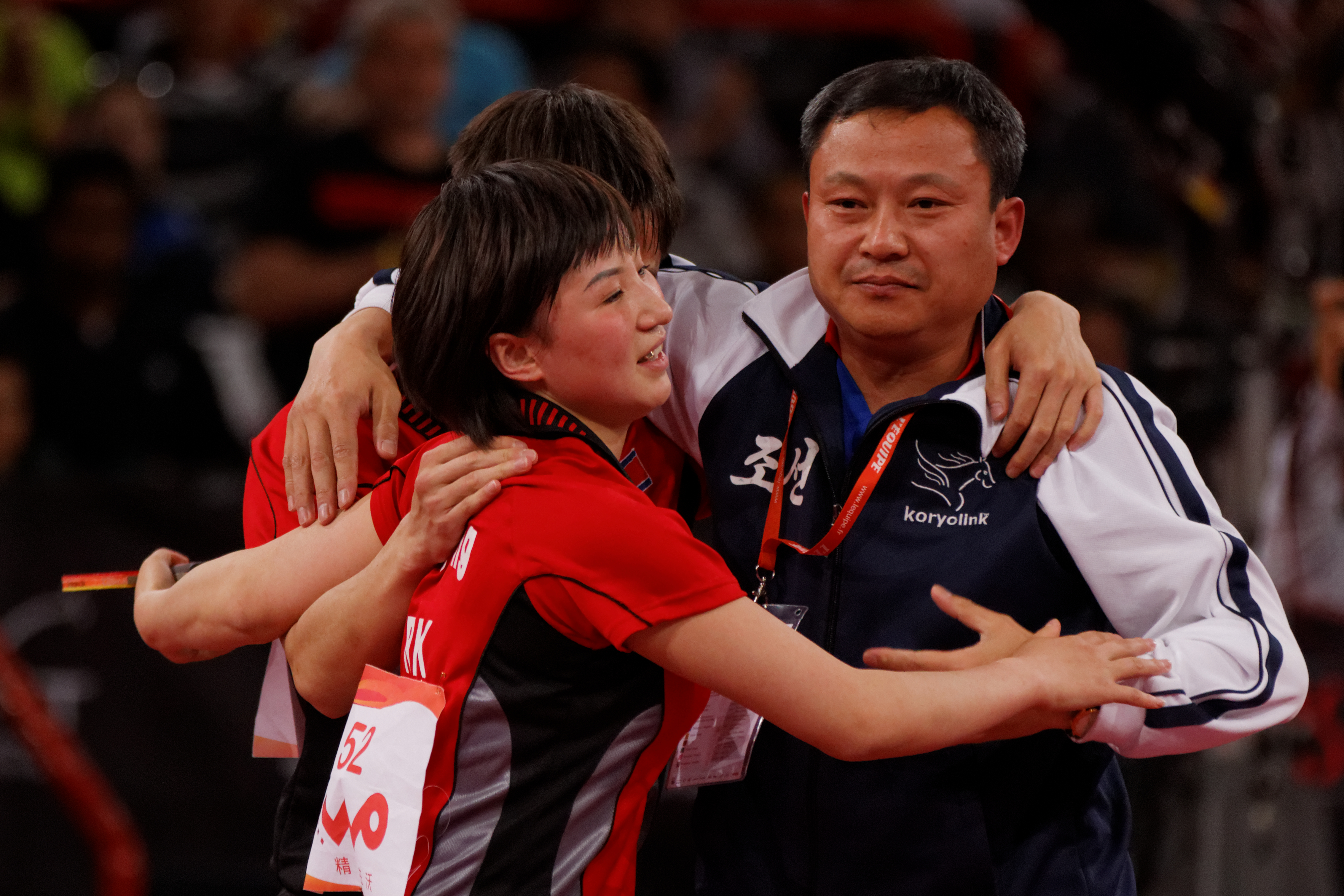
混合ダブルスの試合終了後の様子（2013年の世界選手権）。監督と勝利の喜びを分かち合うキム・ヒョクボンとキム・ジョン。

試合においては、各ゲームの勝者にはゲームスコアが1つ付与される。プレーヤーは、試合の勝者が決まるまでゲームを繰り返し、ゲームスコアの獲り合いを行う。ゲームの終了時点で最大ゲーム数の過半数のゲームスコアを得た者は、試合の勝者となる。勝者の決定をもって、卓球の試合は終了となる（実施したゲーム数が最大ゲーム数に達していない場合でも、この時点で試合終了となる）。

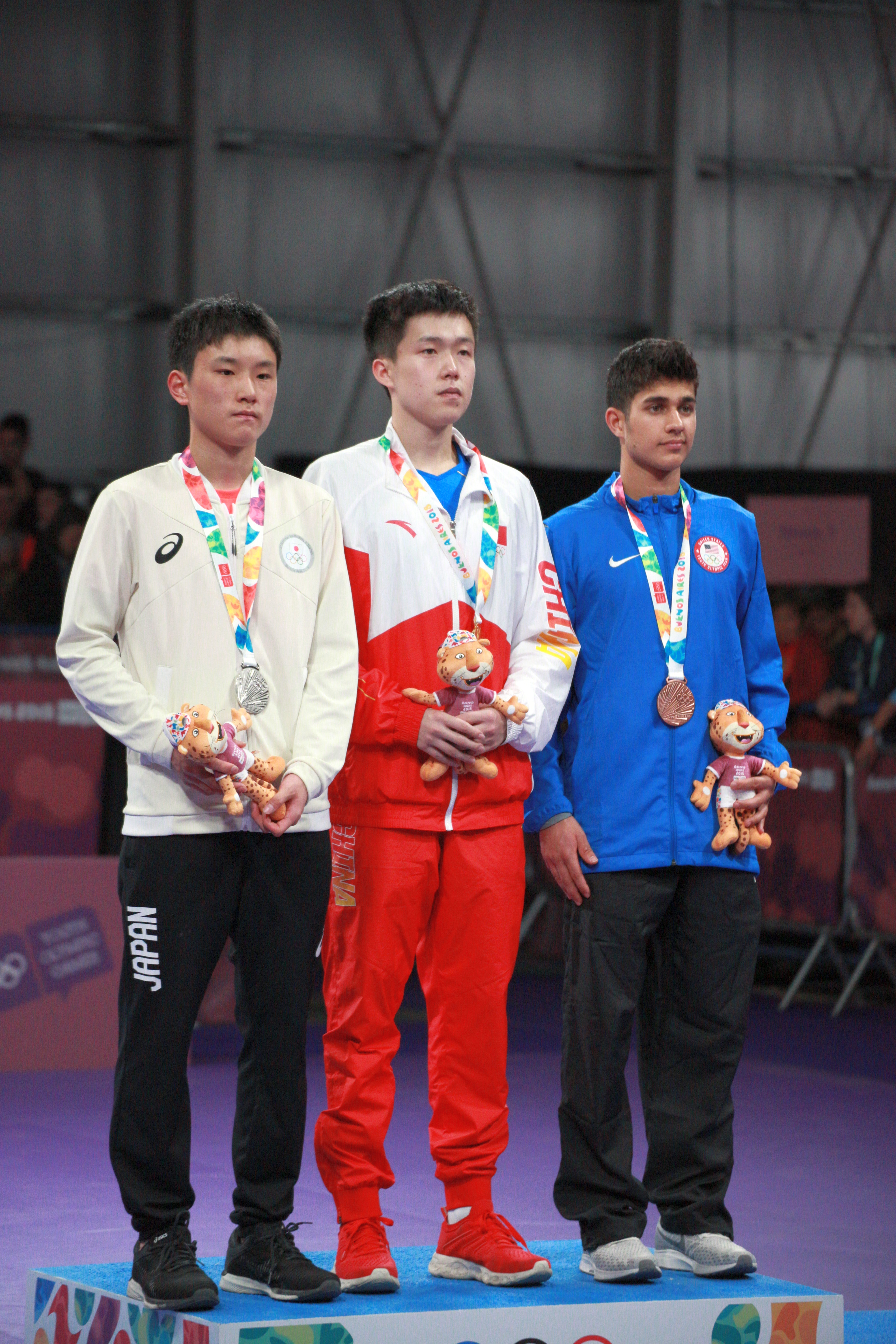
大会の表彰式の様子（2018年のユースオリンピック）。左から、張本智和(銀メダル)、王楚欽(金メダル)、カナック・ジャー(銅メダル)。

以上が標準的な卓球の試合進行である。大会のような競技会においては、ひとつの試合が終わった後は、勝者が別の者と次の試合を行ったり（トーナメント戦の場合）、勝者・敗者ともにそれぞれ別の者と試合を行ったりする（リーグ戦の場合）。大会で予定された必要な試合のすべてが終了した時点で、各大会の規約等にそって優勝者や入賞者等が決まり、大会は終了する。
試合の進行に付随するその他のルール・慣例等を以下に述べる。
促進ルール

促進ルールは試合時間短縮を目的としたルール上の取り決めである。ひとつのゲームにおいて、双方のポイントスコアの合計が18未満であり、かつ、開始より10分が経過してもゲームが終わっていない場合は、促進ルールが適用され、リターン回数制限などが発生する。なお、双方のプレーヤーが合意すれば、上記の条件を満たさずとも、最初から促進ルールを適用させた試合とすることもできる。
タイムアウト
タイムアウトは、試合中に必要に応じて、ゲーム進行を一旦停止して、プレーヤーが助言を受ける等の時間を得る行為である。試合中のタイムアウトは、1試合につき1回のみ要請することができる。タイムアウトの制限時間は60秒以内である。このとき、タイムアウトを要求しなかった側のプレーヤーも、助言等を受けることができる。タイムアウトを要求したプレーヤーがコートに戻って試合再開の意志を示した際は、相手プレーヤーは速やかにコートに戻らなくてはならない。また、双方のプレーヤーが同じタイミングでタイムアウトを取った場合には、双方のタイムアウトの権利が消費される。
タオリング
タオリング（英: toweling）は、競技中に短時間にてタオルで汗をふくことである。次の条件を満した際に、タオリングが認められる。
- 各ゲームの開始から数えて、6の倍数だけポイントスコアが発生(6, 12, 18回…)した際（すなわち、両プレーヤーのポイントスコアの合計が6の倍数なった場合である）
- 最終ゲームにおいて、エンド（コート）の交替をした際
- 上記の他に、ラケットの表面が汗でぬれた場合や、メガネに汗がついた場合といった、意図しないアクシデント対しては、審判員の許可があった場合は、タオリングが認められる。

その他
- ラリー中にボールが割れるなどして破損した場合は、そのラリーによる得点は無効となる。ただし、割れたことに気付かずにラリーが終わって、ラリー後にボールを検めて割れていたことが判明した場合は、そのラリーでの得点は有効となる。
- 他のコートからボールが飛んで来るなどして、ラリーの妨害になった場合は、審判が即座にレットを宣告してラリーは中断され、そのラリーによる得点は無効となる。その後は、ゲーム再開に支障がなくなったのを確認してから、サービスのやり直しにてゲームは再開される。
- バッドマナー（プレーヤーやその関係者による、対戦相手への害意のある行動や、観客への威嚇等攻撃的態度、スポーツとして品位を損なう言動全般を指す。侮蔑的な発言や、ボール・テーブル等設備の故意による損壊、競技領域外へのボールの打ち込み、試合運営者の侮蔑等の行為が該当する）については、警告としてイエローカードが提示され、スコアボードに黄色の標識が掲示される。2度目の同様の行為には、イエローカードとともにレッドカードが提示され、相手に1点が与えられる。3度目の同様の行為に対しては、相手に2点が与えられる。4度目の場合は、レフェリー（審判長）に報告され、審判長が処断する（審判長はそのプレーヤーを失格・退場処分とすることができる）。

### ダブルス
卓球におけるダブルスは、各チーム2名のペア同士の計4名で試合が行われる競技である。基本的にはシングルスと同じルールで行われるが、以下に示すいくつかの規定・条件が加わる。大きな特徴としては、各チームはペア内では、最後にリターンしたプレーヤーではないプレーヤーが、次のリターンを行わなければならないという点があげられる。すなわち、ペアのプレーヤーは必ず交互にリターンしなくてはならない。詳細を以下に示す。
- ラリーにおいて、各ペアのプレーヤーは必ず交互に交替してリターンしなければならない[66]。もし、相手ペアからのリターンを同一のプレーヤー（最後に相手ペアに対してリターンしたプレーヤー）が二度続けて打球した場合、リターンと認められず、失点（相手ペアの得点）になる[67]。
- サーバーの交替の際は、これまでサーバー側だったペアにおいては、サービスをしていなかったプレーヤーがレシーバーになる。レシーバー側だったペアにおいては、それまでレシーバーだったプレーヤーが次のサーバーになる[68]。

以上のことから必然的に、ダブルスにおいては、誰が誰の打球をリターンしなくてはならないかは固定化される。このリターンする打球順については、ゲームが進むごとに次のように交替となる。
- ひとつのゲームが終わって次のゲームへ進むときは、前のゲームで最初にレシーブをしたペアからサービスを始める（サーバーとなるペアの交替）。このゲームにおいて、レシーバー側のペアでは、前のゲームでサーバーの打球を受けたプレーヤーとは別のプレーヤーがレシーバーにならなければならない（打球する相手の交替）[注釈 57][69]。
- 最終ゲームにおいて一方のペアが５点を先取したとき、次のラリーより、サービスをリターンするべきレシーバーは交替となる[注釈 58][50]。

プレーイングサーフェスを上からみた図。ダブルスにおけるサービスは、必ず各コートのライトハーフコート内（茶色の領域）で一度ずつバウンドさせなければならない（青い矢印のコースに沿ったサービスとなる）。

以上のようにダブルスの打球順は複雑であるが、この結果として、相手のペアの2名について両者からの打球を受ける機会は、試合全体で均等化されている。また、ダブルスのみの規定として、以下のようにサービスのコースについて制限がある。
- サービスは、サーバーのライトハーフコートからレシーバーのライトハーフコート[注釈 59]へと、プレーイングサーフェスを斜めに交差するように、それぞれバウンドさせなければならない[70]。サービスの打球のバウンド位置が各ライトハーフコートから逸脱[注釈 60]した場合は、サービスの失敗となり、相手のポイントになる[注釈 61]。

世界卓球選手権や全日本卓球選手権などの大会では、男子2人または女子2人のそれぞれのペア同士で行われるダブルス（男子ダブルス、女子ダブルス）に加えて、男子1人・女子1人ずつのペアで行う混合ダブルス（ミックスダブルス）が行われている。
ひとつのゲーム内におけるサーバー・レシーバーの交替の例
上で述べた通り、ダブルスにおいても、サーバーのペアは2回のサービス実施（2回のラリー）ごとに交替する。以下に、プレーヤーA（以下単に「A」と記す）とプレーヤーB（同「B」）のペアと、それに対するプレーヤーX（同「X」）とプレーヤーY（同「Y」）のペアの打球順序の交替の例を示す。ここで、Nは0以上の整数であり、サービスは第1球目、レシーブは第2球目と数えている。以下同じく、レシーブに対するリターンは3球目であり、3球目打球へのリターンが4球目…となって、ラリーが継続する。
| ゲーム進行                          | サーバー（4N+1球目打者） | レシーバー（4N+2球目打者） | 4N+3球目打者 | 4N+4球目打者 |
| ----------------------------------- | ------------------------ | -------------------------- | ------------ | ------------ |
| 第1, 2ラリー                        | A                        | X                          | B            | Y            |
| 第3, 4ラリー                        | X                        | B                          | Y            | A            |
| 第5, 6ラリー                        | B                        | Y                          | A            | X            |
| 第7, 8ラリー                        | Y                        | A                          | X            | B            |
| 第9, 10ラリー（第1, 2ラリーと同じ） | A                        | X                          | B            | Y            |
| 以下同様に継続                      | …                        | …                          | …            | …            |

上の表の通り、ひとつのゲーム内ではリターンするべき打球をする相手は一貫して固定されている。また、ひとつのゲーム中では、打球順は常に…→A→X→B→Y→A→…のように循環していることも分かる。
各ゲーム開始時（エンドの交替時）におけるサーバー・レシーバーの交替例
以下に、第一ゲームの打球順が上の表の通りであった場合の、以降の各ゲーム開始時の打球順の例を示す。上記の同じゲーム内における場合とは異なり、エンドの交替（ゲームの開始、あるいは、最終ゲームでのいずれかのペアの5点先取）が起こると、リターンするべき打球を打つ相手も交替する。この交替の結果として、先ほどの打球順の「循環」は…→A→Y→B→X→A→…のように逆転するようになる。
| ゲーム進行               | サーバー（4N+1球目打者） | レシーバー（4N+2球目打者） | 4N+3球目打者 | 4N+4球目打者 |
| ------------------------ | ------------------------ | -------------------------- | ------------ | ------------ |
| 第1ゲーム開始時          | A                        | X                          | B            | Y            |
| 第2ゲーム開始時(選択例1) | X                        | A                          | Y            | B            |
| 第2ゲーム開始時(選択例2) | Y                        | B                          | X            | A            |
| 第3ゲーム開始時(選択例1) | A                        | X                          | B            | Y            |
| 第3ゲーム開始時(選択例2) | B                        | Y                          | A            | X            |
| 以下同様に継続           | …                        | …                          | …            | …            |

ここでは可能な2つの選択例をそれぞれ示した。第2ゲームの初めのサーバーはXでもYでもよい。このとき一方で、レシーバーのペアは、Xの打球はAが、Yの打球はBが、それぞれ必ずリターンしなくてはならない。第3ゲーム以降も、各ペア内において、ゲーム開始時のサーバーは自由に選んでよい。各ゲーム内で固定し、かつ、エンドの交替ごとに交替するものは、リターンすべき打球をする相手（誰が誰の打球をリターンするか）である。

### 団体戦

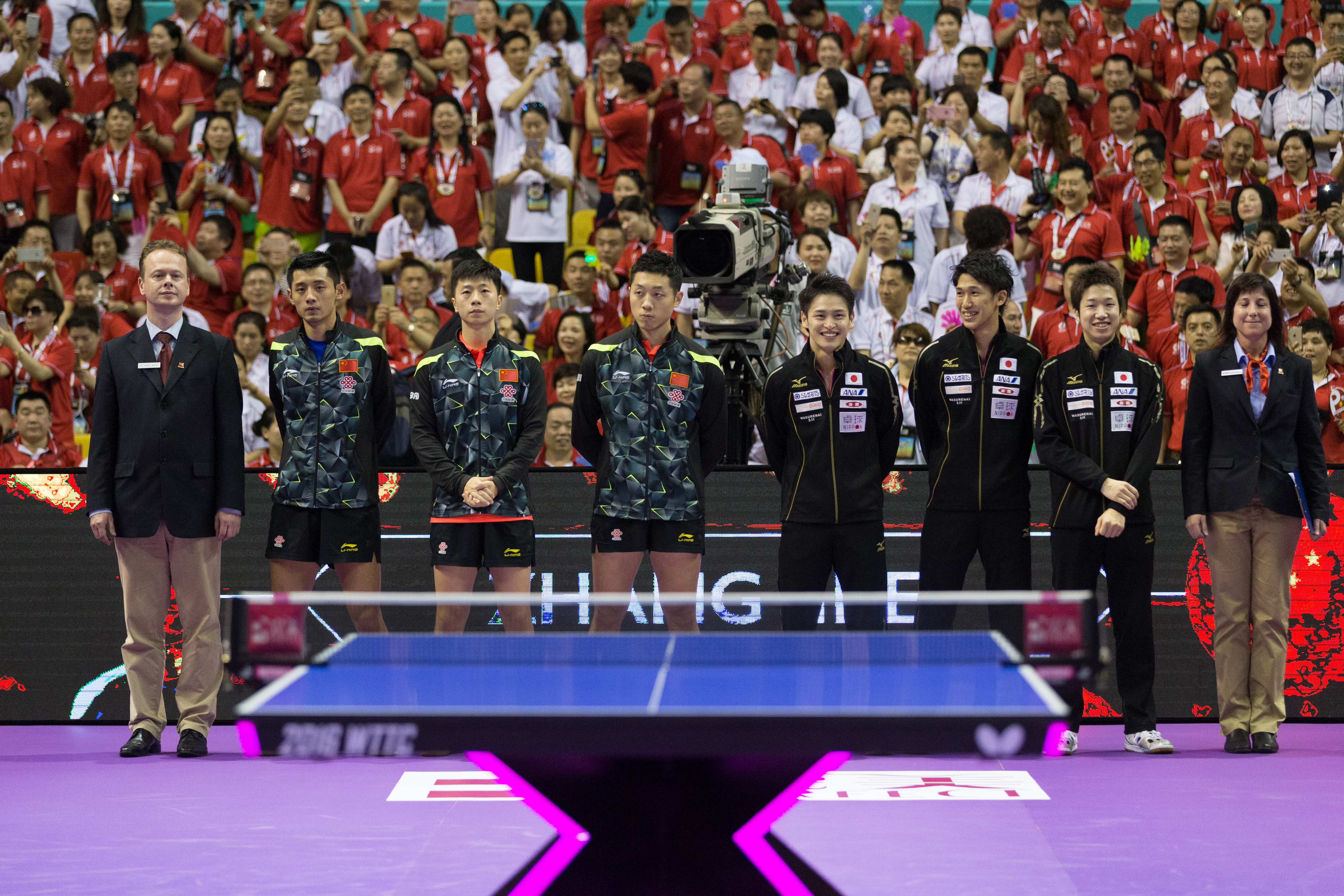
団体戦の様子（2016年の世界卓球の試合開始前）。向かって左は中国代表（張継科・馬龍・許昕）、右は日本代表（大島祐哉・吉村真晴・水谷隼）。

以上のように、卓球はあくまでもシングルスやダブルスといった「個人または2人ペアによる競技」である。一方で、国・地域や競技団体などのチームとチームの「対戦」として、団体戦も多くの大会で開催されている。卓球における団体戦は、各チームに登録された選手がシングルスやダブルスの試合を複数回行うことで実施される。
団体戦は開催される大会等により様々な方式が採られ、試合順・構成は必ずしも統一されていない。世界卓球選手権等では、対戦する各チームは3人の選手で構成されている。この3人から試合出場順（オーダー）を決めて、シングルスによる最大5回の試合を行い、先に3勝した側が勝ちとなる方式が採用されている。北京オリンピックの団体戦等では、同じく1チームは3人の選手で構成されるが、4試合のシングルスと1試合のダブルス（4単1複）を実施する方式であった。日本国内の大会でも、参加者数や競技実態をふまえた様々な形式の団体戦が実施されている。

### ルールの変遷
卓球の世界的な標準ルールは、1926年に発足の国際卓球連盟(ITTF)が管理・管轄している。歴史の項で示したように、現在の卓球とはまだスタイルの異なる競技であったとともに、用具の開発も黎明期にあった。このような状況において、卓球を国際的な競技スポーツとするため、様々なルール整備が行われた。現在の卓球に近い競技となった後も、以下に示したように、技術や用具の変遷に応じて、卓球の健全な普及のために、ルール等の改正が行われている。
フィンガースピンサービスの禁止等
「フィンガースピンサービス」とは、サービス時にフリーハンドの指を使い、ボールに強力で多様な回転を生じさせる技術である。1937年に行われた第11回世界卓球選手権においては、このサービスを駆使した男子アメリカチームは好成績を収めた。その反面、強い回転に慣れていない対戦相手がレシーブミスを連発し、ラリーが続かない展開となった。一方ではラリーが長すぎ、一方では短すぎる、という両極端な展開となり、観客が退屈と感じる試合が続出した。これをうけて、ITTFはルールの改正を行い、ネットの高さの引き下げ、試合時間の制限（促進ルール）、フィンガースピンサービスの禁止を決定し、現在に至っている。この後、再び守備型が有利な状況となり、1940年代から1950年代初頭までは欧州の選手によるカット主戦型が全盛となった。
用具の発展と近代卓球の基礎となる規則の制定
第二次世界大戦後の1950年代に、日本が新しい用具を続々と開発し、実戦に使用され結果を出しはじめた。たとえば、従来のラバーを裏返しにして貼る「裏ラバー」が使われるようになった。これはボールとの接触面積が広いために摩擦の効果が大きく、強い回転をかけやすくなり、それを大きく活かした攻撃を行うことが可能となった。さらに、太平洋戦争時に航空機燃料タンク防弾用など、軍事用に用いられていた独立気泡スポンジが卓球の用具として使われるようになった。スポンジ製のシートは反発力が強く、従来のラバーと比べて打球の威力の飛躍的向上につながった。このスポンジを「ラバー」として、打球面に貼り付けたラケットが当時開発されている（スポンジラバー）。他にも、スポンジシートを用いたラバーが開発され、裏ラバーとスポンジを貼りあわせた「裏ソフトラバー」、ツブラバー（表ラバー）とスポンジを貼りあわせた「表ソフトラバー」が登場した。さらに、表ソフトの粒を長く柔らかく設計した「粒高ラバー」も開発された。1952年の第19回世界卓球選手権では、それらの特徴を大きく活かし、主にスマッシュ攻撃を武器に、日本代表は初参加の世界卓球選手権ながらも、女子団体・男子シングルス・男子ダブルス・女子ダブルスの4種目で優勝を果たした。これにより、日本卓球は黄金時代の口火を切り、1950年代の世界選手権において日本選手が各種目にて優勝者を多数輩出した。
1959年、この多様なラバーが多く登場する事態をうけて、ITTFは本格的なラバーのルールの制定に乗り出した。スポンジのみで構成されるスポンジラバーは禁止となり、公式競技から姿を消した。その他のラバーについては、その厚みの上限値等が規定されて、現在に至っている。現在は、ITTFによって使用可能なラバーが逐次に公式リストに登録され、ITTFによる公式戦では当該リストにあるラバーのみの使用が認められている。
同色ラバーの禁止
1983年のルール改正により、両面に同色ラバーを貼ったラケットの使用が禁止された。ラバーを貼った面の反対側の面には、異なる色のラバーを貼るか、異なる色を着色しなければならなくなった。これは、異なる性質の同色ラバーをそれぞれの面に貼った場合に、相手プレーヤーが見分けられなくなるのを防ぐためである。
ボール径の変更（38 mmボールから40 mmボールへ）
2000年より、競技に使用されるボールの直径が38 mmから40 mmへと変更され、現在に至っている。これによって、ボールの空気抵抗が増し、従来よりもラリーが続くようになった。
1ゲームの勝利得点数の変更（11点制の導入）
2001年には、これまでの21点制から11点制に変更された。これにより、11点の先取が1ゲームの勝利の要件となった。ともなって、サービスは5本ずつの実施後にサーバーが交替していたが、これもサービス2本実施ごとの交替と変更された。
サービスルールの再改正
レシーバーにとって、対戦相手のサービスの球種の判別はレシーブの成否にかかわる大きな要素である。2002年には、腕や身体を使って、ラケットに当たる瞬間の打球を隠すサービスが完全に禁止され、現在に至っている。
有機溶剤等の使用禁止（ラバーの後加工の禁止）
2007年9月から、日本国内での主要大会において有機溶剤性接着剤の使用が禁止された。以後、有害な揮発性有機溶剤の（少なくとも競技場での）不使用はITTFのポリシーとなり、2008年9月から全面的に有機溶剤性接着剤の使用が禁止された。さらに、その1カ月後には補助剤も禁止となり、一切の物理的・化学的および他の手段を用いた「後加工」は禁止となった。また、同時期にアンチ加工された粒高ラバーの使用も禁止されている。以降、ラバーはITTFの承認を得たもののみが使用可能である。
中国のメーカーからは、本規則への対策として、製造段階でラバーのスポンジ面に補助剤グルーを塗布した「已打底」と呼ばれるラバーが発売されている。ただし、已打底のラバーであっても、ITTFの公認ラバーリストに掲載されているものであれば、公式大会での使用は可能である。
プラスチックボールの使用開始
2014年から、ボールの素材が変更となった。これまでのセルロイド製ボールに加えてプラスチック製ボールが登場し、2015年からは主要な国際大会においてもプラスチック製ボールが使用されている（ボールの直径は、40 mmのままで変更はない）。
カラーラバーの解禁
1983年のルール改正（上述）以降、ラバーの色やブレード木材面の塗装の色は、赤と黒のみが認められていた。2021年10月に、赤と黒に加えて青、ピンク、紫、緑といった多様な色のカラーラバーの使用が解禁された。たとえば、「黒と赤」あるいは「黒と他の色」といった組み合わせであれば、これらの色の使用が認められるようになった。

## 用具
卓球における用具とは、卓球台やその付随品などの競技環境設備のほか、ラケットや競技用服装等といったプレーヤーが身につけて使用する道具・服飾類を総称したものである。卓球の打球等の運動は非常に繊細であり、ボールの軌道やスピン、バウンドは用具によって大きな影響を受ける。そのため、卓球の公的管理組織（ITTFやJTTA等）によって、その規定が詳細になされている。以下では、各用具について概説する。

### ラケット
卓球におけるラケットは、サービスやリターンの際にボールを打球するものであり、ブレードとラバーから成る。ブレードは主に木材（単一の木板あるいは合板）から作られている。ラバーは表面がゴム製であり、打球する面にはラバーが貼られていなければならない。様々な特徴を有した多くのラケットがあり、プレーヤーは目的に合うラケットを選択することができる。ただし、一つの試合中においてプレーヤー個人がラケットを変更することは、原則としてできない。なお、用具のなかでもラケットは特に繊細であり、保管には温度・湿度・日光などの条件に注意を払う必要がある。
打球時にボールがラケットから受ける力は、打球面に対して垂直（ラケット面の法線方向）および平行（同接線方向）の二つの力に分けて理解される。K・ティーフェンハッバ（カールスルーエ大学）とA・デュリー（パリ＝サクレー大学）による打球の運動モデルは、ボールに対するラケットの法線方向・接線方向それぞれの反発係数をパラメーターとして、打球の速度やスピンの挙動をよく説明している。いまひとつのパラメーターは振動特性である。川副嘉彦（埼玉工業大学）によるシミュレーションモデルと実測の検証によると、打球時に振動が少ないラケットは、エネルギーの散逸が起こりにくく、結果として球威が高くなる。これに加えて、打球面の動摩擦係数も打球に影響を及ぼす（ラバーの項で後述）。これらの力学的パラメーター（各反発係数、振動特性、動摩擦係数等）は球質に強く影響するため、用具メーカーはラケット（ブレードおよびラバー）の開発に際して、これらの指標を重視している。製品においては、消費者（主にプレーヤー）に分かりやすいように、各パラメーターやそれに代わる数値等の表現が用いられている。
世界各国・地域でラケットには様々な呼び方があり、日本やITTF等の国際協会では「ラケット」、アメリカ合衆国では「パドル」、ヨーロッパでは「バット」と呼ばれる。
公式試合に使用可能なラケットには、レジャー向けの廉価なラバー付きラケットや、競技レベルの選手向けの市販製品ラケット、選手自身の好みでカスタマイズした特注ラケット等がある。日本国内の公式試合に使用するラケットには、目視できる箇所にメーカー名やJTTAの公認証の表示が義務付けられている。
グリップよるラケットの分類
卓球には異なる握り方のラケット（主にシェークハンドとペンホルダーの二種）がある。現在はシェークハンドが比較的多数を占めている。一方で、中国式ペンホルダーを使っての両ハンド攻撃を得意とする選手が世界ランキングの上位に名を連ねることもあり、一概にどちらが優位であるかを結論できない。

#### シェークハンド

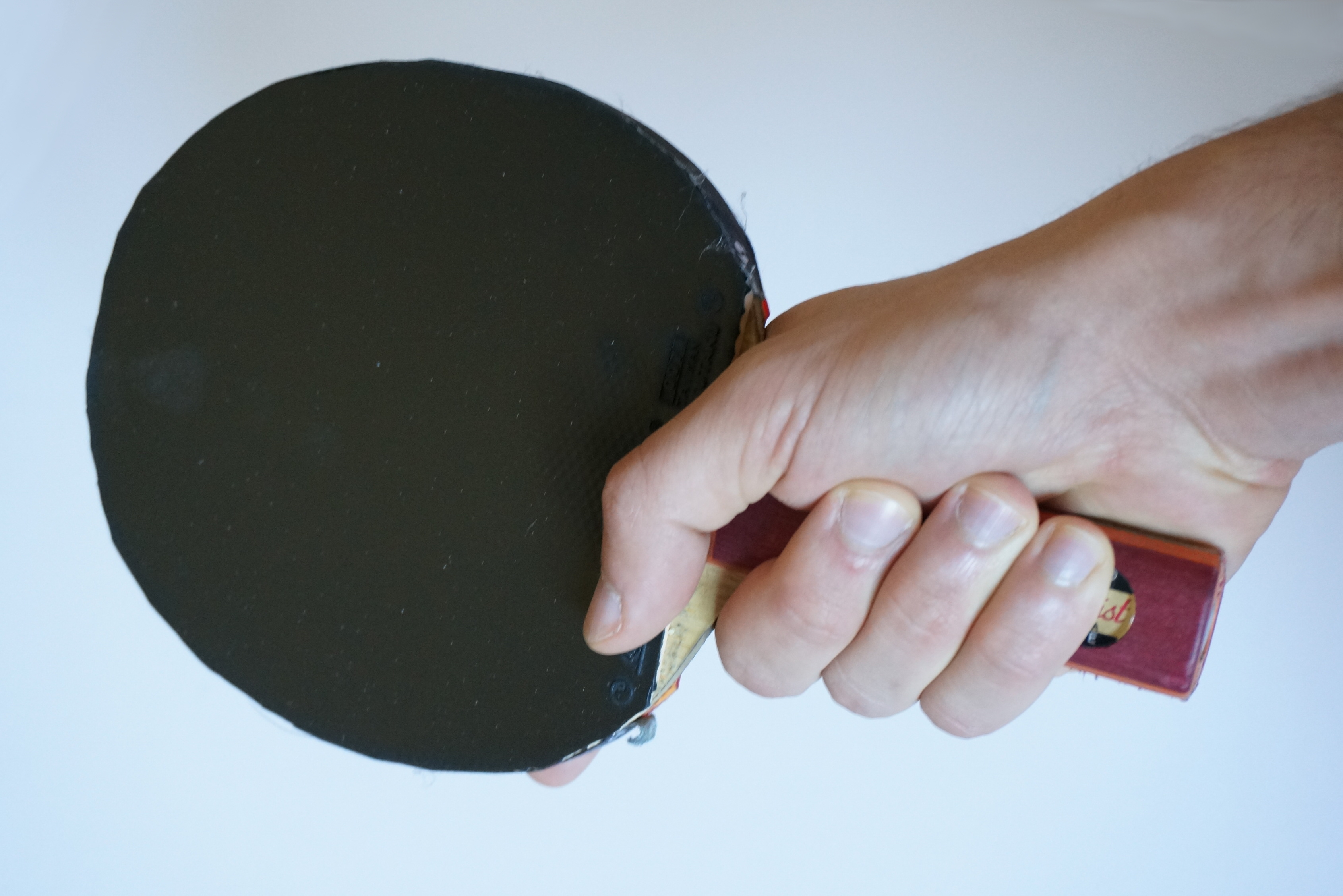
シェークハンドラケット

シェークハンドラケットは、握手（英: shake hands）するように握るラケットである。両面にラバーを貼って使用する。ラバーは表面と裏面で異なる色のものを貼らなければならない。グリップの形状は、ストレート、フレア、アナトミックなどの様々な形状にさらに分類される。一般に、図のような円弧状の打球面のラケットが使われている。フォアハンド面（手のひらの側）とバックハンド面（手の甲の側）の各面それぞれを比較的容易に打球したい方向に向けることができる。伝統的にヨーロッパ出身の選手は主にシェークハンドを使用している。近年、特にフォアハンドとバックハンドの両面（両ハンド）での攻防を重視するプレーヤーは、シェークハンドを選択する傾向にある。

#### ペンホルダー

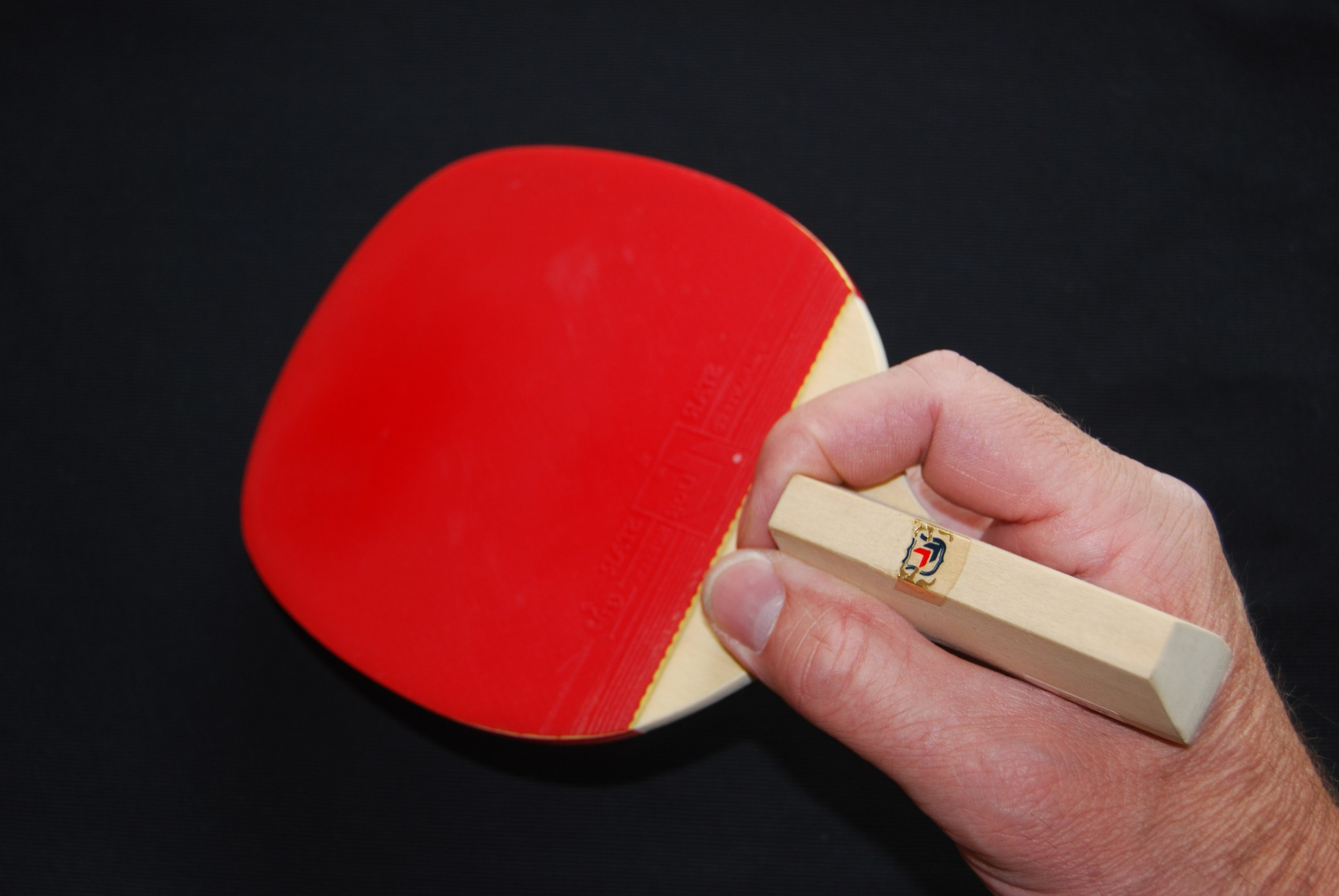
日本式ペンホルダーラケット

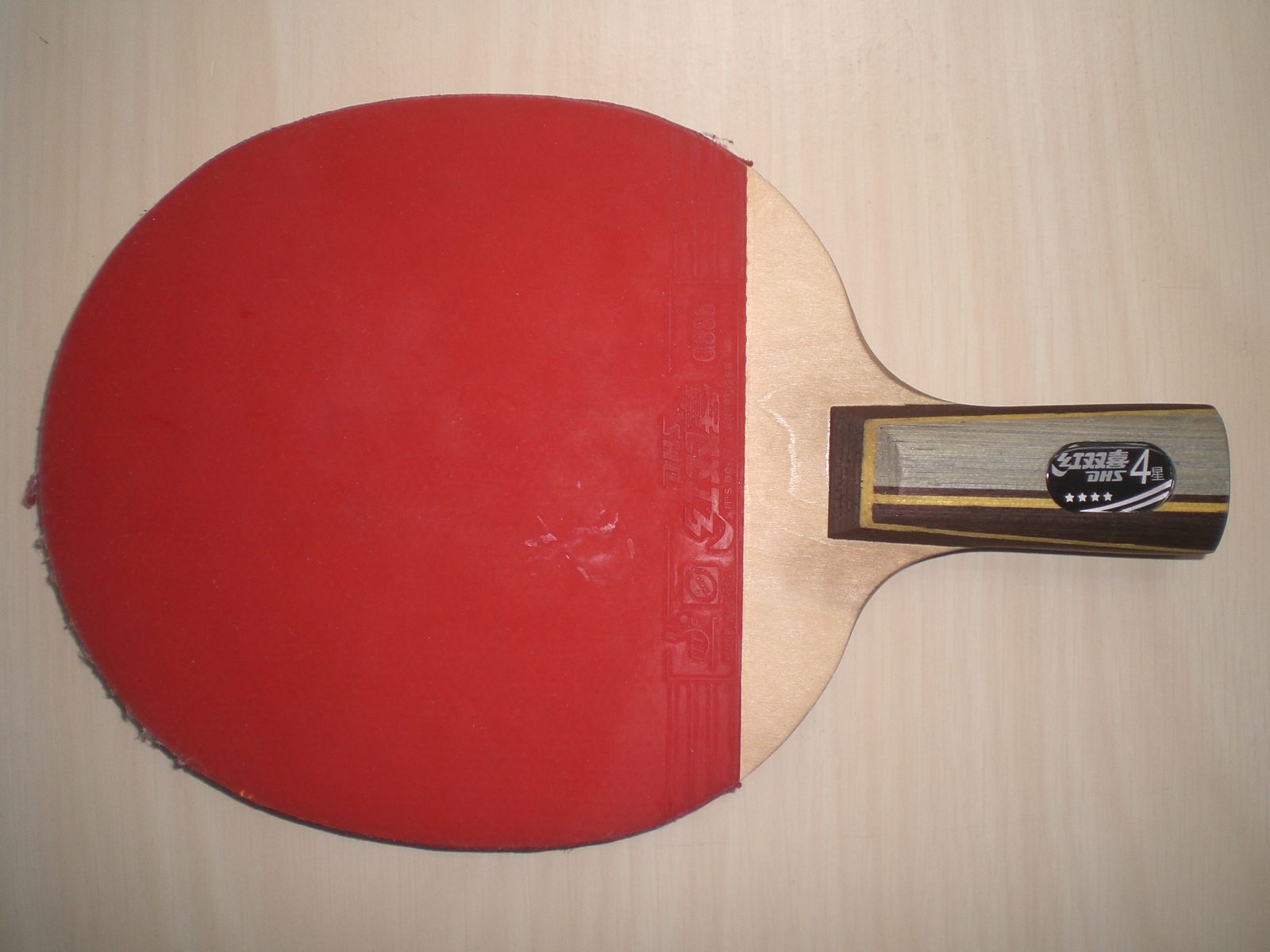
中国式ペンホルダーラケット

ペンホルダーラケットは、ペンを持つように握るラケットである。ペンホルダーラケットはさらに日本式ペンホルダーラケットと中国式ペンホルダーラケットに大別できる。いずれも表面にラバーが貼られる。表面のみにラバーを貼る場合は、ラバーを貼っていない裏面での打球は認められない。一方で、裏面にラバーを貼ることもできる。たとえば、試合中やラリー中にラケットの表裏を反転して、球質の異なる打球とすることができる（反転打法）。他に、裏面打法を行うプレーヤーもいる。ラバーの色の規定はシェークハンドと同様である。シェークハンドに対して比較的、フォアハンド側やミドル（身体の正面付近）、台上の打球に対処しやすい。歴史的にアジアでは、ペンホルダーが主流であったが、1990年代以降にシェークハンドを使用する選手が増加し、ペンホルダーの選手数を上回ってきている。一方で、主に片面のみにラバーを張るペンホルダーは、シェークハンドより重量が軽く、また、決定打の威力も出しやすいため、女子プレーヤーやフットワークに優れたプレーヤーの選択肢でもある。
日本式ペンホルダー
日本式ペンホルダーラケットは、主にコルク製の台形柱型のグリップが特色である。ブレードの形状によって角型・角丸型・丸型などのペンホルダー独自のバリエーションがあり、得意とする打法・技術がそれぞれ異なる。日本や韓国、台湾などに使用する選手が多い。片面のみにラバーが貼られるケースを想定して、日本式ペンホルダーの製品は、流通時に既に裏面が塗りつぶされているものも多い。
反転式ペンホルダー
日本式ペンホルダーの一種である反転式ペンホルダーラケットは、反転打法（上記）を行っても持ちやすいように、台形柱型のグリップを特殊形状に変化させたラケットである。反転打法を前提としたブレードであり、両面にラバーを貼りやすいように設計されている。
中国式ペンホルダー
中国式ペンホルダーラケットは、日本式ペンホルダーと比べるとグリップ部に大きな構造体（台形円柱のコルク等）がなく、ちょうどシェークハンドの柄を短くしたようなラケットである。ブレードの形状・厚さ等は、シェークハンドの同コンセプトの製品と共通している仕様のものが多い。中国式ペンホルダーでも、裏面へのラバーの貼り付け有無は任意である。

#### その他のラケット
ハンドソウ
シェークハンドにもペンホルダーに分類できないグリップのラケットとしてハンドソウラケットがある。その名の通りハンドソウや拳銃を握るように持つラケットである。「ピストルタイプラケット（ピストル型ラケット）」や「ガンブレード型ラケット」と呼称されることもある。使用している選手は非常に稀である。このグリップの特性としては、曲がるドライブが打ちやすいといわれる。一方で、サービスに変化をつけるのが難しいとされる。

### ブレード

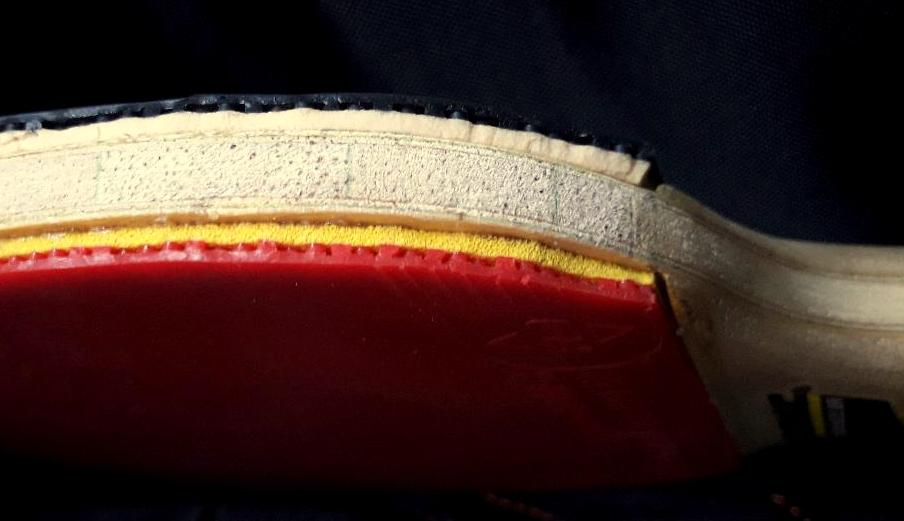
ラケットの構造（拡大写真）。木の合板製のブレードの両面に、それぞれ異なる種類の裏ソフトラバー（スポンジとゴムを貼り合わせたもの）が貼り付けられている。ラバーは、色以外にも各層の構造（厚さや粗密）が異なることがわかる。

ブレードは平らな木板とグリップからなるラケットの主要構造部分である。ブレード面は硬質な平面でなければならず、その材質は厚みの85パーセント以上の部分が天然の木でなくてはならないと、ITTFは規定している。一方で、ブレードの大きさ（面積）は特に定められていない。
競技レベルの卓球では、正確なボールタッチによる打球のコントロールが要求され、ブレードの特性は重要である。この特性のひとつは反発係数であり、これは打球の弾むスピードを支配する。もうひとつは振動特性であり、これは打球時のラケットの微小変形・振動のし易さの指標である。一般に、硬いラケットほど反発係数が高く、よりスピードのある打球が可能となる。表記はまちまちだが、各メーカーはブレード製品の上記の特性を様々な数値等で表示している。

#### 単板と合板
ブレードの主要素材は木材である。一枚の板からなると単板製のブレードと、異なる特性の複数の板材を組み合わせた合板製のブレードに区別できる。ブレードの特性は、素材は使用される木材の特徴のみならず、その製造工程等によっても変化する。
単板
単板ブレード（単板ラケット）は、その名の通り、一枚の檜板ないし桂板から作られているブレード（ラケット）である。単板のブレードでは、檜や桂が主に使用される。木目を縦横に重ね合わせて耐久性を得ている合板に比べて、単板には割れやすいという欠点がある。耐久性を上げるため、単板のブレードでは木目が縦目になるように造られている。高品質の檜を使った単板ラケットは、打球感に加えて、反発係数と振動特性のバランスが良いため、特に角型ペンホルダーのドライブ主戦型プレーヤーに用いられることがある。
合板
合板ブレード（合板ラケット）は、異なる特性の板材からなる合板製のブレード（ラケット）である。それぞれの木目が交互に縦横となるよう組み合わせられ、反発係数と振動特性のバランスがとられている。木材の組み合わせの自由度から、単板のラケットに比べて、多彩な特性の合板のブレードが作られている。貼り合わせられた木材の枚数によって区別でき、3枚合板、5枚合板、7枚合板などに大別される。反発性や振動特性について、木材と特殊素材の組み合わせから、様々なタイプのブレードが設計・製造可能である。
基本的な合板の構成について、5枚合板ブレードを例にして述べる。5枚合板では、軽め中芯材を2枚の添芯材で挟み、さらに最表面となる2枚の上板で挟む構造になっている。この中芯材・添材・上板の使用木材と厚さの設計で、ブレードの様々な要求性能に応えている。中芯には桐・バルサ材・柳・シナ材・アバシ・アユース・サンバなどの比重が小さい木材が使われる。添芯にはパイン・アネグレ・スプルース・染色材などが、上板にはリンバ・コト・ウォルナット・檜・アユース・染色材などがそれぞれ使用されている。
中芯に使われている桐やバルサ材は軽量材であることから、セルロイドボール時代では打球が軽くなるという欠点があった。しかし、現代のプラスチック製ボール時代においては、特有の打球感と高い弾性、回転量に由来する球威から、桐やバルサ材が注目を浴びるようになり、その良さが再考されるようになったとされる。
3枚合板
3枚合板ブレードは、中芯材と2枚の上板で構成されているブレードである。合板の枚数が少なく強度が小さいため、中芯材の厚さを確保したり特殊素材を入れたりすることで、高い反発係数を得ているものもある。中芯材の木目が柔らかい横目となることからも、強度の点でブレードの薄型化は困難である。構造に由来する打球感の柔らかさがメリットであり、前陣速攻型やカット主戦型向けのラケットが存在する。
5枚合板
5枚合板ブレードは、上記の通り、中芯材と2枚の添材、さらに2枚の上板で構成されているブレードである。中芯材の木目が硬い縦目のため、反発係数と振動特性のバランスがよく、ブレードの薄型化も可能である。特徴が異なる製品のバリエーションが多いため、戦型を問わず、初心者から上級者まで広く用いられている。特殊素材と組み合わせる際も、中芯材は縦目になるため、純木のものと特殊素材入りのものとをあわせて、5枚合板のブレードは主流のひとつとなっている。
7枚合板
7枚合板ブレードは、中芯材と4枚の添材、さらに2枚の上板で構成されているブレードである。ブレードが厚いため、反発係数が高く、振動を抑える特性がある。高い反発係数に由来する球離れの早さがある一方で、中芯材の木目が柔らかい横目になるため、5枚合板とは異なる打球感もある。上述のように、プラスチックボールに対して特有の球威があり、以下の特殊素材使用ブレードとはまた別の新たな選択肢となっている。

#### 特殊素材

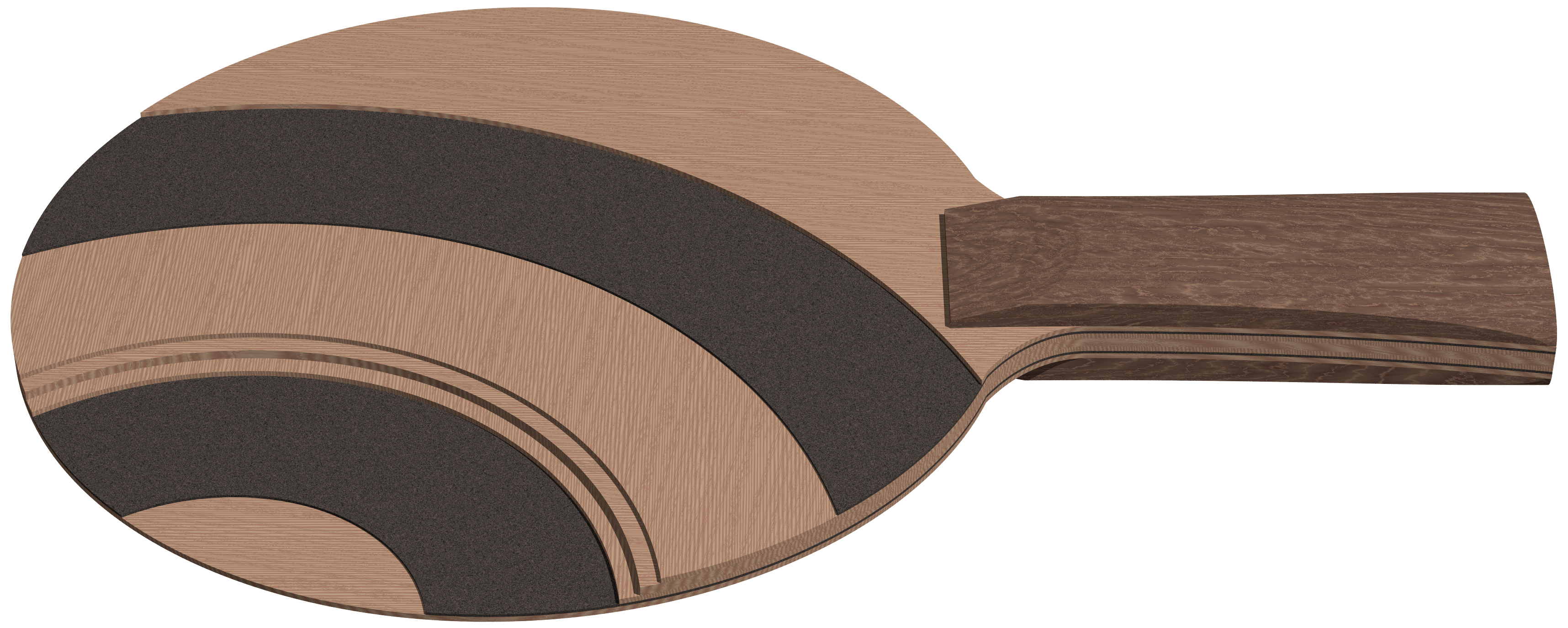
特殊素材（黒色の層の部分）を使用したブレード例の断面イメージ。5枚合板ブレードにおいて、合板の間（2か所）に特殊素材をはさんだ構造となっている。

先述の通り、ブレードは厚みの15%以内であれば天然の木以外の材料を使用することが認められている。用いられるブレード材の一部として、炭素繊維、アリレート、ケブラー、ガラス繊維、チタン、ザイロンなどの特殊素材やそれらの複合材が使用されている。ブレードの合板構成のなかに特殊素材が用いられることで、木材のみのラケットよりも反発係数が一般に高くなる。また、ブレード面の比較的広い範囲で反発特性・振動特性が均一で、最適打球点（いわゆるスイートスポット）が広いとされる。一方で、特殊素材を含むブレードでは、木材のみのラケットに比べて、緩急を付けにくいという短所もあるとされる。

#### 加熱処理した木材
現代の卓球では、ラバーは重量化とスピードグルーの使用禁止に伴って、ブレードにおいて軽さと高い反発特性の両立が求められている。そこで用具メーカーは、軽いが吸湿性のある桐材の有効利用を模索し、これを簡便に乾燥させて造るブレードの製造法を確立した。桐材を低温で加熱処理して含有の水分を除き、ブレードの軽量化し、さらに、吸湿性を低減した。この製法によるブレードは、高い反発係数と振動特性を得つつ、広いブレード面での均一な特性を有しており、特殊素材製のブレードのような性質であるとされる。

### ラバー

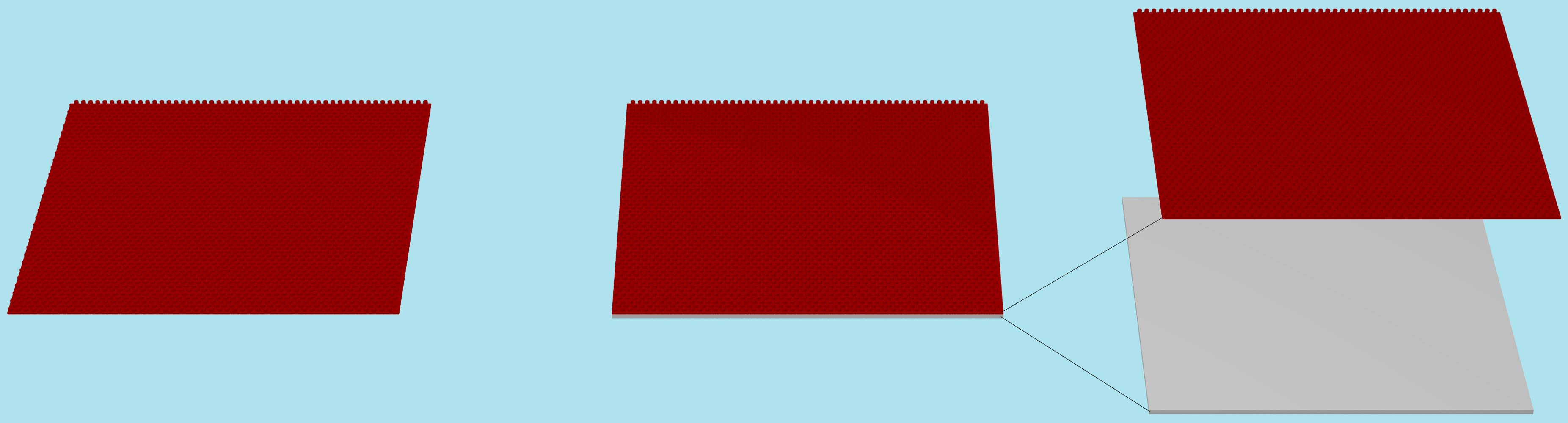
卓球のラバーは二種類に分類される。左はツブラバー、右はサンドイッチラバーである。サンドイッチラバーはゴム製のシート（赤色）とスポンジ（白色）の二層構造である。

卓球のラバーは、粒の配列構造を片面に有するゴム製のシートであり、ラケットにおけるボールの打球面である。ゴム製のシート単独からなるツブラバー、および、ツブラバーとスポンジ製のシートを接着剤で貼り合わせたサンドイッチラバーの二種に大別できる。
ラバーにおいては、既に述べた反発係数がその特徴に影響を及ぼすほか、動摩擦係数も大きくラバーの性質を左右する。以下に示すラバーの分類において、各ラバーの反発係数と動摩擦係数は著しく異なっており、それらは競技の実践上で打球の特徴となって表れる。一般に、反発係数の大きなラバーはスピードの速い打球を生み出し、動摩擦係数の大きなラバーは回転を強くかけることができる。ボールが平面でバウンドする際には、ボールが滑らずに（接触面で瞬間的に拘束されて回転しながら）バウンドするケース、および、ボールが接触面で滑ってバウンドするケースの２パターンに分類できる。どちらのパターンが主となるかは、打球の速度・スピンのほか進入角度にも依存するが、これらに加えてラバーの性能でも決まる（反発係数と動摩擦係数が高いほど滑らない）。一般に、滑らないバウンドの仕方において、ラケットのスイングに沿った（打球者が通常意図する）スピンがかかることになる。
他のラバーの性質としてラバーの硬さがあり、ラバー硬度という指標で表記される。硬さの表記にはISOに準拠した硬度やその他の値など複数の表示が採用されており、プレーヤーがラバーを選ぶ際に参考とされる。一般に、硬いラバーは威力のある打球をしやすく、柔らかいラバーは打球のコントロールがしやすいとされる。
ラバーの厚さはITTFの規則で定められており、ツブラバーにおいては、ゴムシート部の厚さは2.0 mmを以内でなくてはならない。サンドイッチラバーにおいては、ツブラバー部分の厚さは2.0 mm以内、ツブラバー層とスポンジ層の厚さの合計は4.0 mm以内と定められている。他に、粒の形状やアスペクト比に関しても規定が詳細に定められている。ラバーには多くの種類が存在するが、公式戦の出場には主幹する卓球連盟等の認証が必要である。たとえば、ITTFが管轄する国際大会等では、ITTFの公認ラバーリストに掲載されているラバーに限り使用が認められている。2006年4月以降の日本国内の公式大会においては、JTTAあるいはITTFによって公認されているラバーの使用が認められている。
ラバーの特性は、特に最表面のゴムシートの特性に大きく依存しているほか、スポンジ層との組み合わせ等によって複合的に決まり、多様なラインナップがある。以下の各項にてラバーの構成部材について述べる。
ゴムシート
ツブラバーとサンドイッチラバーが共通して有する、ゴム製のシート構造を「(通常の)ツブラバー」と呼ぶ。それ自身が単独でラバーである(通常の)ツブラバーと混同しないように、本記事では、ラバーにおけるゴム製のシート構造部を特に指す場合は、ゴムシート（あるいは単にシート）と呼ぶ。
どのラバーにおいても、ゴムシートはラケットのラバー面の最表面である。天然ゴムまたは合成ゴムを主原料として、顔料で黒や赤その多の色を着けられている。一般に、天然ゴムと合成ゴムの割合等によって性能や寿命、シートの透明度が変わる。ゴムシートの形状は、ゴムシートとブレード・スポンジとの相互作用を考慮して設計されている。具体的にはゴムシートは、片面が均一な平面であり、その反対側の面には粒（あるいはイボ）と呼ばれる円柱型の突起がある。粒は平面六方格子状に規則的に密に配置されている。この粒の配置には縦配列ないし横配列のものがそれぞれある。これらのゴムシートの素材・成分や、粒の形状・配列、平面部の厚みといった構造は、ラバーの諸特性に大きく影響する。
スポンジ
ラバーにおけるスポンジのシートは、サンドイッチラバーの構成要素であり、上記のゴムシートと組み合わせて用いる。ラバーがブレードに貼り付けられる際は、このスポンジ層が（薄い接着剤層を介して）ブレードに密着するよう貼り付けられる。スポンジの性能は主に、打球時のボールのラバーへの食い込みとその後の復元力となって表れる。スポンジの厚さについては、厚いものほど威力のある強い回転が掛けられる。しかしながら、必ずしも厚いスポンジ層がゴムシートやラバーの特性にとって良いわけではない。たとえば、速いボールに対しては、反発係数が高くなり、飛距離等の制御が難しい。
ラバー製品では、様々な厚さのスポンジのラバーが販売されている。ラバーの種類・性質によって、好まれるスポンジの厚さの傾向には差異がある。
多くのラバーに共通する基本的な構成と特徴は以上の通りである。ラバーの性質に加えて、ブレードの特性（主に反発係数、振動特性等）も打球に影響するため、プレーヤーに合うラケット（ブレードとラバーの組み合わせ）を求めるには、情報収集や試行錯誤が必要となる。
なお、ラバーの長期的な耐久性はあまり高くない。使用せずとも少しずつ酸化等でゴムが変質し、練習等での反復使用によりラバーの性能（反発特性や動摩擦力）は徐々に変化してくる。用具メーカーが推奨するラバー交換の目安（ラバーの寿命）は、一般の選手で1カ月、練習量が少ない選手でも2 - 3カ月とされる。短期的な視点では、プレー中にラバーに埃などが付着し、表面の性能が変化する。これらの付着物を拭き取ってラバーの性能を回復するため、専用のラバークリーナーも市販されている。
以下に、各タイプのラバーについてそれぞれ解説する。

#### 裏ソフトラバー

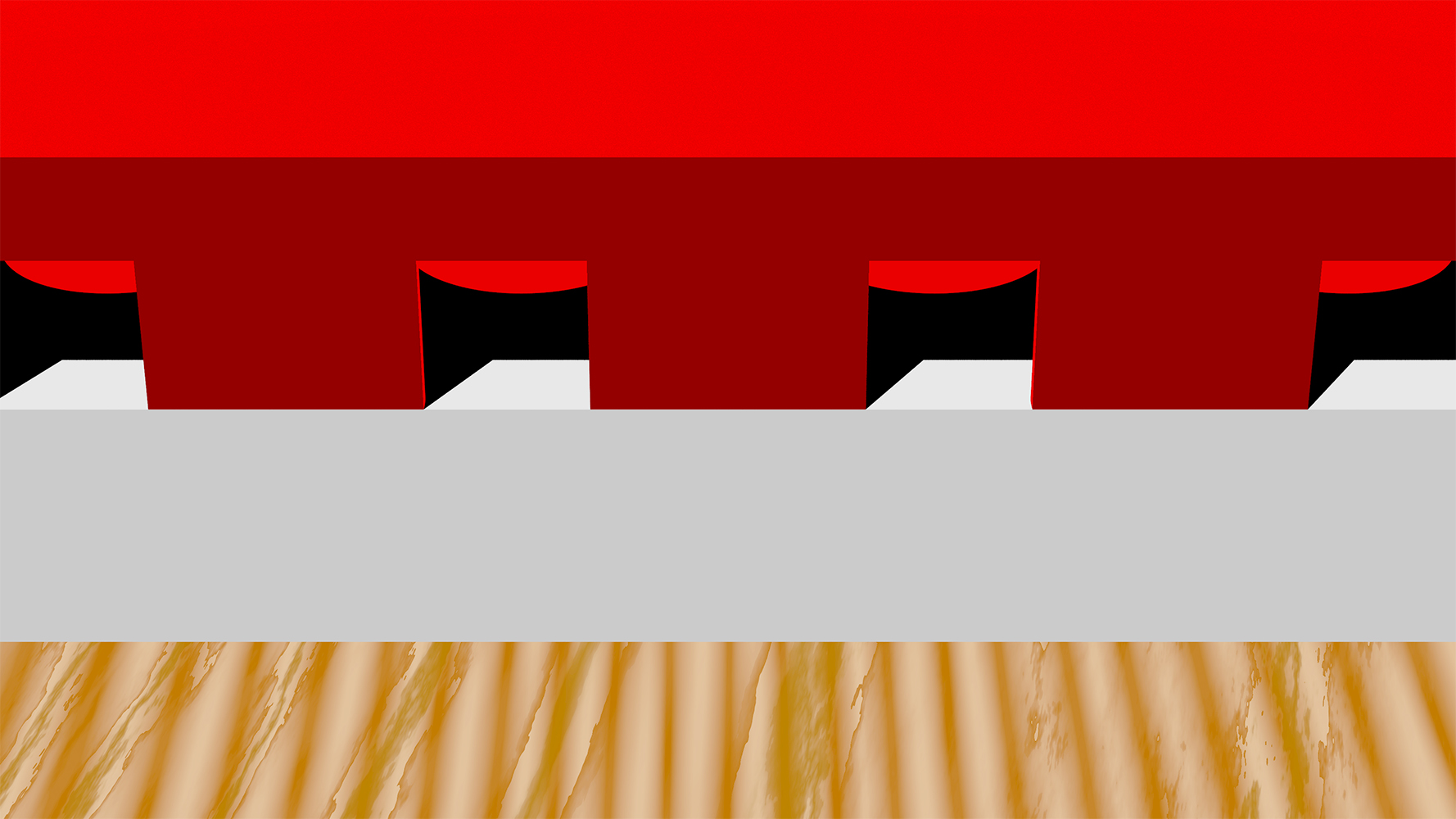
裏ソフトラバーの構造(ラケット(木目)上に貼られた状態の断面図)。ゴム製のシート（赤色）がスポンジ層（白色）に接着されている。上方の平らな面が打球面である。ボールと接触面積が広く、摩擦が大きく、強い回転をかけやすい。

裏ソフトラバーは、ゴムシートの平らな面を外向きにして（粒側を内側に向けて）スポンジ層と貼り合わせたサンドイッチラバーの一種である。ボールとの接触面積が広く、動摩擦係数が大きくなるため、ボールに回転をかけやすい。一般的なほとんどの打法を実践しやすいため、現在においても最もよく使われているタイプのラバーである。
高弾性・高摩擦系
高弾性・高摩擦系裏ソフトラバーは、ゴムシートとスポンジの設計により、その名の通り、高い弾性と動摩擦係数を実現した裏ソフトラバーである。弾道の安定性が良く、回転の強いドライブ打法に適している。長い歴史があり、ロングセラーのラバーもある。かつては、シェアの高いラバーであったが、テンション系ラバーの普及につれて、使用者は減少している。一方で、近年の技術革新で、より高い反発係数と動摩擦力が実現されている。日本のメーカーの得意分野である。
テンション系

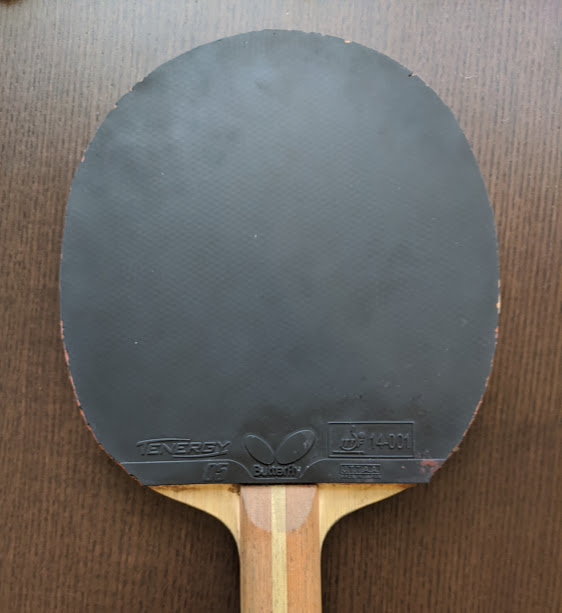
ブレードに貼り付けられた状態のテンション系裏ソフトラバー

テンション系裏ソフトラバーは、シート及びスポンジを構成するゴム分子に人為的に負荷（テンション）をかけた状態としたラバーである。これにより、従来の裏ソフトラバーと比べて高い反発係数と動摩擦力を実現している。一方で、ラバー寿命は短くなりやすい。
スピードグルーの使用禁止以降に普及が進んだとされ、トッププレーヤーの間で使用者が多い。回転系テンションラバー（下記）の登場にあわせて、主流のひとつとなったラバーである。ドイツや日本のメーカーの得意分野である。
スピード系テンション
スピード系テンションラバーは、テンション系裏ソフトラバーのなかでは歴史の長い製品である。軽打時でも、その高い反発係数を利用した打球が可能である。打法によっては、ゴムシートの高い動摩擦係数を巧みに用いて、強烈な回転を掛けることが可能である。
回転系テンション
回転系テンションラバーは、ゴムシート表面の動摩擦力を高めて、回転を掛けやすくしたテンション系ラバーである。シートの硬さとスポンジの柔らかさが適度に設計されており、軽打時、中打時、強打時で弾みと回転の緩急が付けやすい。このような特徴から、上述のスピードグルーの経緯もあって、現在において主流のひとつとなっているラバーである。
粘着系
粘着系裏ソフトラバーは、シート表面に粘着性を付与した裏ソフトラバーであり、特に動摩擦係数の高いラバーである。粘着性が強い製品では、静止したボールをラケットの粘着ラバー面で上から押さえて着けて、そのまま上にボールを持ち上げることができるほどの粘着力がある。打球時は、ラケットの面をボールに添えるように当て擦ることで、強烈な回転を掛けることができる。ボールとラバーの接触時間が長く、クセ球を出しやすく、回転量に変化もつけやすい。その反面、相手の回転の影響も受けやすい。また、他のラバーと比べて非常にデリケートである。粘着系ラバーは、主に中国系の選手や、日本のドライブ主戦型やカット主戦型の選手などに使用者が多い。中国のメーカーの得意分野である。
強粘着系、微粘着系、超微粘着系
シート表面の粘着性能の強さによって、さらに強粘着系、微粘着系、超微粘着系といった分類がされることがある。粘着性が強いほど動摩擦係数が上がり、回転量が多くなりやすい。一方、反発係数は低下して、打球スピードが低下しやすい傾向にある。
粘着系テンション
粘着系テンションラバーは、粘着系ラバーとテンション系ラバーの特徴を併せた、従来の粘着系ラバーよりも反発係数が高い裏ソフトラバーである。反発係数の高いスポンジを採用した粘着系回転系テンションラバーも、市販されている。
極薄系
極薄裏ソフトラバーは、極薄の厚さのスポンジと組み合わせることで、粒高ラバーに類似した挙動を示す粘着系ラバーである。反発係数が小さい一方、動摩擦係数は大きい。粘着ラバーの特徴である回転量とクセ球に加えて、粒高ラバーのような変化をつけることが可能である。ペンホルダーの粒ラバー使用者に向いたラバーであるとされる。
コントロール系
コントロール系裏ソフトラバーは、柔らかいスポンジとシートを用い、打球をコントロールしやすいように設計されたラバーである。扱いやすく、安価で長寿命な事が多いため、初心者などを含め、技術を身につける際に使用されることもある。しかしながら、反発係数と動摩擦力は低いため、競技段階のレベルでの使用では威力不足の感があり、使用している人は少ない。

#### 表ソフトラバー

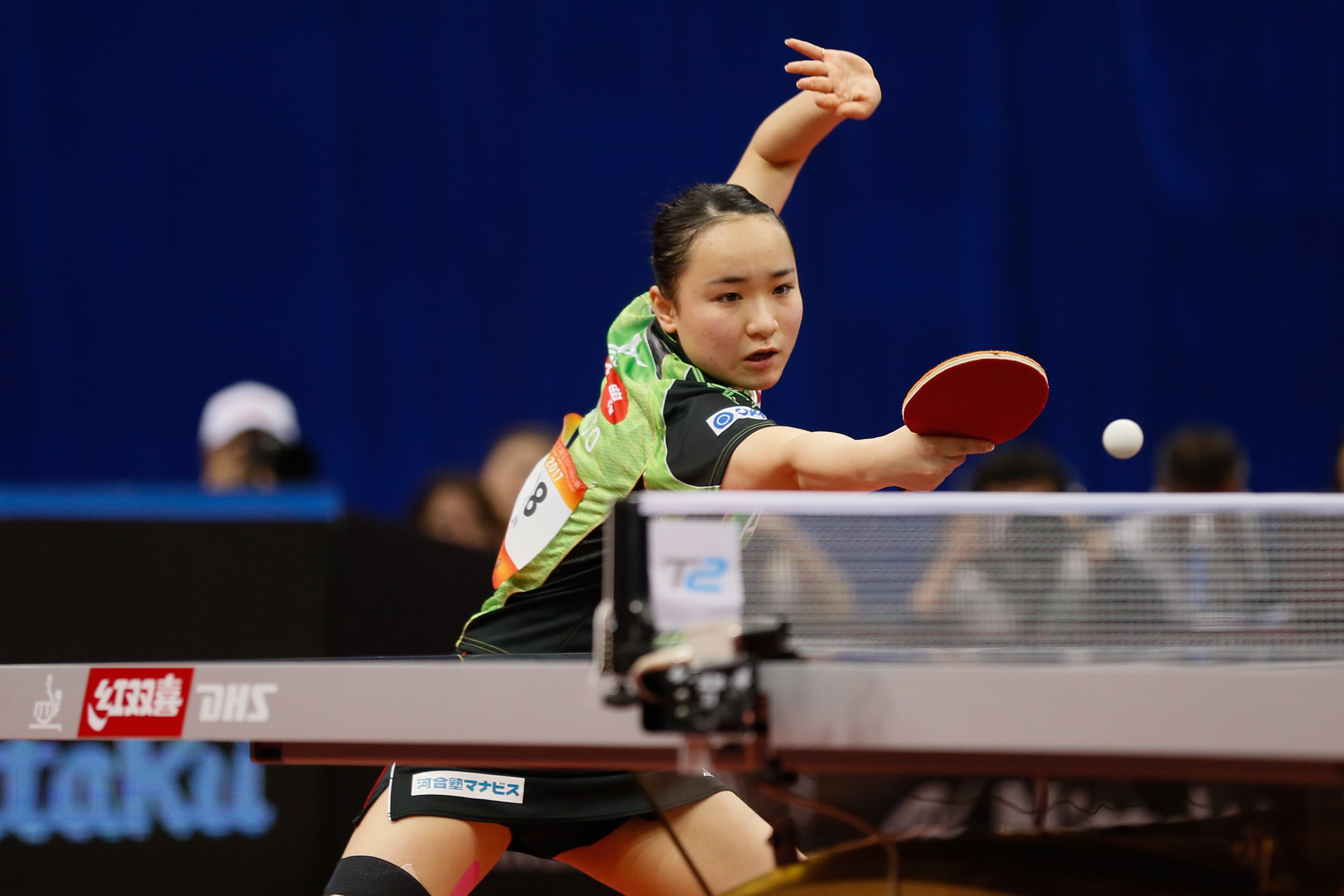
表ソフトラバーを貼ったバック面で、台上からの素早いリターンを行う伊藤美誠

表ソフトラバーは、ゴムシートの粒の面を外向きにして（平面の側を内側に向けて）、スポンジと貼り合わせたサンドイッチラバーである。ゴムシートの粒の側が最表面であるために、ボールとの接触面積が小さい。このため、高い反発係数を有しつつも、動摩擦係数は比較的に低めになり、いわゆる「球離れが早い」跳ね返り方をする。裏ソフトラバーと比べると、相手の打ったボールの回転の影響を受けにくい。基本的に前陣速攻型のプレーヤーやカット主戦型のプレーヤーが用いる場合が多い。シートの粒形状や特性により回転系・スピード系・変化系等に分類される。

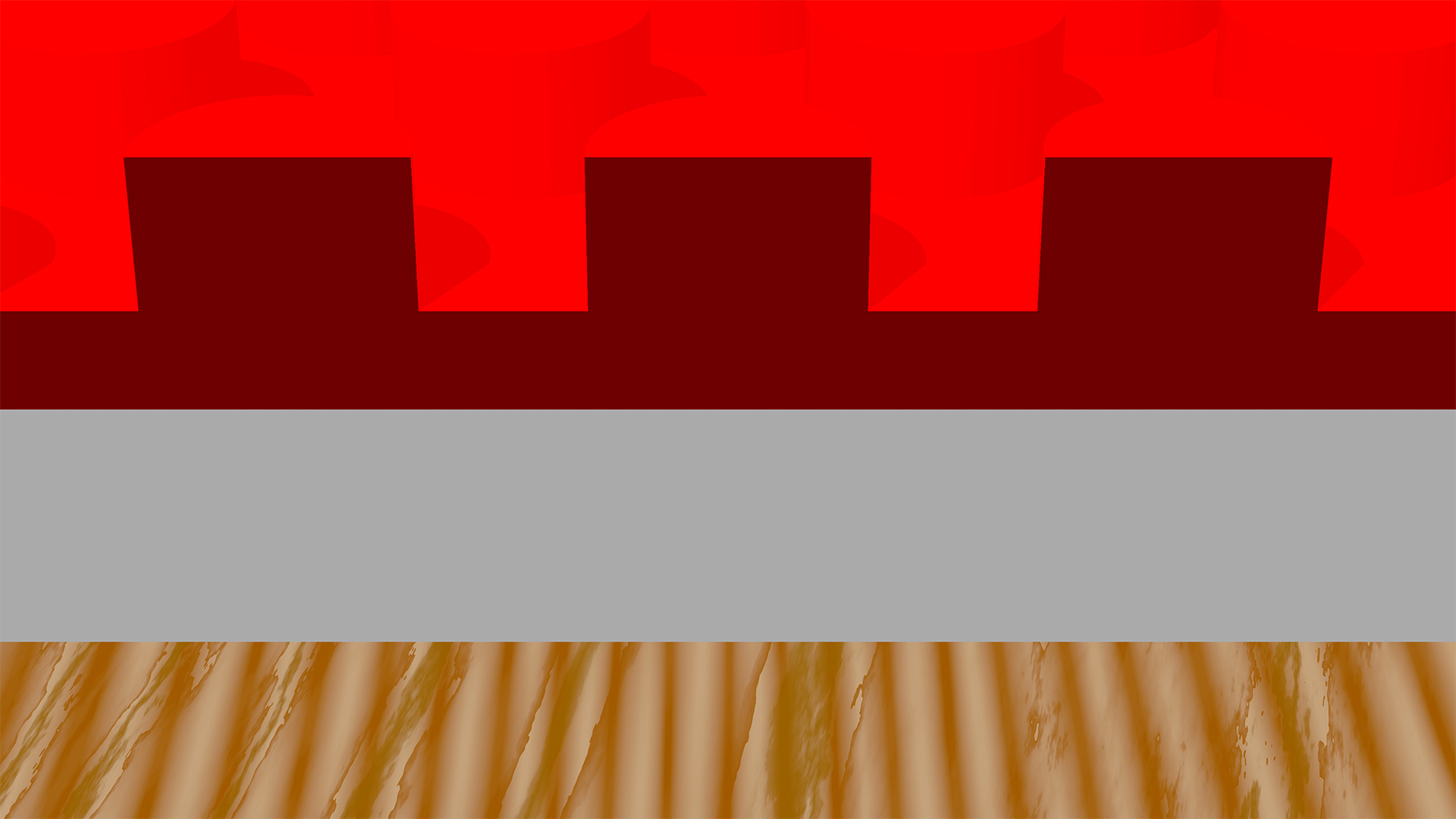
表ソフトラバー（赤色: ゴム製シート、白色: スポンジ）。上方（ツブの出ている側）が打球面である。ボールの反発係数が高く、スピードのある打球となる。

裏ソフトラバーよりも製品のラインナップは比較的少ないが、裏ソフトラバーのケースと同様に、従来よりも高弾性なテンション系表ソフトラバーなどの新たな開発品も製品化されている。反発係数の大きなスポンジを採用した回転系テンション系表ソフトラバーも市場に現れるなど、表ソフトラバーの特徴を活かした新たな用具の開発も進められている。
後述のラージボール卓球の競技では、ルールにより表ソフトラバーのみが使用を認められている。ラージボール競技用に開発された表ソフトラバーも存在し、これらは硬式用と比べて柔らかいものが多く、ボールが変形しにくいという特徴を有している。
回転系表ソフト
回転系表ソフトラバーは、表ソフトラバーのなかでも回転がかけやすいラバーである。一方で、スピード系表ソフトのように球離れは早くなく、ナックルなどの変化した質の球も出しにくいとされる。主に、スマッシュを主力武器としながら、ドライブでの強打も織り交ぜるタイプのプレーヤーに向くとされる。
スピード系表ソフト
スピード系表ソフトラバーは、表ソフトラバーの中ではもっとも球離れが早く、ナックル系の球も出しやすいラバーである。ただし、回転系表ソフトラバーのような強い回転をかけることは難しいとされる。主に、ドライブ打法をつなぎ技として使い、スマッシュを主力武器とするタイプのプレーヤーに向くとされる。
変化系表ソフト
変化系表ソフトラバーは、ナックルなどの変化が出やすい設計の表ソフトラバーである。かつては、表ソフトラバーの中では前の二者と比べて使用者は少なかったが、福原愛がこのタイプのラバーで実績を残したことで、使用者が増えたとされる。また、プラスチック製のボールへの移行により、（粒高ラバーと比べて）カット打法での良い球質の打球となることも見出され、カットマンを中心とした使用者も増えている。

#### 粒高ラバー

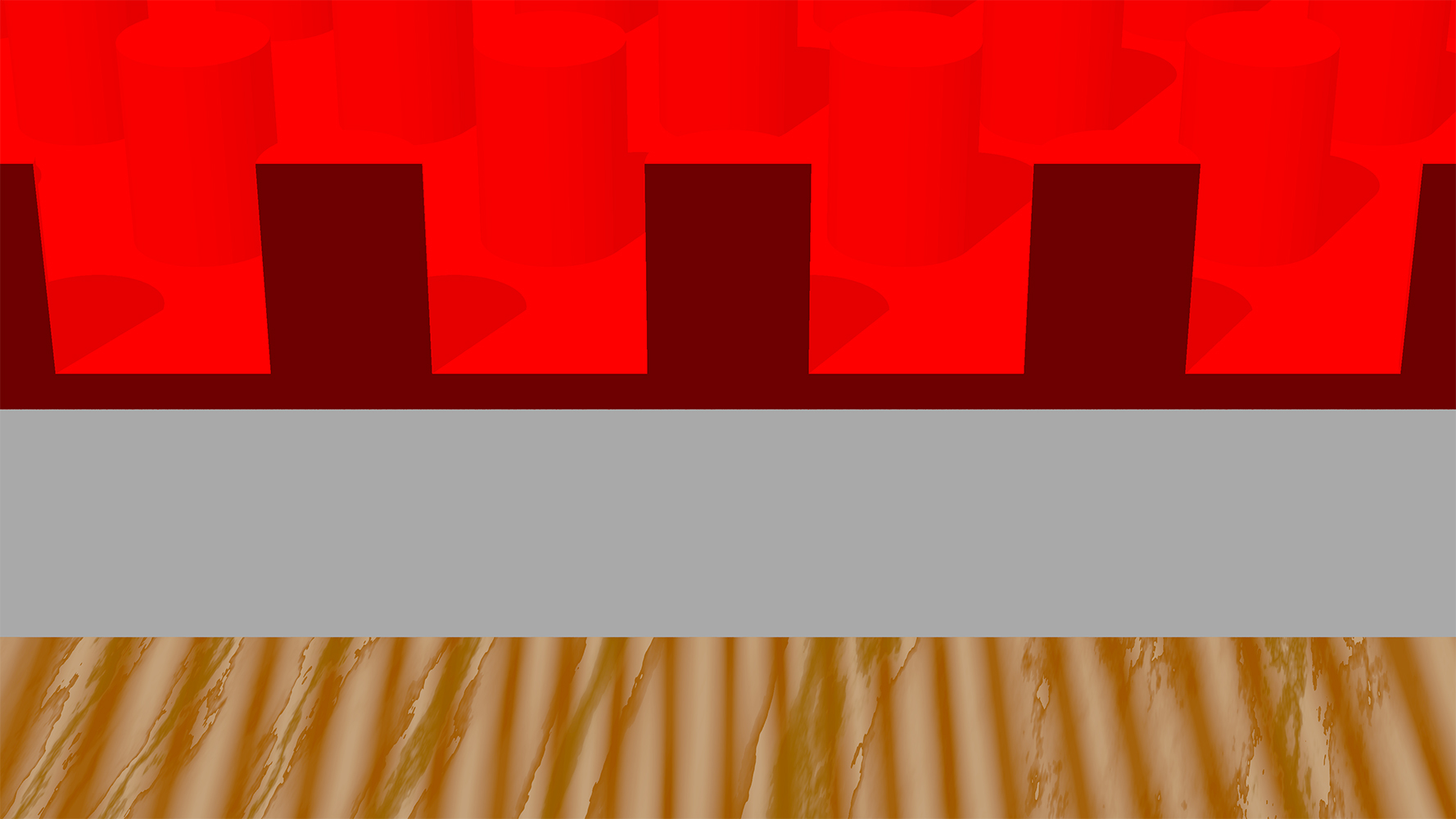
粒高ラバー（赤色: ゴム製シート、白色: スポンジ）。表ソフトラバーと比べて、ツブが高くて長い。ツブがしなるように倒れ、複雑な球質でリターンできる。

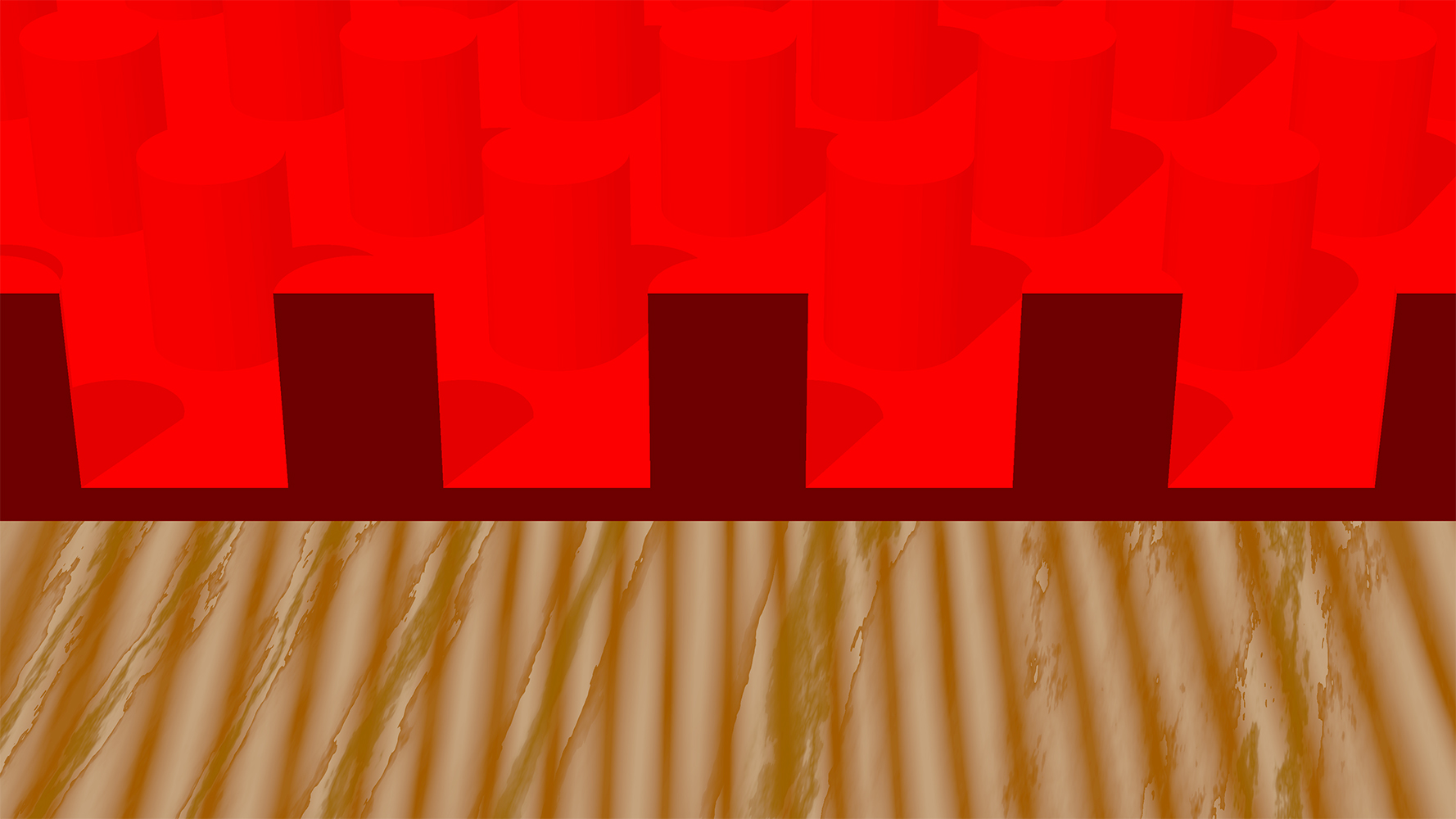
粒高ラバーにはスポンジ層がないものもある。

粒高ラバー(ツブ高ラバー)は、構造上は表ソフトラバー（上記）と類似しており、ゴムシートの粒の側を外側に向けたラバーである。表ソフトラバーとの違いは、その名の通り、粒の高さが高く、粒が柔らかいといった特徴である。スポンジの有る粒高ラバーと、スポンジの無い一枚の粒高ラバーの二種が、主に市販されており、これらを総称して、粒高ラバーと呼ぶ。
粒高ラバーは、構造上の性質から、打球時に大きく粒がしなるように変形する。反発係数も動摩擦係数も低いことが特徴である。粒が柔らかいほど、打球に変化をつけやすい。自発的にボールに回転を与えるのは難しい一方で、相手の回転の影響も受けにくい。そのため、相手の回転を利用したり、そのまま回転を残してリターンしたりしやすい（参照: スピンに応じた打法）。粒高ラバーでの打球では、自身の打法と相手の打球の質の双方に影響をうけるため、扱う側も予測しない回転や変化が表れることもある。使用者の技量にもよるが、粒高ラバーによるドライブ打法等も可能である。
粒高ラバーは、主にカット型や前陣攻守型のプレーヤーが変化を付けるために用いる。反転型ペンホルダーラケットに貼って使用する場合もある。いすれも、戦型によって粒高ラバーは用途が異なり、好まれる製品も異なる。
かつては、シート表面にアンチ加工（摩擦を低減する加工）を施されたアンチ粒高ラバーが存在していた。2008年以降にアンチ粒高ラバーの使用が禁止されたことにより、以前と比べて粒高ラバーの性能は相対的に低下しており、プラスチック製ボールの移行後はさらにこれが顕著となっている。一方で近年は、従来の粒高ラバーよりも高弾性化したテンション系粒高ラバーも登場している。

#### ツブラバー

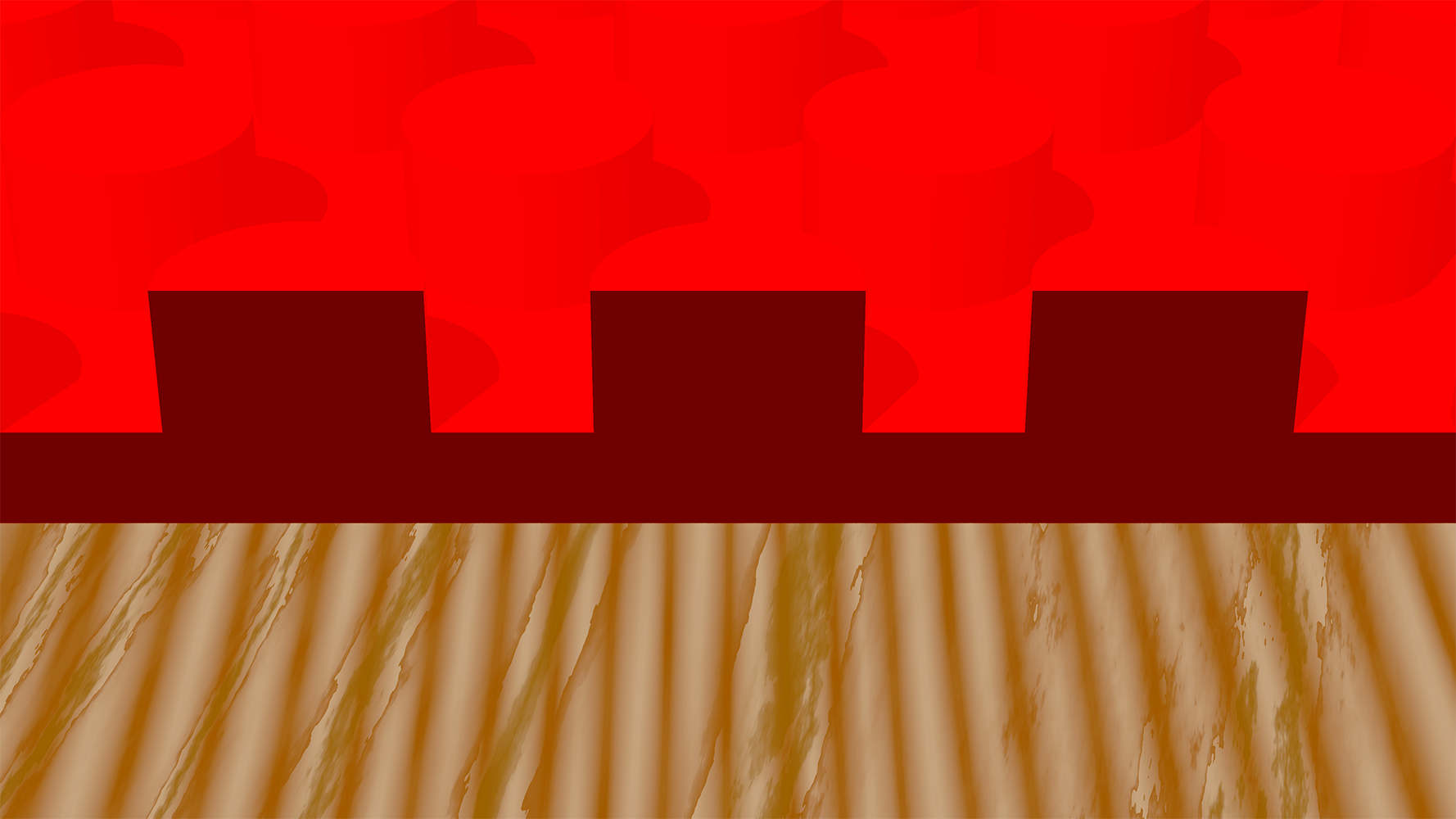
ツブラバー。構造はゴム製シート（赤色）のみである。

ツブラバー（一枚ラバーとも）は、表ソフトラバーからスポンジを除いた構造のラバーである。第二次世界大戦以前のラバーとしては、このツブラバーしかなかった。反発係数も動摩擦係数も低めのラバーであるが、安定した打球を打てるという利点がある。現在、このラバーを用いる選手は非常に少ない。かつては、このツブラバーの構造の表裏を裏返したラバー（裏ソフトラバーからスポンジを除いたものに相当）も存在したが、この裏返したラバーは現在のルールでは使用が禁止されている。

#### アンチラバー
アンチラバーは、一見しての外見は普通の裏ソフトラバーだが、動摩擦係数が極端に少なくなるように設計されたラバーである。アンチラバーを用いて裏ソフトラバーと同様の打法を試みても、ボールに回転かかる回転量は小さい。
かつては、同色の裏ソフトラバーと組み合わせることで、ラバー外観の酷似性とそれに反した性質差を利用し、ラケットを反転させて相手に打球の変化を分かりづらくさせるスタイルに主に使用されていた。しかし、両面に同色のラバーを貼ったラケットが使用禁止となった（1983年のルール改正）後は、アンチラバーの使用者は激減した。

### 接着剤
上述の通り、競技用のラケットの多くは、ブレードとラバーが別々に市販されており、両者を接着してラケットとして完成させる必要がある。ブレードにラバーを接着する接着剤について、現在使用が認められているのは、水溶性接着剤や接着シート、固形接着剤である。かつては、ゴムを有機溶剤で溶かした接着剤が広く使用されていた。しかし、有機溶剤が人体に有害であるため、2007年4月1日よりの日本国内の小学生の大会から段階的に、有機溶剤を含む接着剤の使用が制限されはじめた。2007年9月1日以降は、有機溶剤を含む接着剤は日本国内のすべての大会で禁止された。国際大会では2008年9月1日より禁止となった（詳細はスピードグルーや補助剤の節を参照）。
現在、日本国内においては、JTTA公認の接着剤の使用が認められている。一方で、2009年時点おいてITTFは、特定の接着剤を公認していない。公式大会等では、仮に意図して有機溶剤を用いてなくても、試合後のラケット検査で残留溶剤が検出された場合は失格となる。これを防ぐには、ラバーのパッケージを開けてから72時間程度放置した後に、非有機溶剤系の接着剤（日本ではJTTA公認品）を使用して、ラバーをブレードに貼ることが良いとされる。

#### スピードグルー

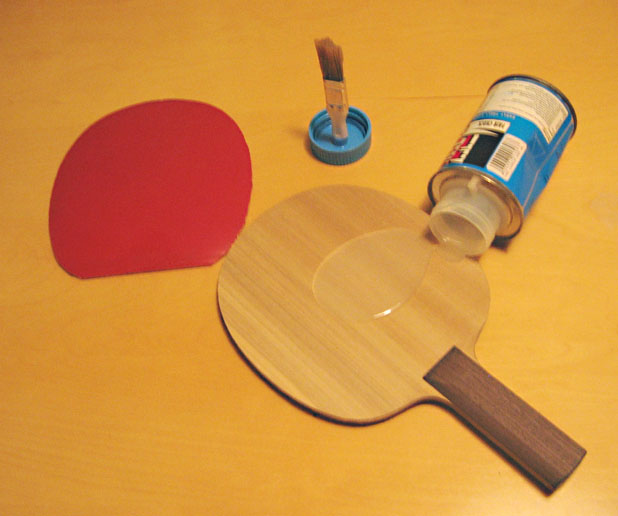
スピードグルー（ブレードの上の液体。保管時は、刷毛付きのフタと缶で貯蔵されている）。現在は使用が禁止されている。

スピードグルーは、ラバーをブレードに貼り付ける接着剤の一つであり、有機溶剤を多く含む。ラバーに塗ると、溶剤分子がスポンジの中で拡散して、ラバーのスポンジが膨張する。この状態でラバーをブレードに貼ると、スポンジの膨張分だけラバー全体が面方向に引っ張られて常に伸長負荷がかかり、ラバーの反発力と摩擦力が高くなる。ラバーに負荷がかかり劣化が早まるデメリットがあったものの、スピードグルーは世界的に普及し、主に攻撃型の選手に広く普及していった。
しかしルールの変遷で述べたように、現在は、スピードグルーは使用が禁止されている。スピードグルーの問題を提起したのは、ITTF会長（当時）の荻村伊智朗であった。このときは、選手のスピードグルー使用による見学者の中毒事故等の事例が知られていた。荻村は、卓球の普及という観点から、次の理由をあげ、スピードグルーの使用禁止を提案した。
- スピードグルーの使用は「用具へのドーピング」であり、スポーツ精神の観点から好ましくない。
- 多くのスピードグルーが含有するトルエンは人体に有害である。
- スピードグルーがシンナー遊び等の卓球以外の不適切な用途に使用されて、社会問題化した。

こうしてまず、スピードグルーの成分であるトルエンの規制が実施された。しかしながら、この規制によりスピードグルーのラバーへの効果が低下したため、逆に、スピードグルーの効果を高める「重ね塗り」や「蒸らし」といった溶剤を多用する用法が編み出された。このように、スピードグルーの使用と規制は、イタチごっこの状態が長らく続いた。
やがて、卓球選手のスピードグルーによるアナフィラキシーショックの事故が起こり、健康上の問題が再度議論されるようになった。こうした経緯から、荻村の遺志を継いだ日本委員のリードによって、ITTFはスピードグルーの使用禁止をついに決断し、北京五輪終了後の2008年9月1日をもって、公式ルールにて禁止とされた。

#### 補助剤
前述の通り、有機溶剤を含む接着剤の使用が禁止されたことで、毒性のない水溶性接着剤（主成分は水、天然ゴム、アクリル）が普及した。一方で、スピードグルーの使用が禁止となることを見越して、「ブースター」と呼ばれる接着力のない補助剤や水溶性グルーが卓球用品メーカーから販売されていた。補助剤のラバーへの使用によって、スピードグルー同様にラバーの性能を向上させることができた。揮発性の有機溶剤を含まず鉱物油を主成分としているため、取り扱いが比較的容易で、かつ、効果が持続しやすい、といったメリットがあった。
これについてITTFは、補助剤の塗布はラバーを加工・改造する行為であり「用具のドーピング」にあたるとしてルール改正を行い、2008年10月1日以降において「後加工の禁止」という規定が追加され、事実上の補助剤の使用禁止とした。
日本ではJTTAも、ITTFのルール改定通知に基づき、2008年10月1日以降に開催される全ての大会において、ブースターを含む補助剤類についても使用禁止すると発表した。禁止対象の補助剤類を販売していた卓球用具メーカーも、2008年9月末をもって販売を中止することを発表した。
スピードグルーの禁止から僅か1ヶ月で補助剤も禁止されたため、補助剤を発売してきたメーカーは、多くの在庫を抱えるようになり、経営を圧迫したとされる。また、大会運用の不備面として、禁止直後のヨーロッパ卓球選手権では、ラケットの検査機器が新ルールに対応できなかったことから、従来通り補助剤を使用する選手もいる状況になっていた。
「後加工の禁止」という曖昧な規定により、工場での補助剤グルーの塗布という抜け道の存在に加えて、一部を除いた殆どのラバーは補助剤を塗らないと競技レベルでの使用に耐えられるスペックでなかったことから「Factory Tuned」という名の下に補助剤が日常茶飯事のように使用される状態であり、ルール改正以降も、補助剤においてはスピードグルー時代同様にイタチごっこの状態が長らく続いたが、2024年2月にITTFはルール改定を行い、「ブースターの使用を段階的に禁止する」規則を導入することとなった。

### サイドテープ
グリップ部のテーピング等も含めて、ラケットの操作性・保持性に好ましい素材のブレード部への付与等は（他のルールを侵さない範囲で）認められている。このうちのサイドテープは、競技中に予期せずラケットが卓球台にあたったときに、ラケットの側面（サイド）を破損しないためにつける保護テープである。金属製のサイドテープもあり、ラケットの総重量や重心位置を調節することも出来る。

### ボール
一般的に卓球（硬式卓球）で使用されているボール（試合球〈しあいきゅう〉、ピンポン球〈ピンポンだま〉とも）は、直径が40 mmで、重量は2.7 gである。ラージボール卓球のものは、直径が44 mmで、重量は2.2 - 2.4 gである。ボールの色は白と橙色の二色がある。硬式卓球ではどちらの色のボールを使用してもよいが、ラージボール卓球では橙色のみが用いられる。ボールの品質はプレーの精度に大きく影響する一方で、完全な球構造のボールを高精度で大量製造することは技術的に難しい。そこでボールの製造においては、同じ製造ラインで作られた球をすべて検査して、個々の真球度に応じてグレード付けする方法を採っている。真球度が最高のものは3スター (スリースター)とグレード付けされている。JTTA主幹のものを含む多くの大会では、3スターのボールが使用される。

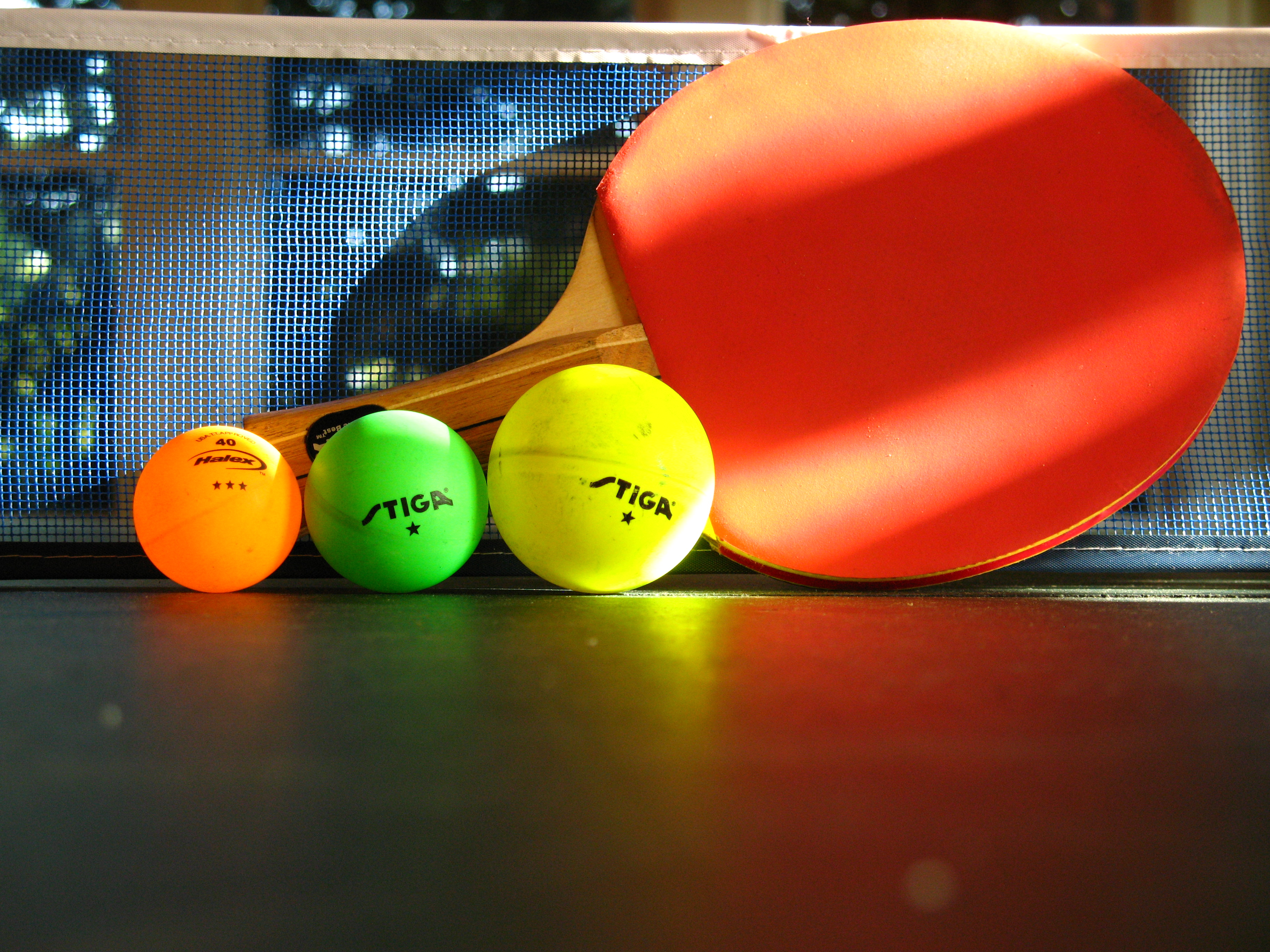
ラケットとボール。ボールの直径は、左側のものから順に40 mm, 44 mm, 54 mmである。

歴史をみると、硬式卓球の試合球のサイズは、2000年のルール変更で、直径38 mmから直径40 mmへと大きくなっている。このボールの大きさの変化によって、以下の影響があったとされる。
- 空気抵抗が大きくなったために速く遠くへ飛びにくくなった。
- 以上の結果として、ラリーが続きやすくなった。

ボールの素材にも変化があった。かつてはセルロイドが主流だったが、2010年代に非セルロイドの材質のもの（各種プラスチック素材）に移行している。セルロイド製のボールは燃えやすく、火災の危険性があったためである。危険物として航空機への持込を断られた事例（アテネ五輪前）もあり、IOCがITTFにボールの材質変更を求めたともいわれる。なお、ボールの材質の変更に際しては、ITTFは以下の理由を挙げている。
- セルロイドは燃えやすい。
- セルロイドは太陽光などにより劣化しやすく、耐久性に乏しい。
- 良質のセルロイドの入手は難しくなっている[注釈 164][110]
- プラスチック素材の方が、回転も弾みも抑えられラリー戦が続きやすい。

日本では、2014年から日本卓球教会の定めるルールとして、非セルロイド素材で製造する事が義務付けられ、以降、プラスチックボールが用いられるようになった。プラスチックへの材質変更による影響として、次の変化があったとされる。
- 打球感が変化した。
- シームレス（継ぎ目無し）のボールで特に、弾みのばらつきが減少し、打球が安定した。

また、ブラスチックボールの導入初期は、メーカーによって性能のバラツキが大きく、また、壊れやすいという指摘もあった。

### 卓球台
競技を行うにあたり、卓球台は競技場の床面に設置される水平な台を使用しなければならず、サイズや高さ、材質、物性がルールで規定されている（サイズなどの詳細はルールを参照）。また、経年による反り返りを防ぐために3層構造になっている。三層の中心の層には、細長い板がフローリング床のように横の継ぎ目をずらして配置され、変形を防ぐ設計となっている。プレーイングサーフェスの反発性能として、全面での均質なボールの跳ね返りが規定されている。
卓球台（プレーイングサーフェス）の色は、1980年代まで主に緑色（正確には「黒に近い深緑」）が使用されたが、卓球のイメージを明るくする目的で
で、荻村伊智朗（当時ITTF会長）の発案により、青色の卓球台が製作された。この卓球台は、1991年に千葉市で開催された第41回世界卓球選手権や1992年のバルセロナオリンピックで用いられ、以降、世界中に普及し現在に至っている。

### 競技領域

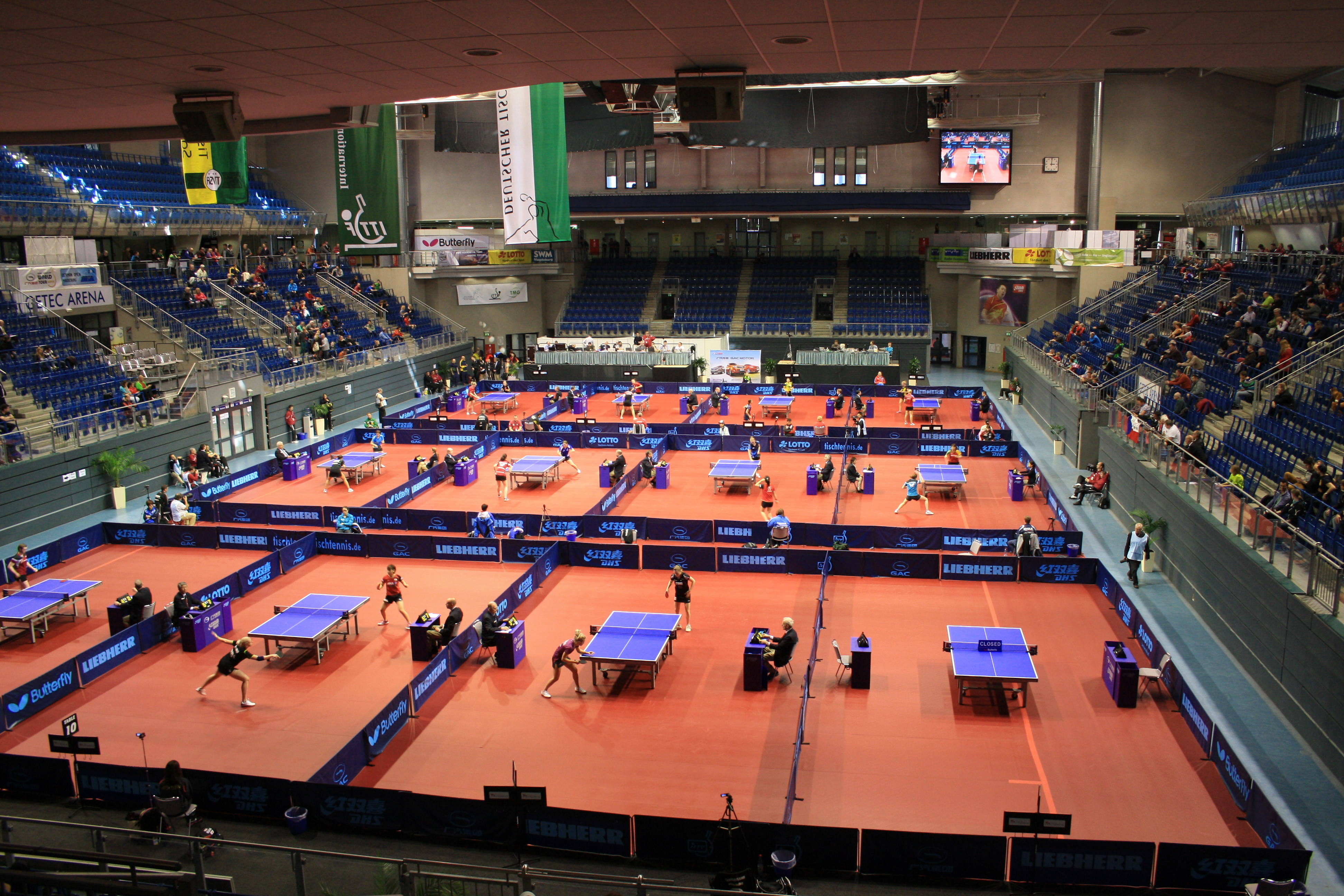
卓球の競技領域。写真はドイツオープン大会（マクデブルク）の様子。この体育館のアリーナでは、あわせて12の競技領域が設営されている。

競技領域とは、大会等の試合会場にて確保・設営される、卓球競技が実施される空間領域のことである。卓球台（ネットアセンブリを含む）を中心として、コート番号の表示、適切な床面、審判席、スコアカウント器、タオルボックス、打球止めのフェンス等のほか、ボール一式など必要な用具が備えられている。プレーヤーの競技ができる範囲として、競技領域の奥行は14 m以上、幅は7 m以上、かつ、高さは床面から5 m以上の空間が確保されている。参考までに、卓球台自体は2.74 m×1.525 mの領域に過ぎないが、卓球台の20倍以上に及ぶ競技領域の確保には、バスケットボールやバレーボール等の全コート面の四半ほどの広さが必要となる。また、建築基準法施行令第21条による天井高さは「2.1メートル以上」であるが、当該施行令が想定するような空間の多くは上記の高さの要請を満たさず、公式な卓球競技は実施できない（もちろん、練習や娯楽・文化としての卓球ではこの限りではない）。

### 競技用服装
卓球における競技用服装（英: playing clothing）は、上が襟付でポロシャツに類似した形状のものやTシャツ状のもの、下はハーフパンツ・スカートが基本である。日本国内の公式試合で使用が認められるのは、JTTAの公認品のみである。また、プレーヤー同士が類似した色の競技用服装を着ていた場合は、片方のプレーヤーが着替えなければならない。JTTA主幹のものを含む日本国内の試合では、ゼッケンの着用も必須である。
かつての卓球の競技用服装は、単色のポロシャツ形状のものが多かったが、近年はテニスやバドミントンと似た素材・デザインで、軽く撥水性が向上したものが多い。ショーツは股下が短いものが多く、女性に不評であったが、近年では男性用でも太ももにかかるくらいのものが増えるなど、時代に応じて変化している。また、アンダーシャツやスパッツの着用も認められている。
また、事前の確認が必要であるが、個人がデザインした競技用服装も、前述の要件を満たせば使用可能である。2007年1月に行われた全日本卓球選手権では、四元奈生美がワンショルダーとミニスカートという斬新な競技用服装で試合に出場し、注目を集めた。
シューズに関しては、ある程度の水準の大会までは特に規定がなく、一般的な体育館用シューズであれば何を履いてもよいとされる。ほか、ヘアバンドやリストバンド等も規定の範囲で使用可能である。

### ロボット・マシーン

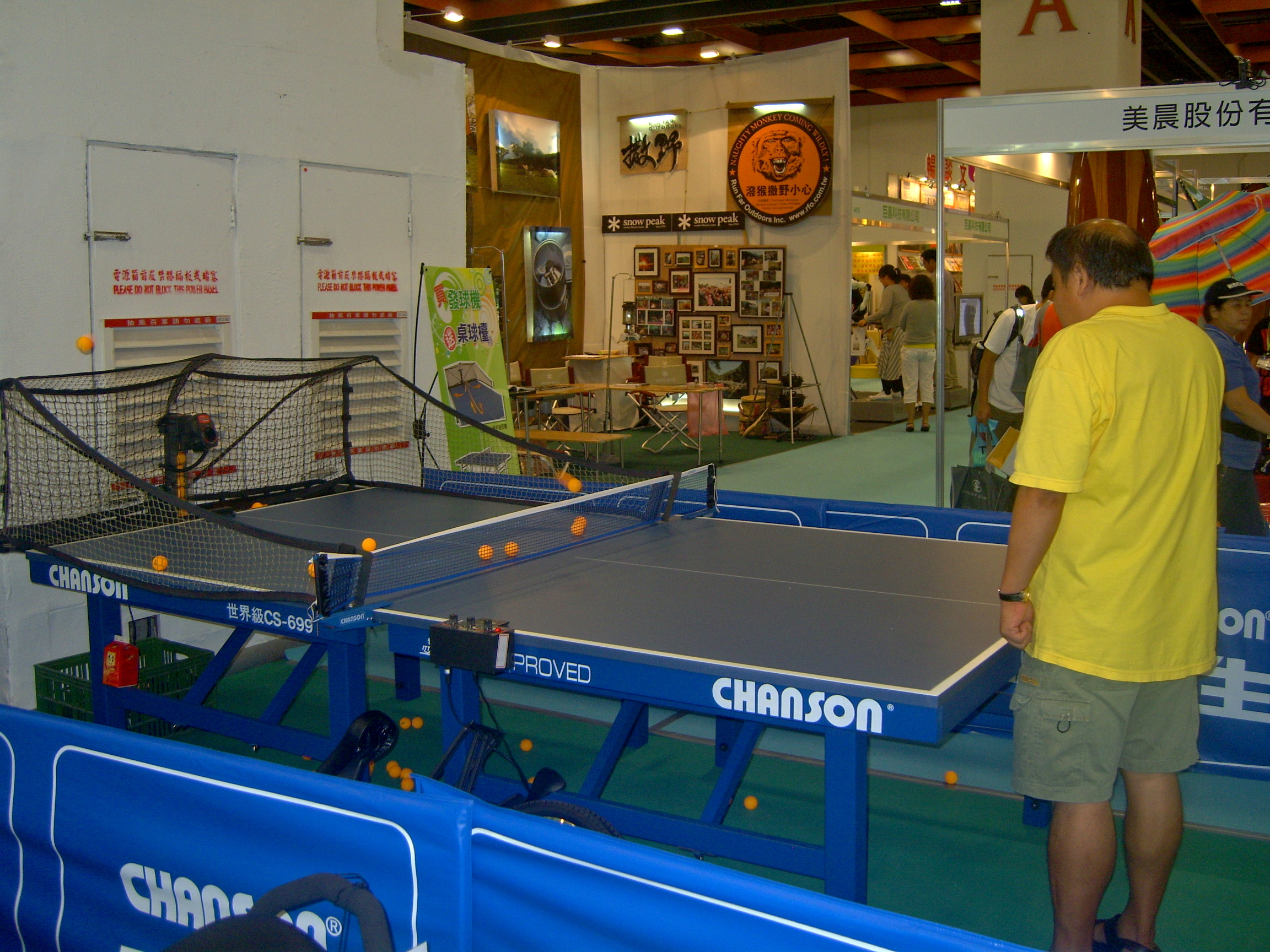
練習用のロボットマシーン。練習者が打ち返した打球はネットで集められ、中央の装置に装填され、反復的に発射される。

卓球におけるロボットマシーンは、全自動で一定の（あるいは、規則的/ランダムな）回転やコースの飛球を対面のコートに周期的に送り続ける機械装置であり、実戦等での対戦相手の打球を疑似的に連続再現するための練習用の用具である。
卓球の練習法のひとつに多球練習がある。人と人による多球練習において、文字通り多くのボールを一度に用いて、一方の者が相手の練習者に様々な球質のボールを相手コートへ連続的に送り込み（球出し）、練習者はこのボールを連続でリターンし続けてトレーニングを行う。ロボットマシーンは、この多球練習の球出しの役割を人間に代わって行うことができる（すなわち、練習者が独りだけの状態であっても、多球練習ができる）。
なお、本項で述べるロボットとは根本的に異なった、人間のプレーヤーのようなラリーを行うことのできるロボットも工学の研究対象として開発されている（卓球の普及の項を参照）。

## 打法
卓球における打法は、第一球目のボールを打ち出す技術（サービス）、および、その後（第二球目以降）のラリーにおいてボールを打ち返す技術（リターン）に分けられる。いずれも、主にフォアハンドとバックハンドに大きく分類される。台から離れた位置からの打法に加えて、台上（プレーイングサーフェスの上）で打球に対応する為の台上技術の存在も、卓球の特徴の一つである。
かつてはフォアハンド打法主体のプレーが主流であったし、事実として今なお、より強力な威力（速度・スピン）の打球ができるのはバックハンドではなくフォアハンドでの打法である。しかし時代とともに、新打法や厳しいコースを突く戦術等が開発され、ラリーのスピードは全体的に速くなった。現代では、この速いラリーに対応するために、フォアハンドとバックハンドを速やかに切り替えて両ハンドによる強打で攻める戦術が発展している。
以下では、特に断りがない限り、右利きのプレーヤーの打法について述べる。左利きのプレーヤーについては、下記の内容において適宜左右を反転させて読解することで、同様の打法を理解・実践できる。

### ボールの回転

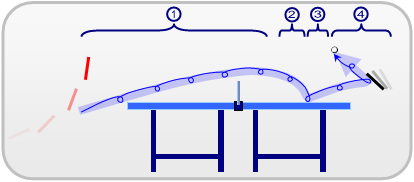
上回転の打球の飛跡（左側から打球）。 1. ラケット（赤線）で擦り上げて強く打った上回転球は、はじめは直線的に進む。2. 下向きの揚力を受けて、やがて相手コートで沈むように落ちる。 3. コートでバウンドする際、前進方向に加速を受ける。 4. これを打ち返すと、上向きに打球が逸れる

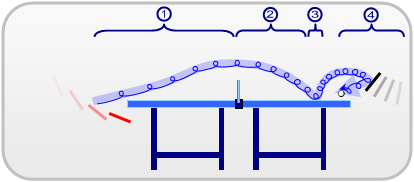
下回転の打球の飛跡（左側から打球）。 1. ラケット（赤線）で切り下げ打った下回転球は、ゆるやかな山なりの軌道で進む。 2. 上向きの揚力を受けるため、相手コート内でも伸びるように進む。 3. コートでバウンドする際、後退方向に加速を受ける。 4. これを打ち返すと、下向きに打球が逸れる

打法の多くはボールの回転（スピン）を利用する。打法におけるスピンの制御は、打球の挙動ひいてはリターンの成否、得点・失点につながる重要な要素である。スピンは、縦回転（上回転/下回転）、横回転（順横回転/逆横回転）、コークスクリュー回転（ヘッドコークスピン/フットコークスピン）の独立した３軸方向の回転に分類できる。実際の打法によるスピンは、この3軸回転のなかのいずれか、あるいはそれらの複合されたものである。どの軸方向にもほとんど回転のかかっていない無回転（ナックル）の打球も存在する。
理想的な質点は重力の存在下で放物線の軌道を描くが、卓球のボールの飛跡はスピンの影響を顕著に受ける。たとえば、スピンと空気の存在に由来する抗力と揚力（マグヌス力等）によって、放物線から外れた軌道となる。また、スピンを有する飛球が卓球台やラケット面でバウンドすると、多くの場合は、回転するボールと接触面の摩擦によって、逸れた方向へ飛び出すようにボールが跳ねる。
一例をあげると、あるプレーヤーが上回転をかける打球をすると、このボールは下方向に向かって徐々に放物線軌道よりもずれていく。このボールが相手コート上でバウンドすると、ボールは前進方向へ加速を受けて跳ねる。このボールを相手が正面から静止したラケットで打球しようとすると、ボールはラバーの表面で上方向へ跳ね上がるように反射する。
打法によって生み出されるスピンは以上のような効果を有しており、リターンを試みる際はこれらの点に注意する必要がある。以下の表に、ボールの回転とその揚力による軌道・反射の変化についてまとめた（表中の「方向」は、A・デュレ（パリ＝サクレー大学）とR・セイデル（アディダス）による検討等における座標系に準じており、いずれも打法の打球者からみた方向を示している）。
| 球質                                                         | 角速度の方向                     | 飛跡の加速方向                                    | 台上バウンド時の加速方向                                  | 相手が受ける球の加速方向                                   |
| ------------------------------------------------------------ | -------------------------------- | ------------------------------------------------- | --------------------------------------------------------- | ---------------------------------------------------------- |
| 上回転（ドライブ、トップスピン）                             | 左                               | 下                                                | 前                                                        | 上                                                         |
| 下回転（カット、バックスピン）                               | 右                               | 上                                                | 後                                                        | 下                                                         |
| 左回転（カーブ、逆横回転サービス）                           | 上                               | 左                                                | (無)                                                      | 右                                                         |
| 右回転（シュート、順横回転サービス）                         | 下                               | 右                                                | (無)                                                      | 左                                                         |
| ヘッドコークスピン（右ずれバウンド）                         | 前                               | (無)                                              | 右                                                        | (無)                                                       |
| フットコークスピン（左ずれバウンド）                         | 後                               | (無)                                              | 左                                                        | (無)                                                       |
| 無回転（ナックル）                                           | (無)                             | (無)                                              | (無)                                                      | (無)                                                       |
| 任意のスピン{\displaystyle {\vec {\omega }}}についての一般則 | {\displaystyle {\vec {\omega }}} | {\displaystyle {\vec {\omega }}\times {\vec {v}}} | {\displaystyle {\vec {\omega }}\times {\vec {n}}_{table}} | {\displaystyle {\vec {\omega }}\times {\vec {n}}_{racket}} |

#### スピンパラメーター
| 打法           | スピンパラメーター |
| -------------- | ------------------ |
| ドライブ打法   | 1.0 ～ 1.9         |
| ブロック       | 0.1 ～ 0.4         |
| スマッシュ打法 | 0.0 ～ 0.2         |
| ツッツキ打法   | -0.6 ～ -0.4       |
| カット打法     | -2.6 ～ -0.4       |

スピンパラメーター SPは、上術のボールの回転がバウンド時等に与える影響を定量化する為の、スピンの強さの指標である。バウンドの検討対象とする平面（プレーイングサーフェスやラケット面）に平行な速度やスピンの成分について、打球の速さを{\displaystyle v} m/s、スピンの回転数を{\displaystyle \nu } Hzとしたとき、以下の式で定義される(式中の{\displaystyle \pi }は円周率であり、{\displaystyle r}はボールの半径0.020 mである)。
{\displaystyle SP=2\pi r{\frac {\nu }{v}}}
スピンパラメーターの値は正と負の両方を取り得るが、対象とするバウンド面上でボールが加速を受ける回転方向のものを正として、デュレとセイデルの検討では打法ごとについて表に示した値が報告されている。一般に、ボールの回転数が大きいほど、また、ボールの速度が遅いほど、スピンパラメーターは大きくなる。スピンパラメーターが1を超えると、スピンの効果が打球速度のそれを上回り、ボールは対象面上において前進方向へ加速を受けることができる（例: ドライブ打法による前進するバウンド）。反対に、スピンパラメーターが-1より下回っていると、対象面との接点の反対側において、ボールは進行方向と逆向きに局所運動している（例: カット打法によるボール）。また、ボールが飛行中に受ける揚力（マグヌス力）ひいては軌道の変化の度合いも、スピンパラメーターの値に依存する。

#### スピンに応じた打法
無回転（ナックル）のボールのケース
サービスにおける打球などを含めて、無回転のボールを打球すると、スイングの方向に応じたスピンがかかる。スイングでボールに与えるエネルギーの相当量がスピンの発生に用いられるため、無回転のボールに回転をかけて狙いの方向へ飛ばす為には、ラケットのスイングや打球面の角度の調整に注意を払う必要がある。
スピンがかかったボールのケース
次に、強いスピンがかかったボールに応じる例として、プレーイングサーフェスに対して大きな正のスピンパラメーターをもつ打球（ドライブ打法等の上回転の打球）をリターンしなくてはならない局面での、打法の原則を示す。
相手のスピンを利用するリターン
正のスピンパラメーターの打球に対しては、ラケット面をやや下に向けてボールを受けることで、弱くスイングする比較的容易な打法（ブロック等）であっても、相手の球威（速度・スピン）を利用して速いスピードのリターンボールとできる（この際のリターンボールは、ほぼ無回転となるか、ラケットスイングに由来する回転がわずかにかかる）。ラケット面が十分に下を向いていないと、スピンによってボールは上に跳ねるように加速を受けて浮き上がり、相手のコートをオーバーしてしまうか、（リターンできたとしても）相手にとってのチャンスボールとなってしまう。
相手のスピンに逆らうリターン
同様の正のスピンパラメーターの打球に対して、ラケット面を上に向けてリターンする場合について述べる（カット打法等の下回転でのリターン）。リターンする側には、スピンに由来するボールの局所運動よりも速いラケットスイングが要求される。もし、スイング速度が十分でなければ、そのラケットで受けたボールは、相手のかけたスピンが打球後にやや減衰するのみで、ほとんど前に飛ばないか後方へ向かう（すなわちリターンの失敗となる）。ただし、ラケット面を適切に調整したうえで十分にスイングできれば、ボールを前方へ打ち返すことができ、さらに、相手のかけた回転に自身のスイングによるスピンを「上乗せ」したリターンボールとすることが可能である（たとえば、カット打法でのリターンの場合、特に低い負のスピンパラメーターでのリターンとなる）。
以上では縦方向の回転（上回転/下回転）を例として取り上げたが、他の回転方向のスピンについても、これらの原則は同様である。

### サービス
卓球では必ずサービス（いわゆるサーブ）から一連のラリーが始まる。サービスは、これを戦略の起点としてゲームを組み立てる、最重要技術のひとつである。サービスは、フォアサービスとバックサービスに大きく分類され、さらに、それぞれにショートサービスとロングサービスがある。特にサービスにおいては、ボールの回転は重要な要素である。縦回転・横回転・コークスクリュー回転や、これらの複合回転あるいは無回転（ナックル）のサービスといった、多くのバリエーションの球質を出すためのサービスが存在する。一見同じモーションのサービスであっても、微妙なラケットの角度や向き・速度等の変化の技巧で、回転の質・量やスピードの異なる球種を出すことができる。
時代ごとのルール改正により、レシーバーは相手のサービスの性質（回転や速さ、コース等）を見抜きやすくなる傾向にはある。しかし逆にこのことで、さらに高度なサービス技術が発達してきたという側面もある。代表的なものとしては、フェイクモーションやラケットの視覚的秘匿、フォロースルー、バーティカルサービス等がある。また、トッププレーヤーになると、レットによるサービスのやり直しを利用する者もいるほか、巧みなサービスの一連の動作で、相手のレシーブのタイミングを外したり、相手のペースを乱したり、高度なサービス戦術を採るプレーヤーが多い。

#### フォアサービス

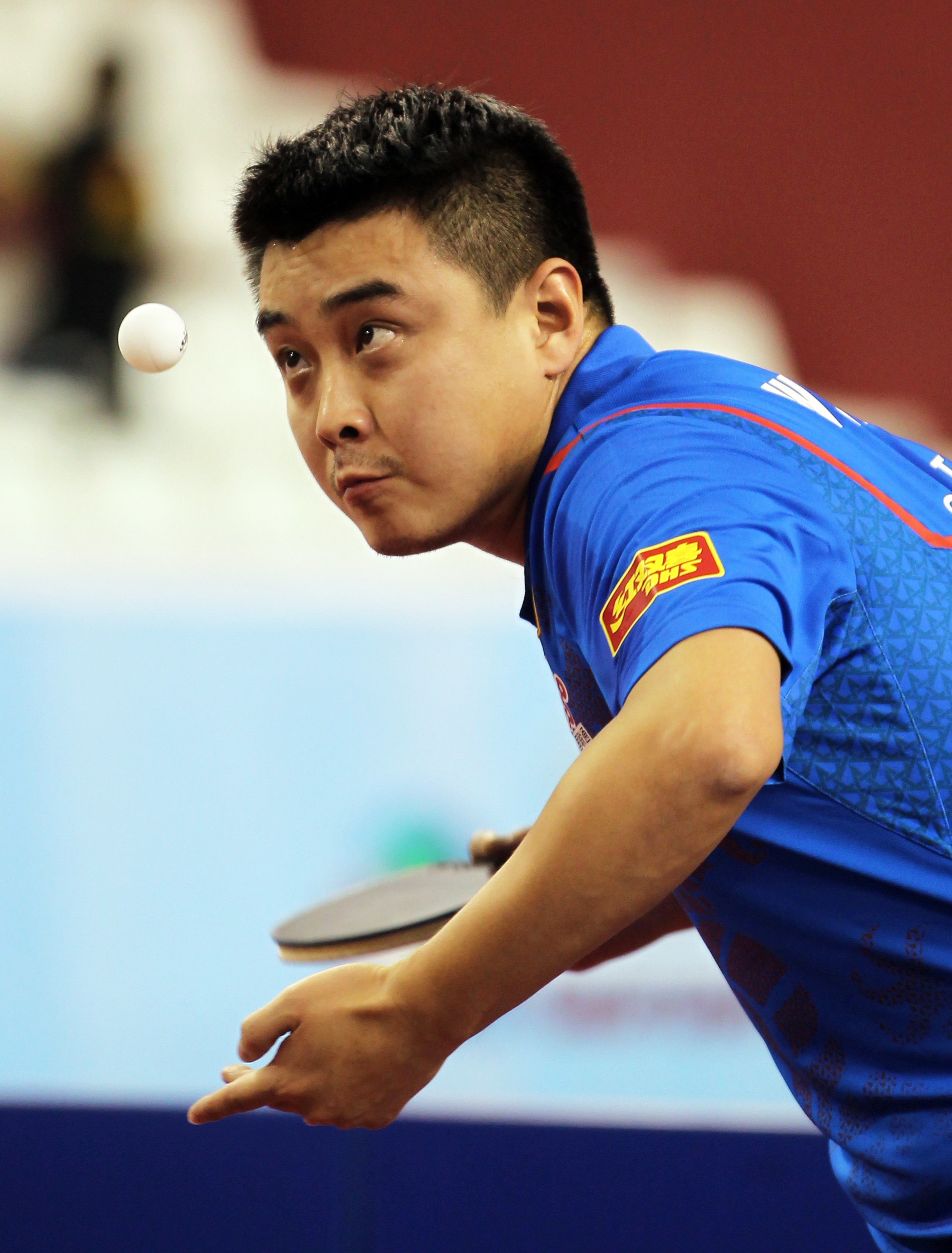
王皓によるフォアハンドサービス（ボールを投げ上げた直後の様子）

フォアサービスは、自分の体に対して利き腕側（右利きであれば、身体の右側）からのラケットのスイングで、ボールを打ち出すサービスである。サービスに適したスイングを行いやすいよう、サービス時のみラケットのグリップ法を変えることもある。シングルスの試合では、自陣のバック側の位置からサービスを出すことが多い。以下に、フォアサービスの応用技術例を示す。
アップダウンサービス
アップダウンサービスは、フォアサービスの一種である。同じスイング軌道からラケットを上または下に振って、上回転と下回転を使い分けるサービスである。技術が上がれば横回転系を混ぜることも、後述のバーティカルサービスにすることも、フェイクモーションを加えることも可能である。
YGサービス (ヤングジェネレーションサービス)
YGサービスは、フォアサービスの一種であり、体の内側から外側にスイングして回転をかけるサービスである。逆横回転系のボールを出すサービスとして主に使われている。1990年代にヨーロッパでヴェルナー・シュラガーらの若手選手が編み出し、普及したとされる。上述のルール改正以前は、打球のインパクトの様子を隠すことが認められていたため、順横回転系のフォアサービスと併せてよく用いられた。ルール改正後もYGサービスは、回転のバリエーションを増やす目的や、サービス戦術やラリー展開を変える目的等で用いられている。YG、ヤンジェネなどと略称もされる。
巻き込みサービス
巻き込みサービスは、フォアサービスの一種であり、ラケットのヘッドをやや上向きに立てて、逆横回転系のボールを出すサービスである。YGサービスより回転量は劣ることがある。一方で、特にシェークハンドにおいて、ラケットのグリップをサービスの為に変える必要がないというメリットがあるため、3球目のリターンに向けた速い戻りを必要とする女子プレーヤーを中心に使用者が多い。
バーティカルサービス
バーティカルサービスは、横回転サービスの一種であり、インパクト時にラケットを立ててラケットの面を相手に見せ、どの方向に回転を掛けたのか相手にわかりづらくしたサービスである。上述のルール改正に伴って、フォアハンドサービスを発展させたものであり、順横回転系・逆横回転系の双方のボールを出すことが可能なサービスである。特性上、必ず横回転が掛かるため、純粋な下回転サービスと上回転サービスが出来ないという短所もある。バックサービスとして用いることも技術的に可能である。

#### バックサービス

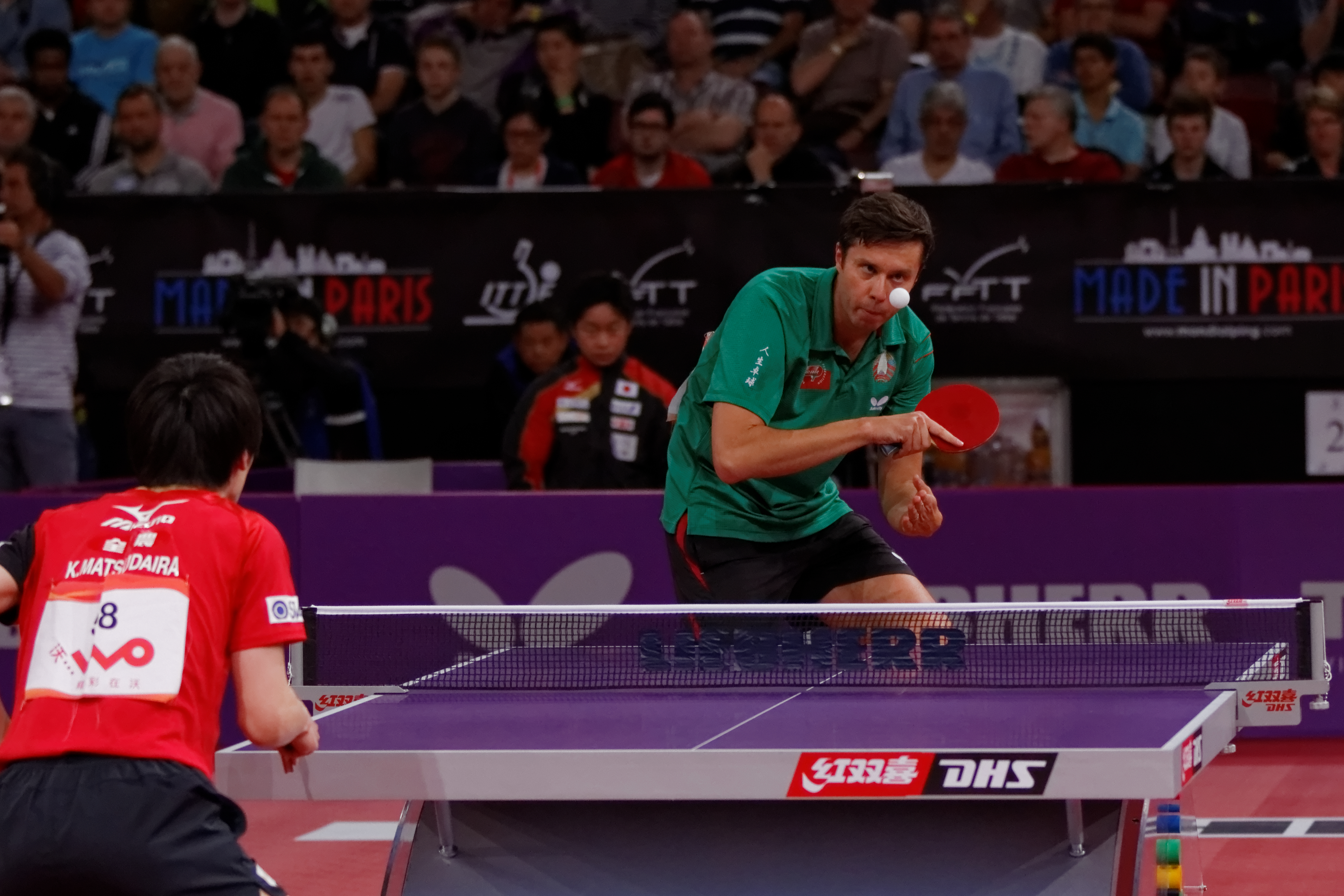
バックハンドサービスを行うブラディミル・サムソノフ（奥の緑の服装の選手）

バックサービスは、主に利き腕の反対側（右利きの場合、身体の左側）からラケットをスイングして・打球されるサービスである。身体に対して、どの位置でボールをインパクトするかはプレーヤーによって異なる（フォア側まで振り抜いて打つプレーヤーもいる）。両足のスタンスをラリー時と同じに保ってサービスを出せるため、サービス後に早くラリー時の体勢へ戻すことが出来るという利点がある。

#### その他のサービス技術
以下では、フォアサービス・バックサービスを問わず、その他のサービスやその付随技術を解説する。
しゃがみ込みサービス
しゃがみ込みサービスは、サービスを出す際に膝を曲げてしゃがみ込みながら出すサービスである。強い回転をかけることが可能だが、元の体勢に戻るのが遅くなると、相手のレシーブに対して反応が遅くなるという欠点もある。
王子サーブ

王子サーブはしゃがみ込みサービスの一種であり、下へ屈伸しながらラケットを縦に振り下ろして、ラケットの裏面で球を切り回転をかけるサービスである。
スピードロングサービス
スピードロングサービスは、ロングサービスの一種であり、速いスピードをつけることを目的としたロングサービスである。2バウンド目を相手コートのエンドライン付近にバウンドさせるように狙う。相手の不意を突ければ、サービスエースを狙うことができ、レシーバーに充分な体勢で打球させない目的でも使用される。一方で、相手にカウンターを狙われると、サーバーが早く体勢を戻せず、失点につながるという短所もある。
投げ上げサービス（ハイトスサービス）
投げ上げサービスは、はじめのトスをする際に、ボールを高く投げ上げて出すサービスである。落ちてくる球の軌道が打球ポイントからずれてミスも出やすいが、落球の勢いを利用でき、回転やスピードを増すことができる。競技場によっては、照明の光が投げ上げた先で重なるので、サービスを行う前に、プレー環境を確認する必要がある。
フェイクモーション・フォロースルー
フェイクモーションやフォロースルーはともに、サービスでの打球前、打球後において、相手を幻惑させる目的で実施される、サービスに付随する技術の一種である。
通常のサービスのスイングのみでは、レシーバーにサービスの回転パターンが見抜かれやすいため、高い競技レベルになると、サービス時にフェイクのスイング（ボールを打球しないスイング）を入れるフェイクモーションが用いられる。また、サービスを打った直後のフォロースルーでは、ボールへの干渉とは無関係に肘を上げたり、ラケットのスイング軌道とは異なる動きを入れたり、肘を上げてラケットの向きを変えたり、ラケットを隠したり、といった各種のモーションを加えることで、相手を惑わすことができる。トッププレーヤーを中心に使用者が多い。

### フォアハンドとバックハンド
本節以降では、レシーブを含めたラリーにおける打法技術について、それぞれ概説する。ラリーにおいても、打法はフォアハンド打法とバックハンド打法に大別される。フォアハンド・バックハンドともに、前陣（台上や台に近い位置）・中陣（台から少し離れた位置）・後陣（台から離れた位置）の位置取りや相手の打球の質によって、各打法の詳細は異なる。なお、フォアとバックの中間的な位置はミドルと呼ばれる。

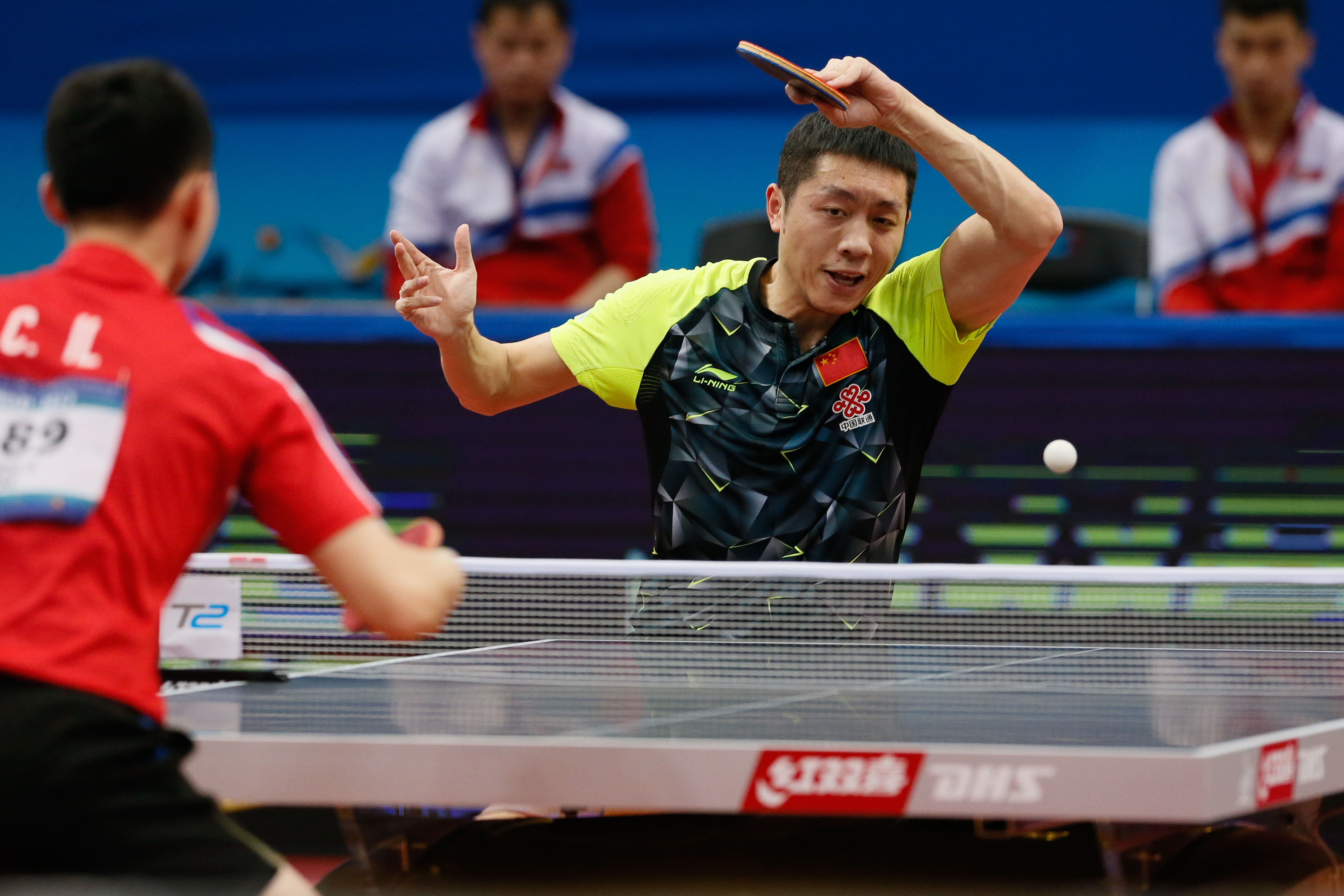
フォアハンド打法を行う許昕（奥の左利きの選手）

フォアハンド打法は、身体の利き腕側の飛球に対して、ラケットを外側（右利きの場合、右側）から身体の中心に向けて弧を描くように振り、このスイング動作でボールを捉えて打球する技術である。利き腕を動かせる空間的あるいは身体的な自由度が高く、スイングを大きくできるので、威力のある打球が可能である。

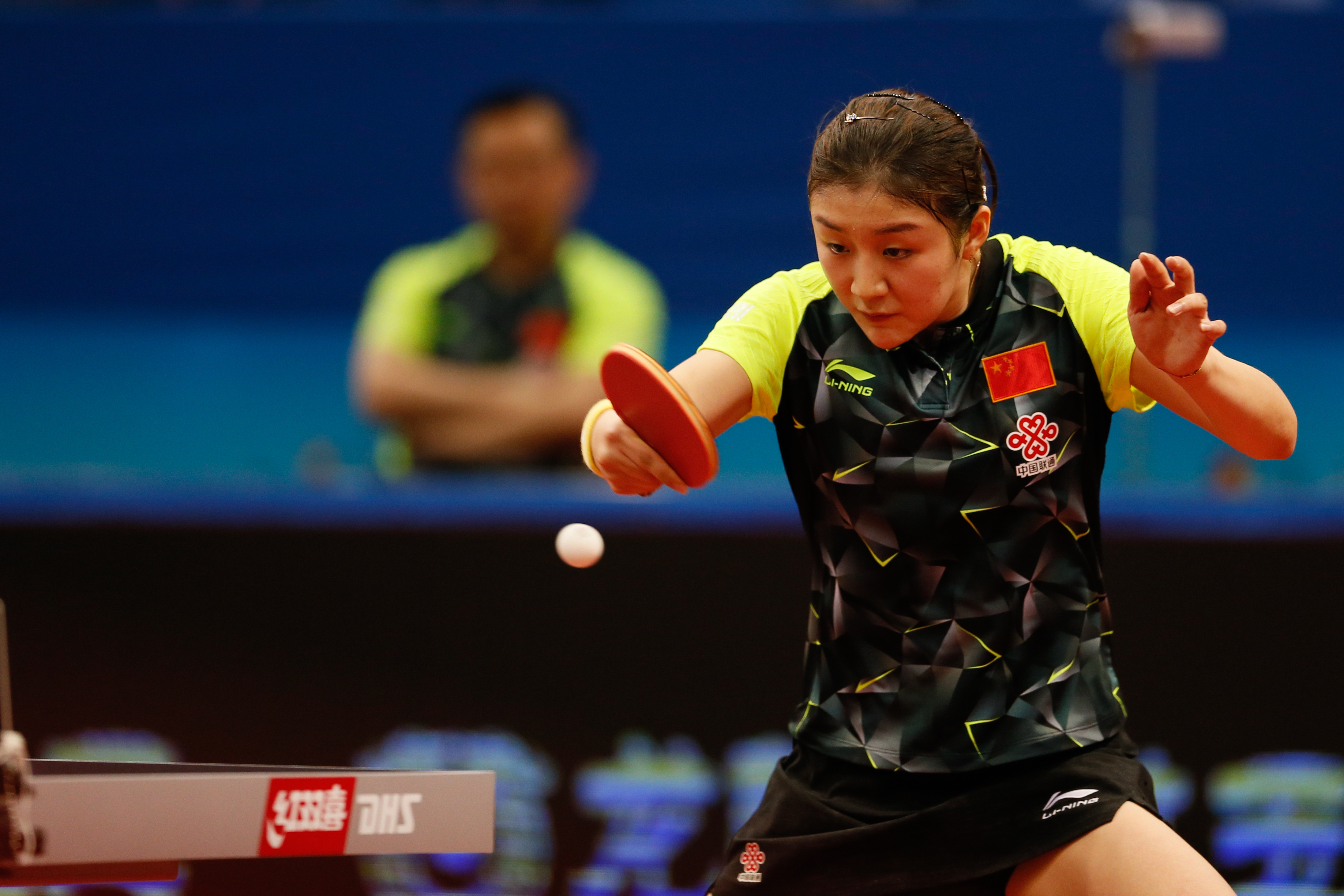
バックハンド打法を行う陳夢

バックハンド打法は、身体の利き腕とは逆側の飛球（右利きの場合は左側の飛球）を打つ打法である。利き腕が体幹等と交差するため、フォアハンドと比べてスイングは小さくなる。打球の威力は出しにくいが、身体の前で素早く打球できるといった特徴がある。相手の打球をリターンして再度相手へ返すまでの時間を短縮しやすいため、速いラリー展開に持ち込む場合に有効である。
フォアハンド打法主体の時代には、利き手側の逆足（右利きの場合は左脚）をやや前に出すスタンスが基本であった。近年、フォアハンドとバックハンドによる両ハンド打法が求められるにつれ、両足をほぼ平行にしたスタンスから、フォアハンドとバックハンドの両打法を行うスタンスが標準的となっている。

#### ロング打法
ロング打法は、卓球台からそう離れていない位置（前陣・中陣）への飛球に対して、特に意識した強い回転をかけようとせずに、身体の外側から中心に向けてラケットを斜め上に振り抜き、ボールをやや摺り上げるようにして前方の相手コートへとリターンする打法である。フォアハンドロング打法とバックハンドロング打法とがあり、それぞれ、後述の様々な打法の基礎となる標準的なスイングである。強振しないロング打法（特にフォアハンドロング）は、専ら練習においてラリーを長く続ける目的で行われることがあり、卓球入門者の基礎固めや中・上級者のウォーミングアップとして、利用される打法である。フォアハンドのロング打法は、単にフォア打ちとも呼ぶ。なお、この打法では、回転は特に強くかけないが、摺り上げるようにスイングして打つ為にゆるやかな上回転がかかっており、利き腕に由来する若干の横回転がかかることがある。
バックハンドのロング打法
バックハンドにおけるもっとも基礎的な打法はショート打法であり、バックハンドのロング打法は比較的難度が高い。また、シェークハンドとペンホルダーのラケットの握り方等で打球法も大きく異なる。
シェークハンドの場合は、グリップと腕・手首の関節の構造上、バックハンドのロング打法は比較的行いやすい。バックのショート打法が身体のほぼ正面でボールを捉えるのに対して、ロング打法では体の左側から中心に向けてスイングする。ちょうどフォアのロング打法と対称的なラケットスイングとなる。
ペンホルダーのバックハンドのロング打法場合は、ラケットアームの脇を閉めて肘を体側で固定するようにして、肘を支点に前腕を身体の左側から中心に向けて上方向に旋回させるようにスイングする。シェークハンドの同打法が腕全体でスイングできるのに対して、ペンホルダーのスイングは前腕のみのものとなる。このため、体勢が安定するというメリットがあるものの、相対的に打球の威力は低い。ただし、ペンホルダーの場合は、裏面打法によるバックハンドロング打法も可能である。シェークハンドの場合と同様に、腕全体を使った関節の動きが可能であり、体の左側から中心に向けて振るスイングとできる。

#### ドライブ打法

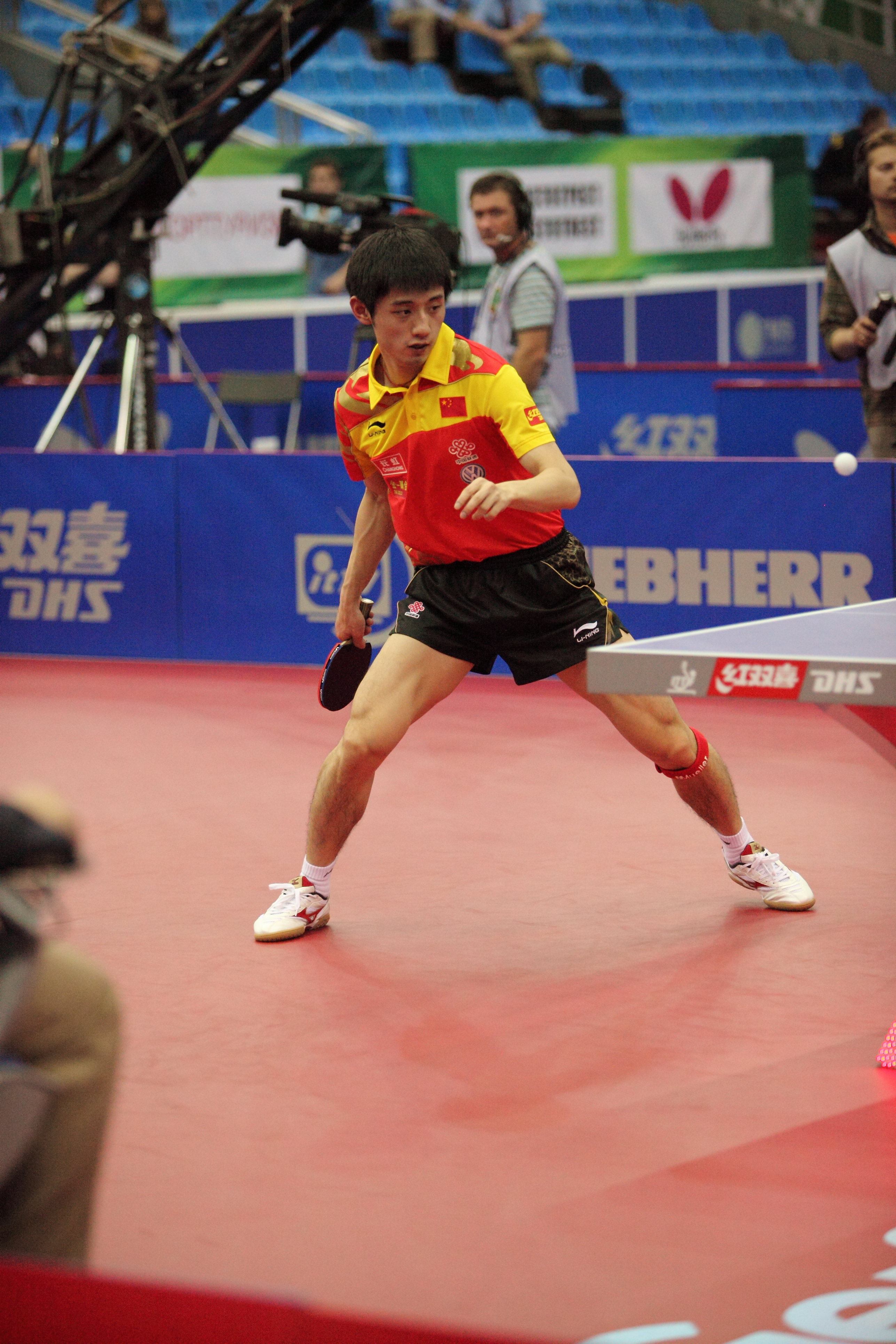
フォアハンドドライブ打法を行う張継科。ボールを捉え、ラケットを下にテイクバックして、打球姿勢に入っている。

ドライブ打法は、ロング打法から派生した、ボールに強い前進回転（トップスピン）を与える打法である。基本のロング打法をある程度身に付けてから習得する技術である。ドライブ打法でリターンするにあたっては、ボールのやや上側を擦るように打ち、かつ、より上に振り上げるようなスイングで打ち抜いて、強い前進回転をかける打球を行う。
以下に示した様々なドライブ打法（スピードやスピンの制御の仕方等）が確立されている。弱点とされたミドルへの打球に対するリターンにおいても、肩甲骨打法等のそれを克服する打法がトッププレーヤーを中心にして普及している。また、ラケット等の用具の発展や練習環境の変化に伴い、従来はパワーに難のあった女子プレーヤーにおいても、一通りの代表的なドライブ打法を習得するプレーヤーが増加し、多くの戦型のプレーヤーに幅広く用いられるようになった。
ドライブ打法によるボールは、放物線運動から下方向に沈み込むように加速を受ける（いわゆる「弧線の弾道」を描く）ため、強振しても、相手コートに安定して入りやすい。このように、回転量の少ないスマッシュより比較的安定性が高いほか、打法の多様さから、ドライブ打法を中心とした戦術は現在広く用いられている。
スピードドライブ
スピードドライブは、台の水平面に近い打球位置から低い軌道でのリターンを狙う、スピード重視のドライブ打法である。スピード重視ではあるが、上回転がかかっており、上述の通り弾道が弧線を描いて沈むため、リターンの安定性を確保することが可能である。ラバーの性能の向上により、スピードドライブ打法は比較的コントロールしやすくなってきており、ボールを早い打球点で捉えやすく、リターンされても連打しやすいことから、上回転系の球種への強打において使用することが多い。一方で、下回転系の球種に対してはスピードドライブを打ちにくく、しっかり回転を掛ける技量を要する。
パワードライブ
パワードライブは、上記のスピードドライブの球速をより増やして、さらに、強いスピンを掛けて威力を高めたドライブ打法である。1970年代頃のヨーロッパ諸国の選手の間で考案された技術とされるが、40 mmボール時代（2000年代以降）となっても「主戦武器」として、より重要視されるようになった技術である。通常のスピードドライブがリターンの安定性を求めるものであるのに対して、パワードライブは決定打として用いられる。スマッシュ並みのスピードに加えて、強烈な回転をかける必要があるため、習得するには相応の練習量、筋力を必要とする。
ループドライブ
ループドライブは、回転量を重視した、山なりに近い軌道のドライブ打法である。回転の影響が通常のドライブより顕在化するため、ドライブ打法特有のバウンド後の伸びる軌道について、特に沈み込むように感じるとされる。スピードドライブに比べて、下回転系のボールに対して使用しやすい。弾道の安定性が高いため、上回転系のボールを強打することにも使用できる。一方で、ループドライブの軌道は高く、着地位置によっては遅い打球となるため、反撃を受けることもある。
カーブドライブ
カーブドライブは、上記のドライブ打法の回転に加えて、左回転（右利きのプレーヤーのフォアハンドドライブの場合）を打球に与えるドライブ打法である。このとき打球者からみて、カーブドライブの飛球は左側へ曲がる。他の球技の変化球と同様に、（上回転と合成された結果の）回転軸の向きや、回転量、打球のスピードによって、多彩な球質の打球となる。たとえば、上記のカーブドライブ例では、相手コート上でのバウンド時にボールは前方への加速を受ける。さらに、リターンする為に相手がこのボールにラケットで触れると、（カーブドライブの打球者からみて）ボールは右上方向への加速を受ける。プレーヤーごとの固有のフォームや打球コースによって通常のドライブの打球が自然とカーブドライブあるいはシュートドライブ（下記）となることがあるが、上級者は意識的にカーブドライブとシュートドライブの左右の回転を使い分けることができる。
シュートドライブ
シュートドライブは、カーブドライブとは逆に、右回転（右利きのプレーヤーのフォアハンドドライブの場合）を打球に与えるドライブ打法である。このとき打球者からみて、シュートドライブの飛球は右側へ曲がる。同じくこの例では、相手コート上でバウンドする際にボールは前方への加速を受け、リターンする為に相手がこのボールにラケットで触れると、（シュートドライブの打球者からみて）ボールは左上方向への加速を受ける。

#### スマッシュ打法
スマッシュは、ロング打法のスイングを基本にして、ボールを正面から弾くように、ラケットのフラット面で叩き付けるように強振する打法である。決定打として打つプレーヤーが多い。ドライブより小さなスイングでより速いボールを打つことができる。世界のトッププレーヤーの中には、初速が時速280km以上のスマッシュを打つ者もいる。球離れの早い表ソフトラバーを使用するプレーヤーが多用するほか、高く浮いた飛球への強打やロビング（後述）への対応で使用することが多い。一方で、ドライブのように相手コート内で沈むような打球にはならず、直線的な弾道となため、相手コートに正確にリターンすることは一般に難しい。
相手にスマッシュを打たれてしまった場合は、打球にスピードがあるため、ラケットに当てることさえ難しい。しかしながら、応用技術にて示す打法等によって、リターンすることは不可能ではない。
バックハンドスマッシュ（ペンホルダー）
威力を重視するスマッシュは、大きくスイングできるフォアハンドで専ら用いられる打法である。一方で、シェークハンドでもペンホルダーでも、バックハンドによるスマッシュ打法で打つこと自体は可能である。特に、ペンホルダーラケットを使用してのバックハンドのスマッシュ打法は独特であり、たとえば、右足を前にしてフリーハンドを引き（右利きの場合）、肩を支点に腕を動かしながら体重を乗せ、相手コート向けて強打する打法がある。これは、少ない予備動作でコンパクトに振り抜く打法であるため、コースを読まれにくいメリットがある。

#### カット打法

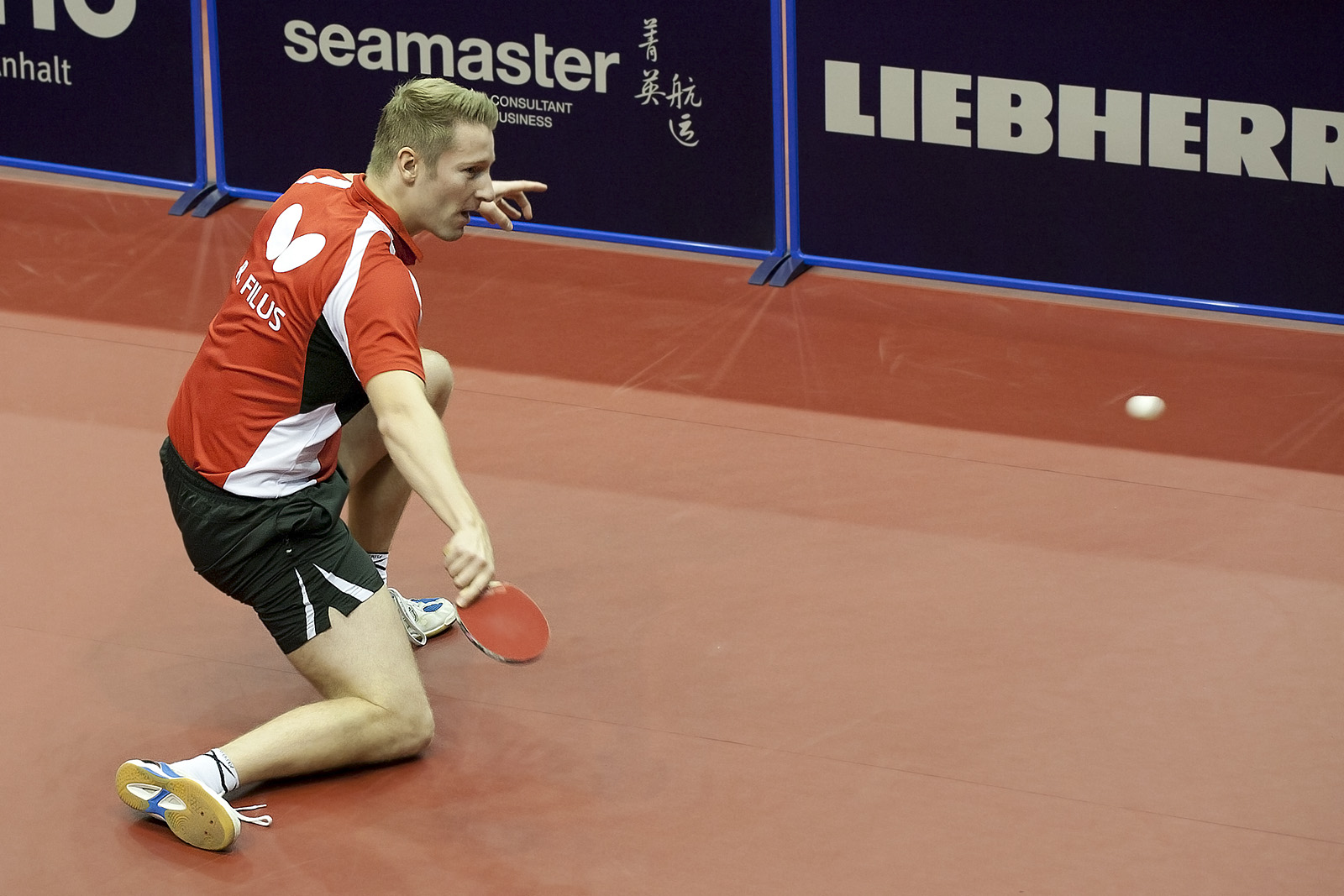
バックハンドのカット打法を行うルーウェン・フィルス。台から距離をとり、相手からの球を低くまで引き付けて打球した直後

カット打法は、カット主戦型のプレーヤーが特に使用する、大きい旋回半径で斬り下げるようなスイングが特徴的な打法である。上で述べた、主に前方上方向にスイングする様々な打法とは大きく異なり、下向きに切るスイングでボールに強い後退回転（下回転、バックスピン）を与える。ドライブ打法類の上回転のボールが下方向に沈み込むように加速を受けるのに対して、下回転での速い速度のボールは、一般にリターンが安定しない。一方で、強い下回転のかかったボールを攻撃的打法で強く打ち返すことは、触球時に意図せず落球させてしまうなど、難度が高い。こういった理由から、カット打法は、下回転をかけることを主目的に、ドライブ打法類と比べて緩やかな速度のボールを打つことに特化し、カバーできる空間的範囲の広さを恃んで、中陣・後陣に下がって相手の強打をリターンする守備的な戦術に用いられる。
カット打法は、後方でボールを身体の比較的近くまで引き付けて、フォアハンドでもバックハンドでも、ボールを拾うように、相手の球威も利用しつつ、切り下げて相手コートへと返る打球を行う。相手の球質によって、カット打法のスイングは細かに変える必要があり、小さな回転のボールに適したI字型スイングや、強い上回転のかかったボールに適したL字型スイングなど臨機応変な対応が求められる。カット打法の上級者となると、下回転（バックスピン）のほかに、斜め下回転、横回転、コークスクリュー回転をカットボールに織り交ぜたり、巧妙に無回転のナックルボールを繰り出したりするプレーヤーもいる。
一般に用具には速い球速が追及される傾向がある一方、カット主戦型向けのラケットはコントロール性能などの安定性を重視して設計されている。また、カット打法で使用するラバーは裏ソフトラバーのみでなく、粒高ラバーないし表ソフトラバーを組み合わせて貼って、速度・スピン・コースに大きな変化を付けるような用い方も少なくない。

### 台上技術

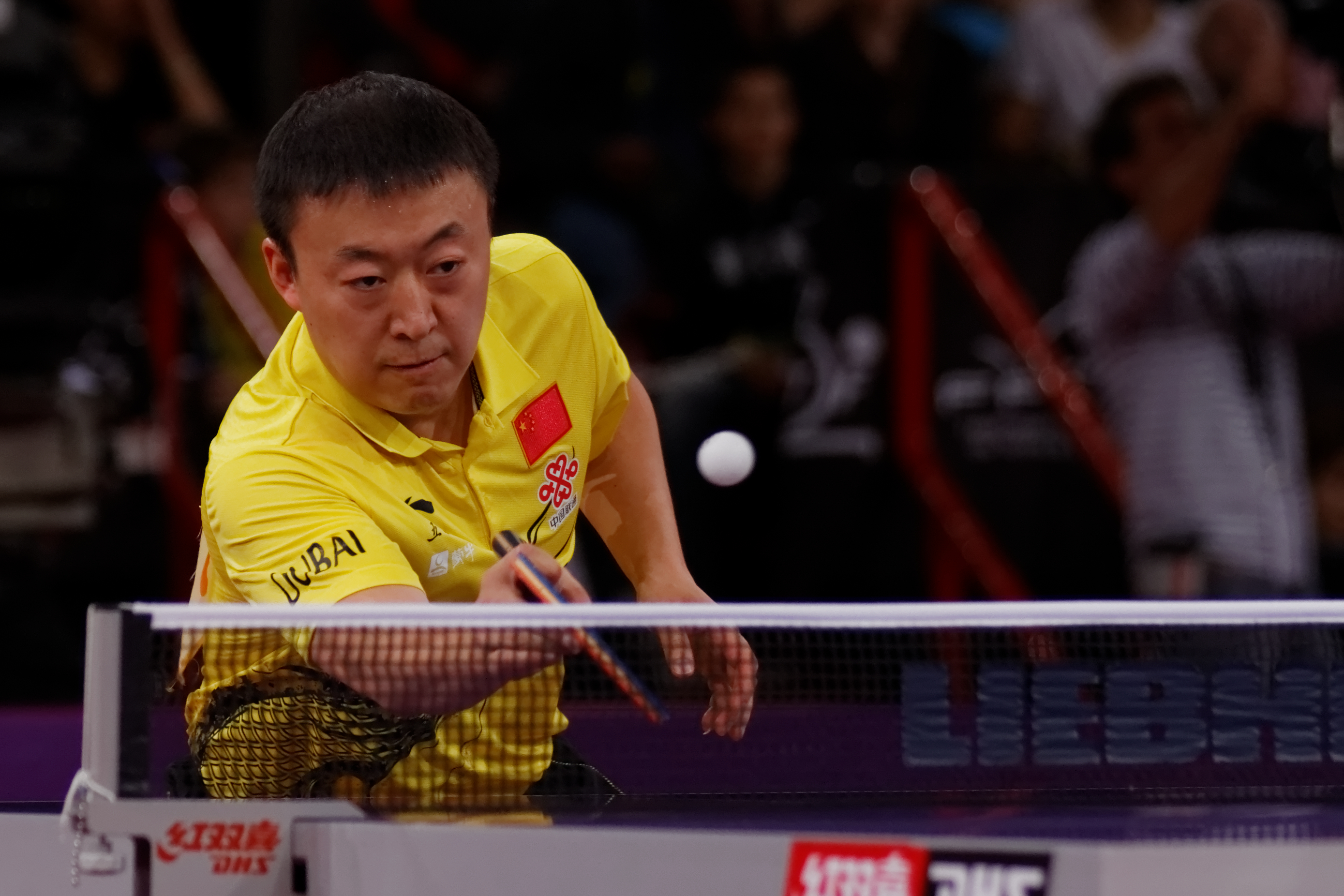
馬琳による台上技術

台上技術は、競技の場の構造に「台」が存在する卓球に特有の技術である。基本的には、飛距離の短い打球をプレーイングサーフェス上で打ち返してリターンする打法である。台が構造上の障害となってラケットを強く振り抜けないため、台上技術による打球は球威が比較的弱く、これを決定打とすることは難しい。そのため、以下に示す打法を戦術的に利用して、決定打を打てる機会をつくることが重要となる。特に、馬琳（中国）の台上技術は、戦略的に練られた回転・コースと激しい球質の変化に優れており、これにより相手のリターンの手段を限定・強制させ、試合を優位に運んだとされる。

#### ショート打法
ショート打法とは、台上（あるいは台上の近くを含む前陣）において、相手の打球のバウンド直後を身体の中心あたりで捉えて、ボールを押し返すように、ラケットを前に押し出して打球する技術である。ショート打法は、ペンホルダー・シェークハンドともに、バックハンドにおいて基本となる技術である。一方で、相手の球質によっては、フォアハンド側であっても、以下の応用技術を中心に、フォアハンドによるショート打法の派生技術が用いられる。

#### ツッツキ打法
ツッツキは台上の短いボールに対して、カットよりもコンパクトなスイングでボールの底部を突くようにして打球する打法である。台上から出ないボール（そのままでは台上で2度バウンドする短い飛球）や長めのボールに対して、ラケット面をやや上に向けて下回転を掛けたリターンとすることが多い。ミスをしにくい打法だが、相手の攻撃を受けるリスクが比較的高い。一方で技術次第では、強烈な下回転や横回転を入れたり、長短の変化をつけたりすることができ、相手のミスを誘うこともできる。また、回転を掛けない無回転のツッツキでリターンすることもできる（ナックル）。

#### ストップ打法
ストップは、主に相手の短い下回転系のボールに対して、バウンド直後の打球を捉えて、相手のコートで2バウンド以上するように短く手前にリターンする打法である。台上の短いサービスに対するレシーブなどで主に使われる。低いストップに対しては、空間的制約からドライブ打法が不可能であるため、防御技術として有効である。上級者のストップ打法によるリターンでは、上回転系のボールを返したり、強烈な下回転を掛けたりすることも可能である。ストップ打法の飛球をストップで応じてリターンすることを「ダブルストップ」という。また、後ろへ下がった相手からのリターンに対して、ネット際に小さく落とすようなストップ打法を「ドロップショット」と呼ぶ場合もある。

#### フリック打法
フリックは、相手のショートサービスまたは台上への短い打球に対して、台上で前進回転を与えつつ払うようにリターンする打法である。フリック打法に際しては、フリックした球を相手にカウンター強打されないように、テイクバックのない非常にコンパクトなスイングで素早く打球がなされる。技術が向上すれば、台上での強打ともいえるほどのスピードのある打球を打つことも可能で、レシーブから直接得点を狙うこともできる。

#### プッシュ打法
プッシュは、ショート打法において強く押し出すように打つ打法ある。主に、ペンホルダーのミドルやバックハンド側の攻撃として用いる。シェークハンドのバックハンドの強振に比べて威力は出しにくいが、打点が早く、やり方によっては同等以上に打ち合うこともできる。

#### チキータ打法
チキータはピーター・コルベル（チェコ）が発案した打法であり、横回転をかけるバックハンドの台上ドライブ打法である。チキータバナナのようなカーブを描くことから、このように呼ばれるようになった。チキータ・レシーブとも称する。ペンホルダーの裏面打法あるいはシェークハンドでの打法として適している。チキータ打法ではコンパクトなスイングでも強打ができ、フリック打法とともに台上での強打技術として重宝されており、現代卓球の主要なレシーブ技術となっている。なお、チキータのスイングから打球する逆横回転系のチキータは逆チキータと呼ばれている。
張継科の台上ドライブ技術
チキータ自体は1990年代頃から存在する技術であったが、2010年代以降にチキータが卓球の主流技術として世に広まったのは張継科（中国）による影響といわれる。張継科のチキータには非常に強い上回転がかけられており、レシーブやつなぎの技術ではなく、高速で一発で抜き去ることが可能な決定打といえる程の威力があったとされる。このことは2010年代当時の卓球界に衝撃を与え、チキータが以後の世界中のプレーヤーに広く普及されるに至った。

### 応用技術

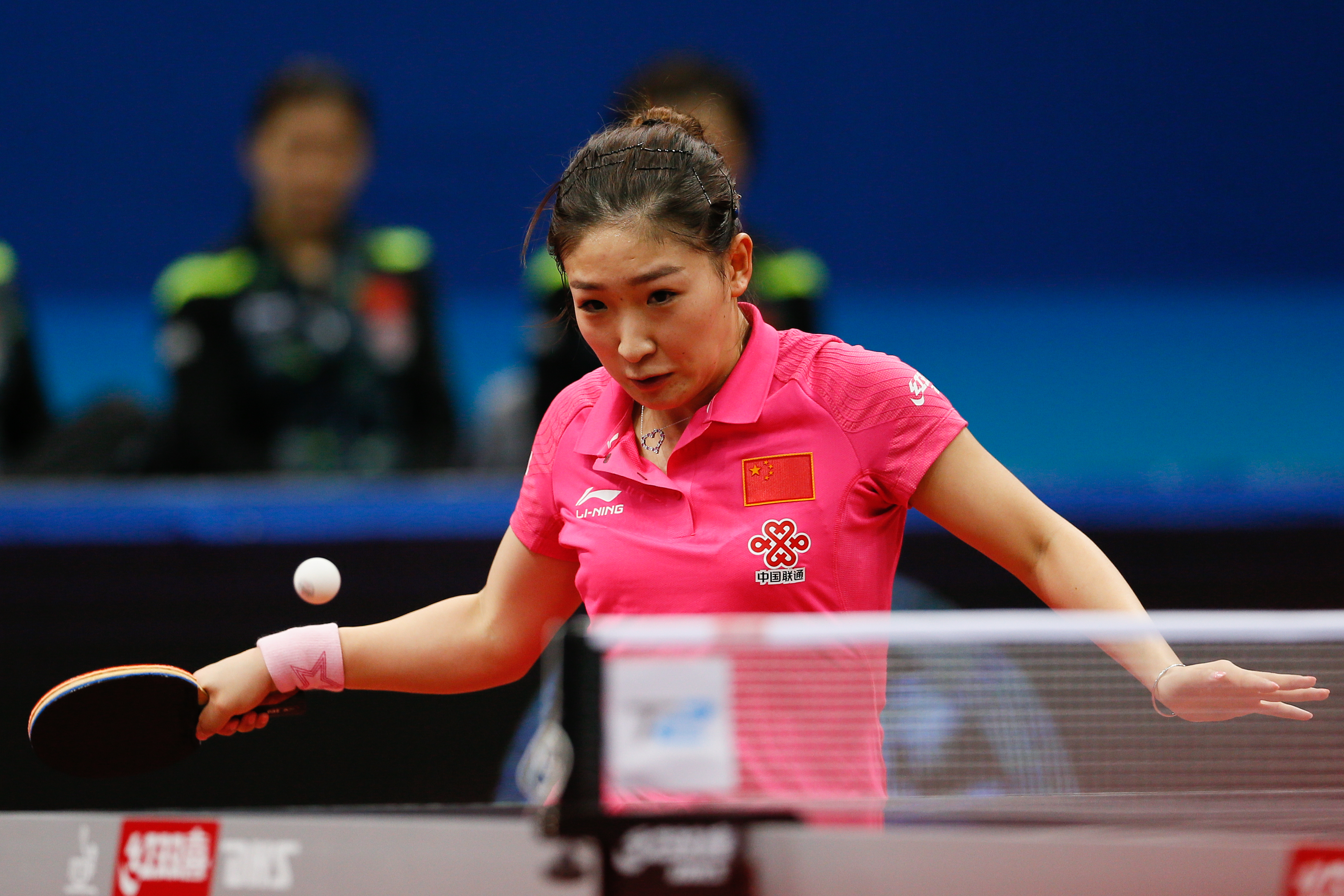
速いラリーに応じる劉詩雯

ここでは主に、上記の打法に対して応じる技を中心に解説する。トッププレーヤーのリターンの間隔（打球から相手の打球までの時間）は最短で0.2秒ほどと言われ、これは人間の物体運動に対する全身応答までの最短時間である0.3秒より短い。したがって特に、カウンターのような強打に強打で応じる打法では、必然的にこの時間の不足分（0.1秒）を越える早い応答が必要になる。これに対処する為にトッププレーヤーは、先手先手で相手のリターンを先読みして、打球を「待ち伏せ」することで、この不足分の時間を作り出している。なかでも劉詩雯（中国）は、自身の打球モーションを終えて次の打球の予備動作へ入るタイミングが他のプレーヤーより抜きん出て早く、上記の「待ち伏せ」に特に優れた選手と評されている。

#### ブロック
ブロックは、相手のスマッシュやドライブ等の強打に対して、前陣・中陣にかまえて、バウンドの上昇期や頂点で当てるようにリターンする守備的打法である。ブロック打法では、相手の球威を殺す為、回転の影響を特に受ける。そのため、裏ソフトラバーでブロック打法を行う場合は、ラケット角度を的確に調整する必要がある。ブロックは、相手の強打を返すことが目的のため、スイングはあまり大きくとらない。
相手の球の威力を「殺して返す」、「そのまま返す」、「自分の力を上乗せして返す」など、リターンの球質に変化をつける技術もある。技術レベルにもよるが、プレーヤーによっては、相手の強打をブロックして、台上で2バウンドさせるほどまでに威力を殺すことが可能である。横回転をかけたサイドスピンブロックなどで球質を変化させてミスを誘うことができるなど、相手が打ってきた球を悉くブロックして相手のつなぎ球を狙い撃ちするという戦術を取るプレーヤーもいる。粒高ラバー等の使用者では、サイドスピンブロックやカットブロック（下回転をかけるブロック）等の技術によって、相手の打球のスピンを利用・反転してリターンすることもできる。

#### カウンター
カウンターは、相手の強打をさらに強打で撃ち返す技術全般を指す。基本的には、上記のブロック技術において、テイクバックをやや大きく取り、飛球に合わせて振り抜くスイングとすることで威力のあるカウンターとなる。カウンターに際しては、体勢が整わない相手を打ち抜くことや、相手の球威を利用することが目的である。このように、応じ技であるため、定まった打法は特になく、カウンタードライブのような特に攻撃的なカウンターもあれば、カウンターブロックのような守備的な側面をもった打法もある。いずれも、相手の強打を狙い打つ打法であるため、難度は高いが、成功すれば得点力も高い、ハイリスク・ハイリターンな技術である。
カウンタードライブ
カウンタードライブは、相手のドライブ打法に対して、打球の反発力や回転量を利用してドライブ打法で打ち返す技術である。スピードのあるドライブをリターンする局面もあるため、練習量に加えて、打球の性質を判別する能力や打球するタイミングの判断力も要求される。上級者のプレーヤーがよく用いる技術である。
みまパンチ
伊藤美誠の使用しているカウンター技術はこのように称されている。各種の打法の中でも難度の高い部類に入る。一般的なカウンターと比べて、腕の可動域を大きく用いるために威力を出しやすく、重い球質となる。

#### ミート打ち
ミート打ちは、主に表ソフトラバーのプレーヤーが使う攻撃方法であり、相手の回転がかかったボールに対して、スマッシュのように強くはじいてリターンする打法である。相手の回転に合わせてのラケットの角度の微調整が肝要であることから、ミート打ちの一部を角度打ちと呼ぶこともある。ラケットをコンパクトに振り切り、ボールを擦らず打球するので、あまり回転がかからず威力自体はそれほど強くないが、早い打点で打つため、相手のリターンへの動作が時間的に間に合わず、ミート打ちを決定打とすることもできる。

#### カット打ち
カット打ちは、ツッツキやカットの下回転を利用してリターンする打法である（スピンに応じた打法）。打つべき相手の打球がツッツキである場合は、ツッツキ打ちとも呼ばれる。相手の下回転を利用する打法のため、打点やタイミングの正確さが要求される。カット打ちによって、強く前進回転を掛けてリターンする方法もある。
カット打ちは、打ち損じた場合に打球スピードが遅くなり、浮いしまった打球を相手に強打されるリスクがある。しかし、高島規郎によって8の字打法が考案されたことにより、カット打ちの欠点がほぼ解消されている。この打法と類似の技巧として楕円打法があり、カット打法とは反対の、ドライブ打法に対するリターンに応用されている。

#### ロビング
ロビングは、相手の強打等によるボールを高く打ち上げるように打球して、長い滞空時間でリターンする打法である。相手のミスを誘うものだが、繰り返し相手からスマッシュなどの強打を受けやすい。ロビング打法では打球が高くあがる分、卓球台でのバウンド時に回転の影響を受けやすい。そのため、上下回転やコークスクリュー回転などの強烈な回転（ボールの回転を参照）をかけてロビングすることで、相手にとって打ちにくい球としてリターンすることが可能である。

#### フィッシュ
フィッシュは、中陣・後陣でにおいて、ロビングよりも低い弾道で相手のボールを返す打法である。フィッシュ打法は、ブロック打法（上記）よりも打球点を遅くして、頂点を過ぎところで打球する打法とされる。相手の攻撃をしのぐ、いわゆるつなぎ球だが、ロビングに比べて相手にリターンされにくくすることもできる。このように、相手の攻撃をフィッシュでしのいで、相手が攻めあぐねたところで、一気に反撃をするといった戦法も用いられる。

## 戦型
多くの場合、ひとりのプレイヤーがすべての打法を望む競技レベルまで習得することは難しい。プレーヤーは、自身の適正や好みによって、習熟する技術をある程度選ぶ必要がある。その結果として卓球には、攻守や前陣・中陣・後陣のプレー領域、その他に特化したプレースタイルがあり、戦型と呼ばれる。グリップよるラケットの分類にあるように、ラケットにはグリップごとに長所短所があり、戦型をシェークハンドとペンホルダーのそれぞれのグリップによるものに分類することもできる。以下の各項にそれぞれの戦型の概要を示した。また、戦型ではないがそれに類したプレーヤーの分類として、左利き（サウスポー）であることがあげられる。大多数である右利きのプレーヤーとはボールの回転やフォア・バックの打球位置等が左右反転するため、左利きのプレーヤーと対戦する際には異なった戦術を採る必要がある。

### シェークハンドの戦型

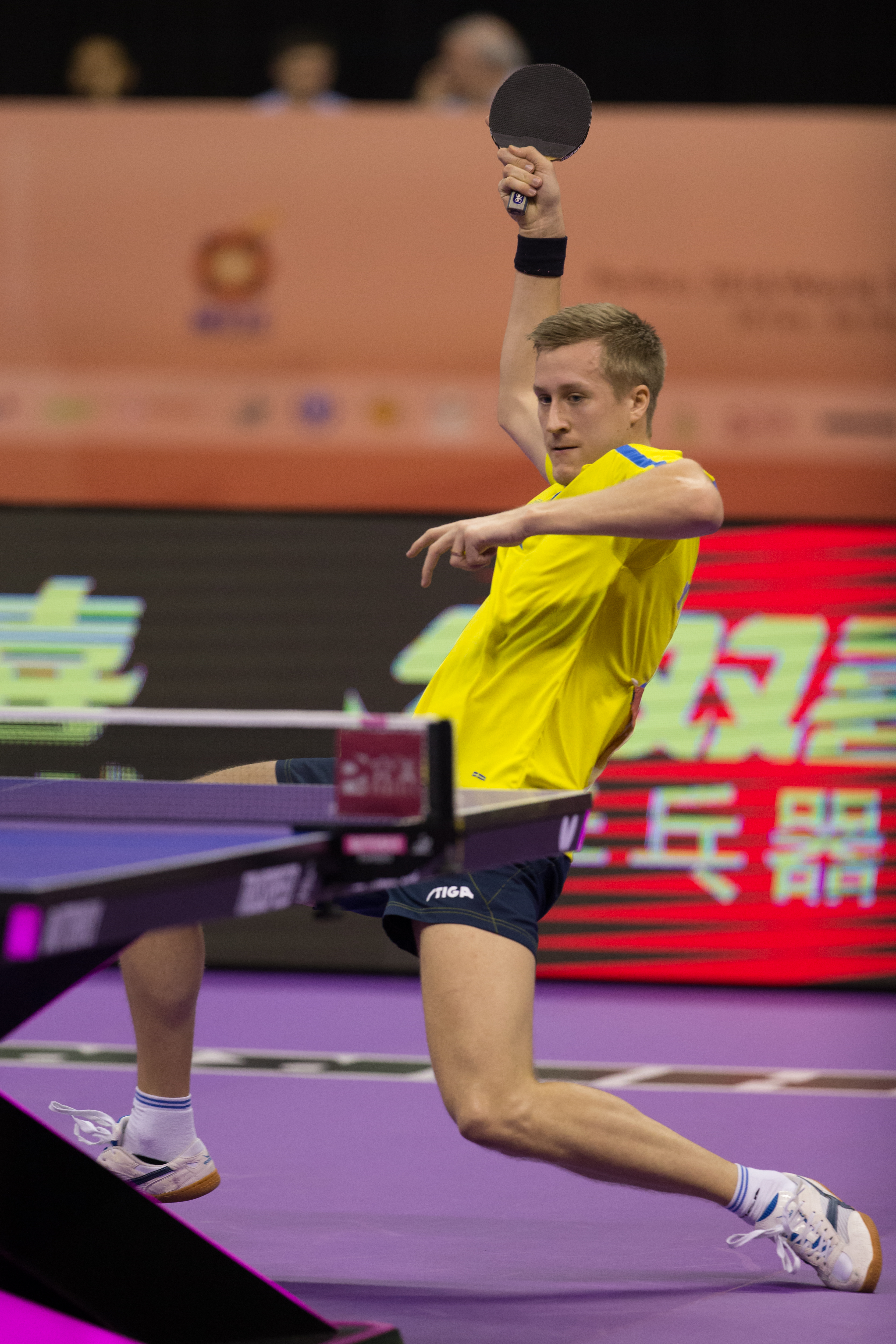
シェークハンドラケットのフォア面に表ソフトラバーを使用する異質攻撃型のマティアス・ファルク

シェークハンドラケットは、フォアハンドとバックハンドの双方（両ハンド）で強振・強打を行いやすい。一方で、ミドル（身体の近く、フォアとバックの選択に迷う位置）への強打には比較的弱い。これらの特性を活かして、主に以下の戦型が多くのプレーヤーによって実践されている。
ドライブ主戦型 (シェークハンド)
ドライブ主戦型は、現在多くの戦型のなかで主流となっている戦型である。前陣～後陣で前後左右のフットワークを駆使し、ボールに強いドライブをかけて常に積極的に攻撃的打法に試合にのぞむスタイルである。
前陣速攻型 (シェークハンド)
前陣速攻型は、その名のとおり、卓球台に近い位置（前陣）でプレーする戦型である。相手の打球の種類やコースを瞬時に見てとり、早いタイミングで攻撃を仕掛けていくプレースタイルである。早いテンポでの打ち合いに適した表ソフトラバーをラケットのいずれかの面に貼っているプレーヤーもいる。小柄なプレーヤーでも強さを発揮することができるため、日本人でこの戦型をとる選手も多い。
著名な選手: リ・ジャウェイ（シンガポール）、福原愛（日本）
カット主戦型
カット主戦型は、卓球台から離れた位置（後陣）で、相手の強打に対してカット打法による強い下回転をかけたボールで対応する戦型である。相手の強打に対してカット打法で守備にまわる一方で、チャンスとみると一気に前に出て反撃する攻撃的な戦型でもある。攻守の範囲を広くするフットワークとねばり強いカット打法の技術、そして、攻めに転じる運動量が要求されるスタイルである。
異質攻守型
異質攻守型は、台から離れずショートに対しての相手のミスで点を取る戦型である。その名の通り、ラケットのバックハンド側に粒高ラバー等の異種ラバーを貼り、それによる変化ボールやコースの緩急で相手のミスを誘う。フォアハンド側には裏ソフトラバーや表ソフトラバーを貼り、フォアに来たボールはスマッシュやドライブで攻撃する。また、打球に緩急をつけるために、ラリー中にラケットを反転させて攻守を切り替えることがある。
「ペン粒」とも呼ばれているペンホルダーの異質ショート型（下記）に対して、シェークハンドの異質攻守型は「シェーク粒」と呼ばれている。この戦型は、異質ショート型とは異なり、ミドルに弱いため、ブロックで変化を付け続ける守備的なスタイルが取れないため、攻撃的な粒高ラバーを貼ることが多い。
著名な選手: 福岡春菜（日本）
オールラウンド型
オールラウンド型は、両面に裏ソフトラバーを張り、ドライブから前陣での速攻やロビング等の守備など多くの技術を駆使して点を取る戦型である。戦術の柔軟性や高い身体能力、前陣・中陣・後陣全てで戦うことができる技術力が求められる。
著名な選手: ヤン＝オベ・ワルドナー（スウェーデン）、ティモ・ボル（ドイツ）、水谷隼（日本）

### ペンホルダーの戦型

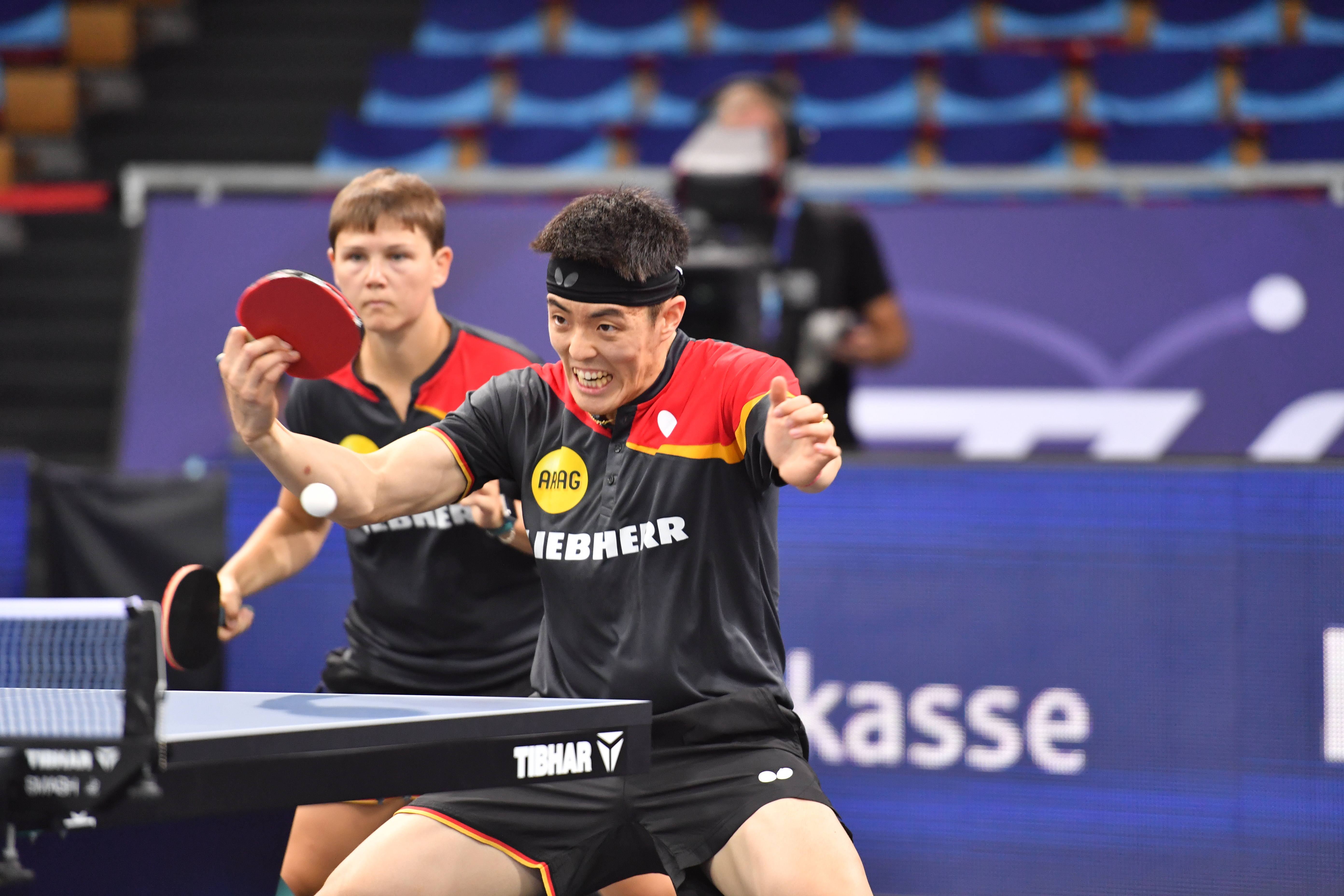
ペンホルダーによる裏面打法を行う邱党

ペンホルダーラケットは、フォアハンドで特に威力のある打球が可能であるが、バックハンドでは相対的に守勢に回らざるを得ないことが多い。一方、台上での技術を含むミドルへの打球に対して対処しやすい。ペンホルダーの使用者はこれらの特性から、主に以下の戦型を採っている。
ドライブ主戦型 (ペンホルダー)
ペンホルダーのドライブ主戦型は、主にフォアハンドドライブによって攻め、回り込みや飛びつきなど、フットワークを活かしたダイナミックなプレーをする戦型である。日本語では「ペンドラ」とも通称されている。身体とラケットグリップの構造上、シェークハンドのドライブ主戦型ほど強いバックハンドドライブを打つのは難しいといわれるが、それを十二分に補えるだけの得点力のある快速プッシュや、バックハンドスマッシュを得意とする選手もいる。ペンホルダーの弱点であるバックハンドで太刀打ちするために、裏面打法によって強力なバックハンドドライブ(いわゆる裏面ドライブ)を打つ選手もいる。
著名な選手: 金擇洙（韓国）、馬琳（中国）、吉田海偉（日本）、柳承敏（韓国）、王皓（中国）、許昕（中国）
前陣速攻型 (ペンホルダー)
ペンホルダーの前陣速攻型は、表ソフトラバーを用いて、できるだけ短い手数で攻撃につなげ、積極的に攻める戦型である。主にスマッシュを決定打として用いている。ドライブ主戦型と同じく、裏面打法でバックハンドドライブを打つ選手もいる。
著名な選手: 田崎俊雄（日本）、劉国梁（中国、元・中国ナショナルチームコーチ、現中国卓球協会会長）
異質ショート型
異質ショート型は、主に反転式や中国式のペンホルダーラケットを用いて両面にラバーを貼り、このうちの片面の粒高ラバーを駆使して攻守に立ち回る戦型である。「ペン粒」と通称される。裏ソフトラバーと粒高ラバー、あるいは、表ソフトラバーと粒高ラバーの組み合わせたラケットを使用すること一般的である。試合中は、台の近くでプレーし、粒高ラバーによるブロックの変化で相手のタイミングを崩し、相手の隙をみて攻撃を行う。加えて、ラケットを反転して異なった球質の打球を出して、相手のミスを誘うなど、守備的な戦法を採る。ラバーの基準変更などのルールの変遷によって、粒高ラバーの威力がかつてより減少していることもあり、この戦型を採用しているトッププレーヤーは非常に少ない。
著名な選手: 倪夏蓮（元・中国代表選手、後にルクセンブルクに帰化し代表選手に）、陳晴（中国）

## 他の競技ルール

### ラージボール卓球

#### 概要
ラージボール卓球とは、JTTAが卓球の普及を目的として考案し、ルール・用具規格等を1988年に制定した、新しい体系の卓球競技である。一般的な卓球（硬式卓球）で使われているボール（直径40 mm）よりも大きなボール（直径44 mm）を使って行われる。ボールが大きい等のルールの違いから、空気抵抗の効果が増大するため、ボールの速度および回転量が従来の卓球よりも減り、ラリーが続きやすいなどの特徴がある。高齢者等でも手軽にできる生涯スポーツとして考案されたものであるが、近年は、ラージボール卓球へ参入する若年層を含む硬式卓球経験者も多くなっている。このような競技人口の増加に伴い、全国各地で多くの大会が開催されている。

#### 硬式卓球との違い
硬式卓球との主な違いは、以下の通りである。
- 使用するボールが大きく（直径44 mm）て軽い（質量2.2～2.4 g）。[注釈 222]
- ラバーは表ソフトラバーのみ使用が可能である。[注釈 223]
- プレーイングサーフェスからのネットの高さが2 cm高い(17.25 cm)。
- 競技大会ルールにおけるゲームの進行は、3ゲームマッチ（2ゲーム先取で勝利）で、各ゲームは11点制である。
- 促進ルールの適用を判断する基準の時間が8分である。（硬式卓球の場合(10分)より2分早い）

#### 歴史
- 1988年: これまでの卓球から派生した新競技としてルール等が制定された。
- 2012年4月1日: 現在の名称（「ラージボール卓球」）に変更され、基本ルールと競技ルールが整備・制定された。
- 2018年3月31日まで:  ポイントスコアが10-10となった以降において、スコアが12-12となった場合は、13ポイント目の先取でゲームの勝者となった。また、サービスのトスの高さの規定がなかった[注釈 224]。
- 2018年4月1日: 競技ルールは競技大会ルールに改められ、硬式卓球の基本ルールに合わせるかたちで、以下の改定が行われた。
  - ひとつのゲーム内で10-10となった以降は、先に2ポイントを付けたものを勝者とすると改められた。
  - サービスに関しては、ボールのフリーハンドの手のひらの上で2〜3秒静止すること、トスの高さは16 cm以上上げること、といったルールが追加された。
  - 競技大会ルールの制定にともなって、基本ルールはレクリエーションルールへと名称が変更された。
- 2019年1月1日: 競技大会ルールにおいて、競技用服装やアドバイスに関する規程が硬式卓球と同様となるよう、ルール・規定が変更となった。[注釈 225]
- 2022年4月1日: 競技大会ルール・レクリエーションルール共に、黒と赤のみだったラバー色に関するルールについて、「片方は黒、もう片方はボールの色とはっきり区別できる明るい色」に変更され、硬式と同様に、カラーラバーの使用が可能となった。

#### その他
- ラージボールより更に大きい直径55 mmのエレファントボールも存在する。こちらは競技というよりかは、レジャーやイベント、卓球療法で用いられる[132][133][134]。

### 軟式（日本式）卓球
歴史で述べた通り、日本への卓球の伝来・普及は、1902年からの坪井玄道によるものとされる。それよりしばらくの間は、日本独自の用具とルールの発展があった。初の卓球統轄機関として大日本卓球協会が創立された1921年（大正10年）頃は、軟式卓球（日本式卓球）のルールによる競技が行われていた。硬式卓球との主な違いは以下の通りである。
- 競技で使用するボールの直径は、36.9 mm以上かつ38.9 mm以下である
- ボールの重さは、2 g以上かつ2.13 g以下である
- ネットの高さは、2 cm高い17.25 cmである

この日本独自の軟式（日本式）卓球は、ラージボール卓球の普及や硬式卓球のルールの変遷などをうけて、2001年（平成13年）度をもって幕を閉じた。

## 用語
ここまでの節で特に解説のなかった卓球関連用語を本節に示す。
クロスとストレート
クロス(クロスコース)は、プレーイングサーフィスの対角線上に沿った打球コースを指す。反対にストレート(ストレートコース)は、プレーイングサーフェスのサイドラインに沿った打球コースを指す。一般にラリーの際、クロスコースは、ネットの高さに対する相手コート中での飛距離の長短の許容幅（リターン可能なエリア）が広く、ストレートコースに比べてリターンをしやすい。また、ダブルスにおけるサービスは、ライトハーフコートからのクロスコースのもののみが許容されている（上述）。
回り込みと飛びつき
それぞれフットワークの技術の呼称である。回り込みは、バックハンド側にくる相手のリターンに対して、旋回しつつ素早く身体全体をバックハンド側に移動し、フォアハンドで打球（特に強打）する為のフットワーク技術である。逆に、飛びつきは、バックハンド側のエンド付近に居る状態で、相手のリターンがフォアハンド側（エンドの反対側）にくる際に、一足飛びにフォア側へと急ぎ移動して、飛球に追いつき、これを打球する為のフットワーク技術である。
以上を組み合わせると、たとえば次のようなラリーの概況の説明が可能となる。—　相手がバック側に出してきたクロスコースのサービスを、回り込んで ストレートコースに強打した。相手はこれに飛びついてくらいつこうとするもラケットに当てられず、レシーブエースとなった。
エッジ（エッジボール）
エッジボールは、ラリーの際などに卓球台の端（エッジ）に触れたボールのことである。一般にラリーの際、エッジにリターンしたボールはプレーイングサーフェスに当たったものとみなされ、有効なリターンである。一方で、卓球台天板の鉛直側面（サイド）はプレーイングサーフェスではなく、仮にリターンしようとしてサイドに当てたとしても、有効なリターンとは認められない。
レット
「レット」は審判に拠る宣告のひとつで、プレー中断させて、もう一度やり直させる事である。レットとなったラリー（サービスを含む）においては得点は発生せず、サービスの試行回数にも数えない。たとえば、サービスのボールがネットに触れて相手コートに入った場合や、相手の準備ができていない状態でサービスを行った場合などが、レットに該当する。
ラブゲーム
ラブゲームとは、相手に一点も取られず（11-0で）ゲームの勝者となることである。国際大会では、10-0になった時に勝っている側はわざとミスをして相手に1点を与え、負けている側は勝とうとせず次にミスをする、ということがいわゆる「マナー」となっているとされる。これは競技上のルールではなく、構わず完封（ラブゲームの達成）を行うプレーヤーもいる。

## 卓球の普及

### 世界的な動向
はじめにヨーロッパで普及が進み、ITTFなどの国際団体も初期はヨーロッパ諸国主導で設立・運営された。次いで、東アジアで普及が進み、日本、中国、韓国といった強豪国が現れた。とりわけ中国は、世界トップの卓球先進国となっており、オリンピックの卓球競技等の国際大会では、上位入賞者をほぼ独占する状況である。選手個々人について、1991年10月以降のITTF世界ランキングでは、大会成績等のポイントを機械集計して順位付けされたものが随時発表されているが、ここで一位となった選手のほとんどが中国人選手である。このように、スウェーデンやドイツといった卓球伝統国を除けば、世界レベルの大会の上位者（特にシングルス）は主にアジア勢が占める傾向がある。一方で、ダブルス（男女各部門や混合ダブルス）や団体戦等では、多くの国々にも戦果を挙げるチャンスが十分ある状態であり、パラ卓球も含め各々の選手が向上心をもって卓球競技に臨んでいる。
大衆スポーツや生涯スポーツとして、娯楽・文化としての卓球は各国それぞれで普及が進んでおり、映画などの創作作品にも卓球がテーマ化・題材化されている。工学に目を転じると、TOPIOやフォルフェウスなどの高度なロボット開発も進んでいる。

### 卓球の盛んな国々
競技スポーツとしては、傾向として、東アジアとヨーロッパの一部で卓球が盛んである。以下に述べる中国の帰化選手が世界各地に移り住んで選手・指導者として生活を営んでいるため、元・中国人の代表選手や指導者が多い国もある。
日本

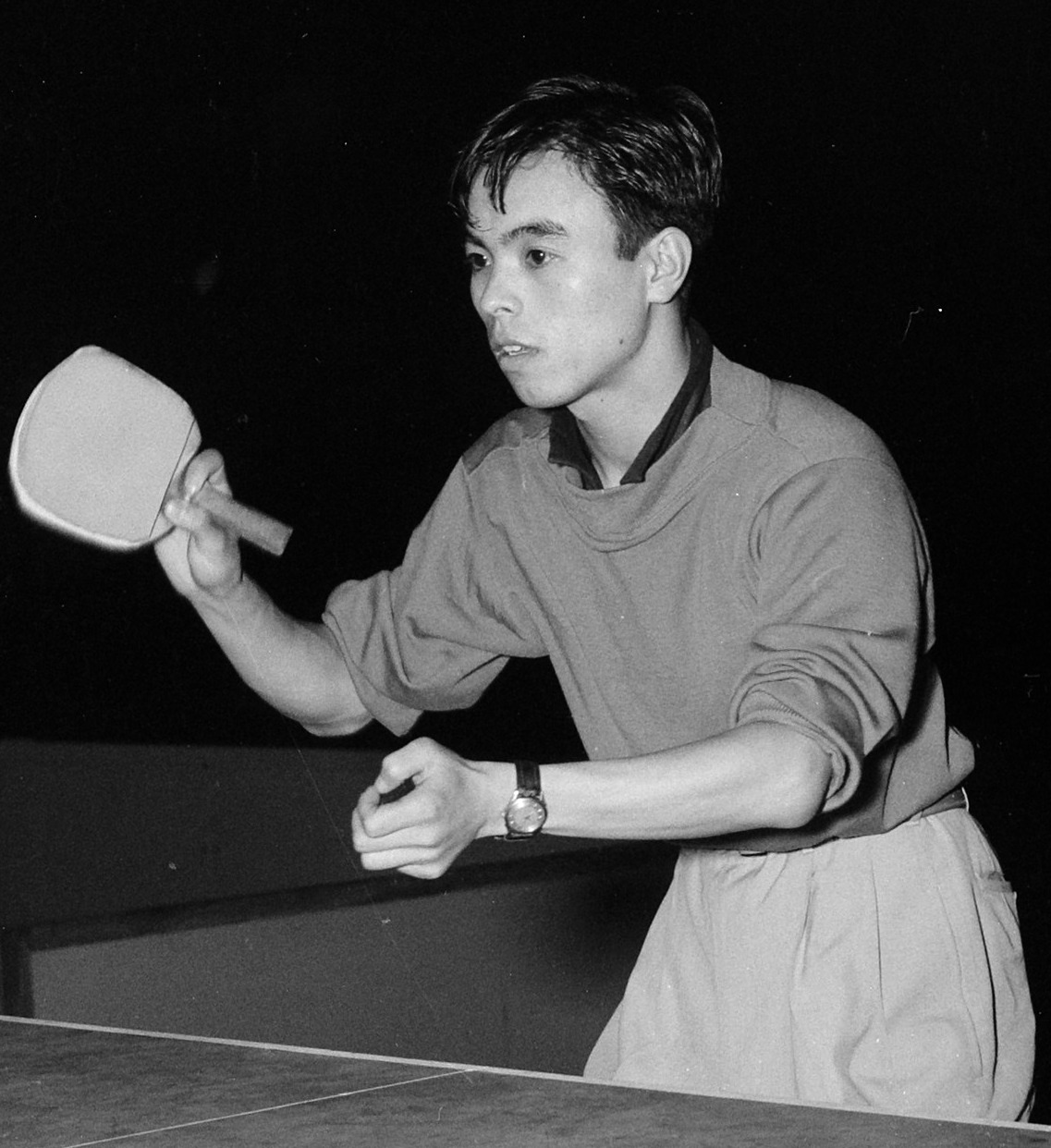
荻村伊智朗

競技スポーツとしては、国際大会での好成績やセミプロリーグ（Tリーグ）の存在、複数の国内トップ大会（下記）の定期開催、国際大会の多数誘致がなされている。歴史をみると、1950年代 - 1970年代には、日本式ペンホルダーの豪快なフォアハンドを武器に、シングルスの世界チャンピオンを男女あわせて13人輩出するなど、世界でトップクラスであった。主な選手として、男子では荻村伊智朗（ITTF会長等も歴任）、田中利明、長谷川信彦ら、女子では松崎キミ代、伊藤和子、江口冨士枝らが挙げられる。1980年代以降、シェークハンドラケットの普及のタイミングで、プレースタイルの変化・世代交代等による停滞期が続いたものの、2000年代以降は、JTTA主導による強化方針が実を結びつつある。たとえば、世界選手権やオリンピック等の主要国際大会をみると、女子、男子ともに結果を残してきている。また、2021年の東京五輪での新種目の混合ダブルスでは、日本卓球史初となる五輪の金メダルも獲得している。近年の個々の選手をみると、リオデジャネイロオリンピックの男子シングルスで銅メダル獲得の水谷隼や、2017年アジア選手権優勝・2017年の世界選手権銅メダル獲得の平野美宇、2021年の東京五輪女子シングルスで銅メダル獲得の伊藤美誠、数々の最年少優勝記録を樹立し日本男子として過去最高のITTF世界ランキング3位となった張本智和、といった傑出した選手も登場している。一方で、こういった一部の選手だけがかろうじて世界のトッププレーヤーと渡り合える実力を持つのみで、他の日本選手の実力はまだまだであり、危機感を持つべきだという厳しい意見もある。
文化面や生涯スポーツの面では、娯楽・文化としての卓球に示すように、国民的関心も高い。
中華人民共和国

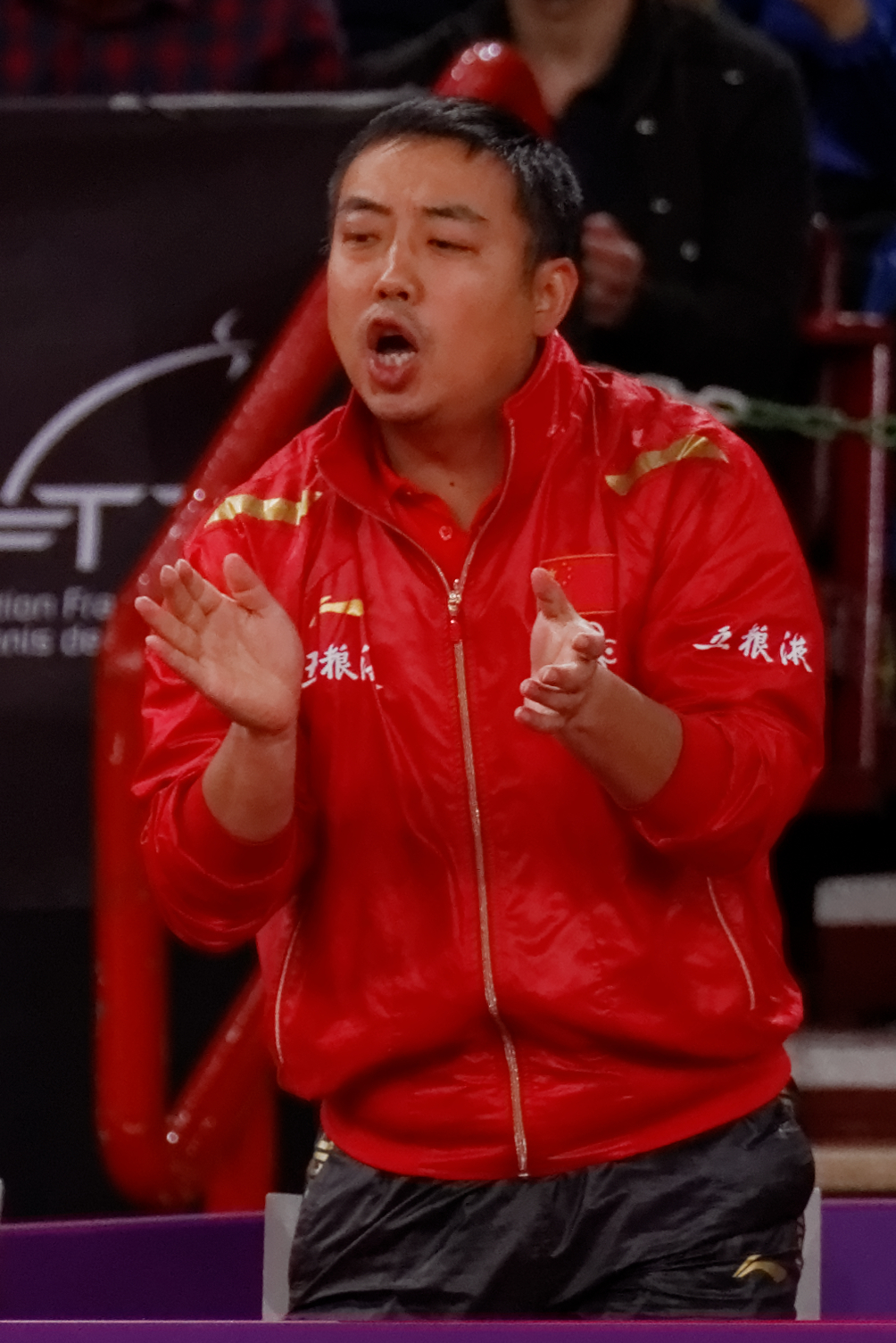
劉国梁

世界最大の卓球大国であり、近年の世界ランキング1位となった者(29名)のうち、21名が中国人選手である。歴史的には、前陣速攻を軸とした台上卓球を得意としている。「天才」と評される劉国梁（世界ランク1位・五輪男子単優勝・世界卓球男子単優勝、中国卓球協会会長）をはじめとして表ソフトラバーを使用する選手がかつては多かったが、近年では、粘着系ラバーを使用する選手が圧倒的に多くなっている。男子・女子いずれも選手層が厚く、その反面で、行き場の無くなった強豪選手が数多く海外に流出し、結果的に世界中に帰化選手を送り込むこととなった。2008年の北京オリンピックでは、男女の各個人部門で表彰台を独占し、同・団体では男女共に金メダルを獲得した。こうした背景として、2019年に『ラリーズ』が報じたところによると、有力な選手候補生は、小学校相当の年頃から学校へは行かず、年中卓球に打ち込んで、ナショナルチームを目指しており、このシステムが強豪卓球選手を輩出しているという。
香港
卓球の国際試合には「地域」として参加している。中国と似たプレースタイルの選手が多いほか、代表選手のほとんどは中国の帰化選手である。
大韓民国
フットワークを生かしたダイナミックなプレーをする選手が多い。ソウルオリンピック・アテネオリンピックでは男子シングルスの金メダルを獲得している。
朝鮮民主主義人民共和国
男子は、韓国の選手と比べてストイックなプレーを得意としているとされる。女子は、粒高や表ソフトを使った異質選手が多いとされる。中国選手と練習を行うこともある。2002年のアジア競技大会の決勝では中国を破ったり、アテネ五輪ではキム・ヒャンミが中国系選手を倒して銀メダルを獲得したり、2016年の世界卓球選手権団体では女子が銅メダルを獲得したり、リオデジャネイロオリンピックではキム・ソンイがシングルスで銅メダルを獲得したりと、結果を残している。
台湾や日本、韓国に近いプレースタイルの選手が多い。中国ほどの強さはないが、ランク上位に顔を出すことがある。
シンガポール
代表選手は中国の帰化選手が多く、プレースタイルも中国と類似している。女子は、2008年世界選手権と2008年北京オリンピックの団体でいずれも銀メダルを獲得しており、2010年の世界選手権（団体）では中国を破り、金メダルを獲得した。
ドイツ
卓球のプロリーグ（ブンデスリーガ）がある。男子は、2008年北京オリンピック団体で銀メダルを獲得し、2012年ロンドンオリンピック団体で銀メダルを獲得のほか、2016年リオデジャネイロオリンピック団体で銅メダルを獲得している。女子においても、2016年のリオデジャネイロオリンピックで団体銀メダルを獲得するなど、ヨーロッパの強豪国である。
スウェーデン

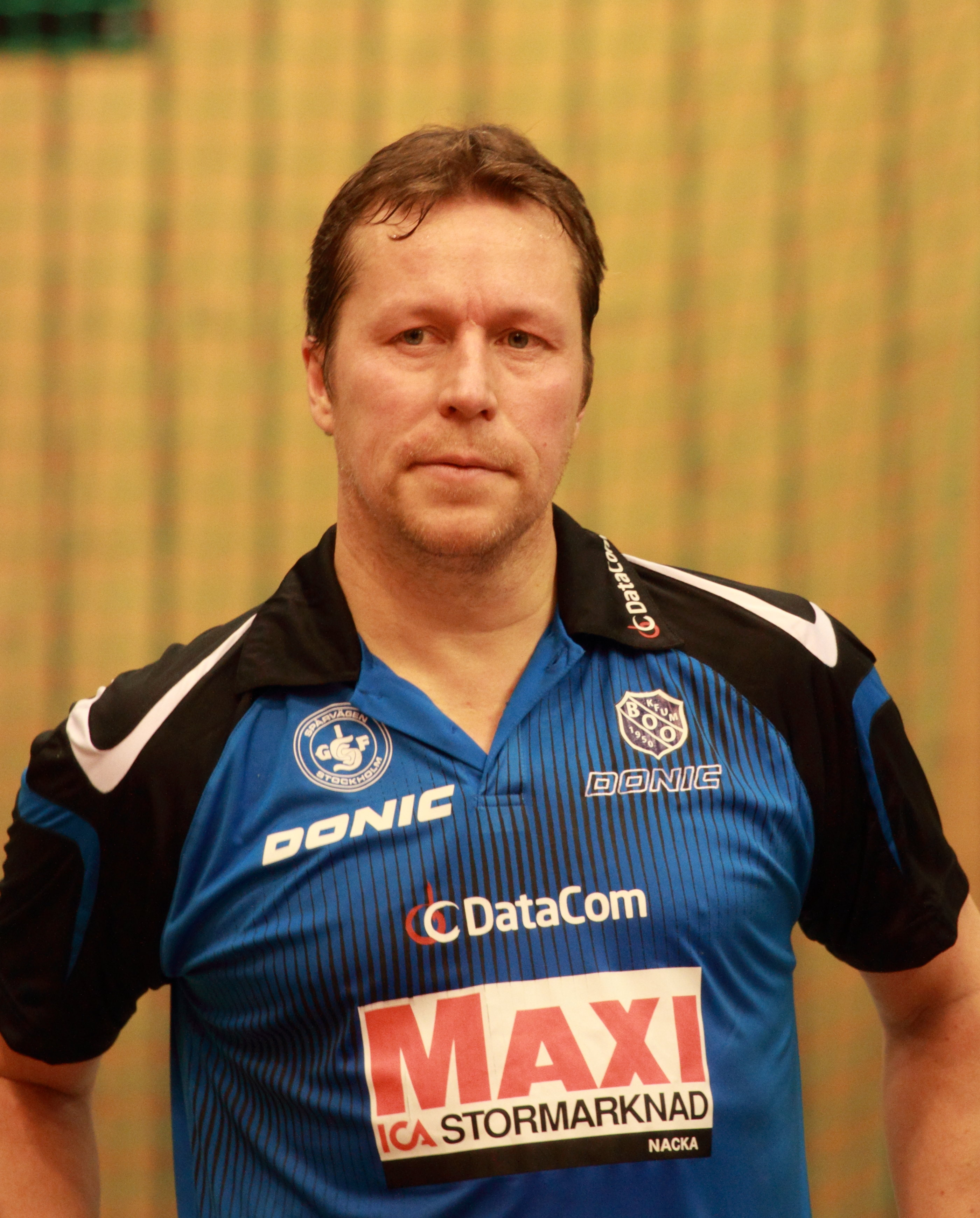
ヤン＝オベ・ワルドナー

1980年代後半から1990年代にかけては、男子卓球における強豪国であった。シェークハンドによる両ハンド攻撃から台上の速攻までこなして、「卓球の世界を変えた」、「天才」等と評されるヤン＝オベ・ワルドナー（世界ランク1位・五輪男子単優勝・世界卓球男子単優勝）やヨルゲン・パーソンらの多くのチャンピオンを輩出している。近年の選手層の成績は復調傾向にあり、2018年の世界選手権団体戦で銅メダルを獲得しているほか、2019年の世界選手権個人戦ではシングルスで銀メダルを獲得している。
フランス
卓球のプロリーグがあり、かつてはヨーロッパにおいてドイツやスウェーデンと並ぶ強豪国であり、ジャン＝フィリップ・ガシアンなどのトップ選手を擁していた。しかし、世代交代により2000年代までは低迷傾向であった。
イングランド
卓球の国際試合には「地域」として参加している。島国であり、かつ、過去に香港を統治した歴史的背景から、他のヨーロッパ諸国とは異なるプレースタイルの選手が多いとされる。長らく低迷期が続いていたが、男子部門は2016年の世界卓球選手権大会で銅メダルを獲得している。
ロシア
卓球のプロリーグ（プレミアリーグ）があり、若手が育成も進んでいる。
オーストリア
世界選手権団体戦では、近年はほとんど決勝トーナメントに進出している。2003年の世界選手権個人戦では、ヴェルナー・シュラガーがシングルスで金メダルを獲得した。
他のヨーロッパ諸国
上記諸国以外のヨーロッパ諸国においては、比較的小国が多いため、世代交代による浮き沈みが激しい一方、有力選手の所属国は国際大会において好成績を残すことがある。たとえば、ベルギーからはジャン＝ミッシェル・セイブなどの有力選手が現れ、卓球界をリードしていた。
北アメリカ
卓球が盛んとは言えないが、中国の帰化選手が代表となり、レベルの底上げがなされている。
ブラジル
リオデジャネイロオリンピック以降に卓球が盛んになってきており、2018年の世界選手権団体戦では初のベスト8入賞を果たした。

### 娯楽・文化としての卓球

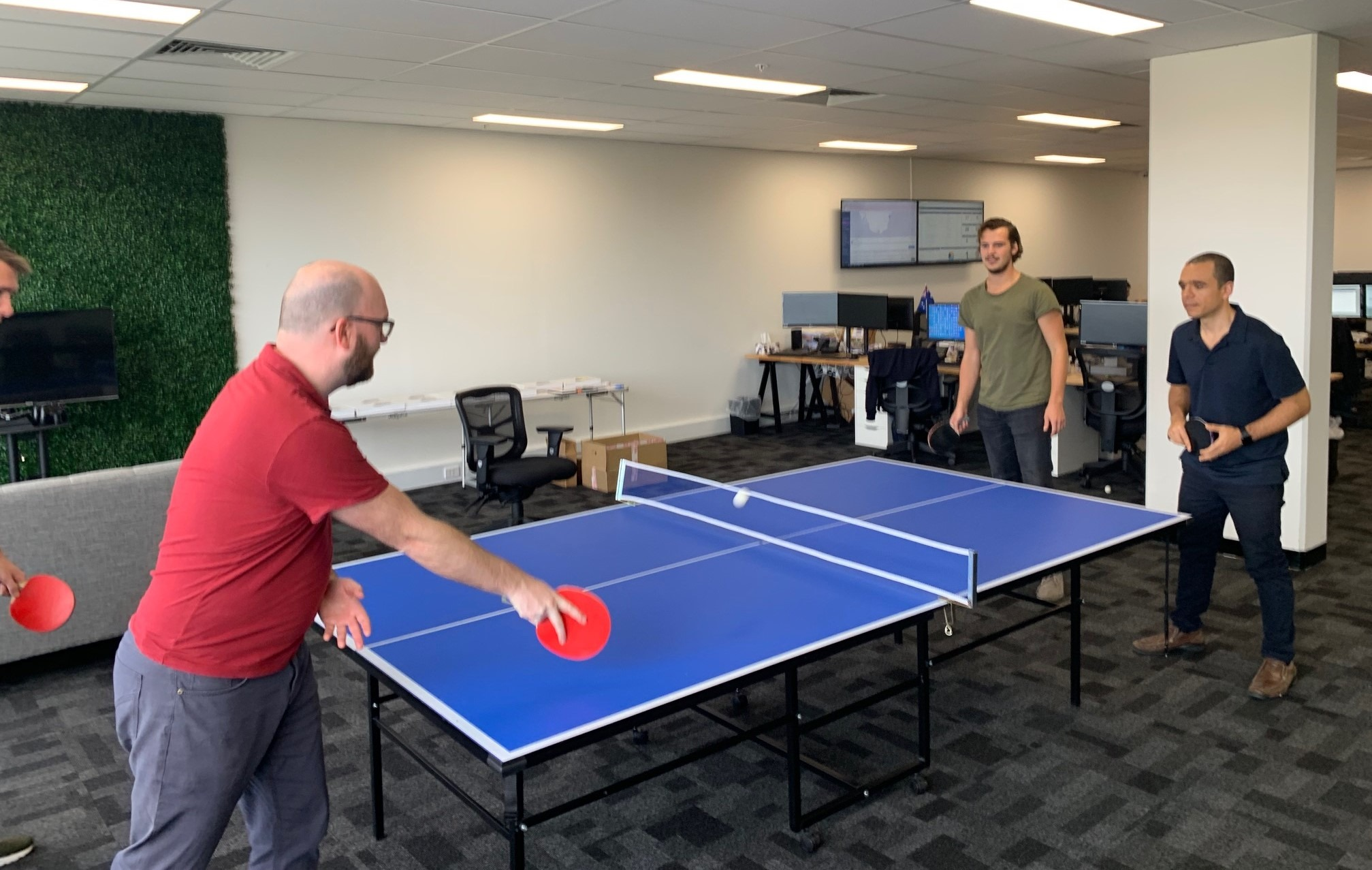
オフィスで卓球に興じる様子。レクリエーションとしての卓球を行うことはかなり容易である。どのような服装でもよいし、ラケットの握り方も何でもよいし、ダブルスの複雑な打球順を憶える必要もない。

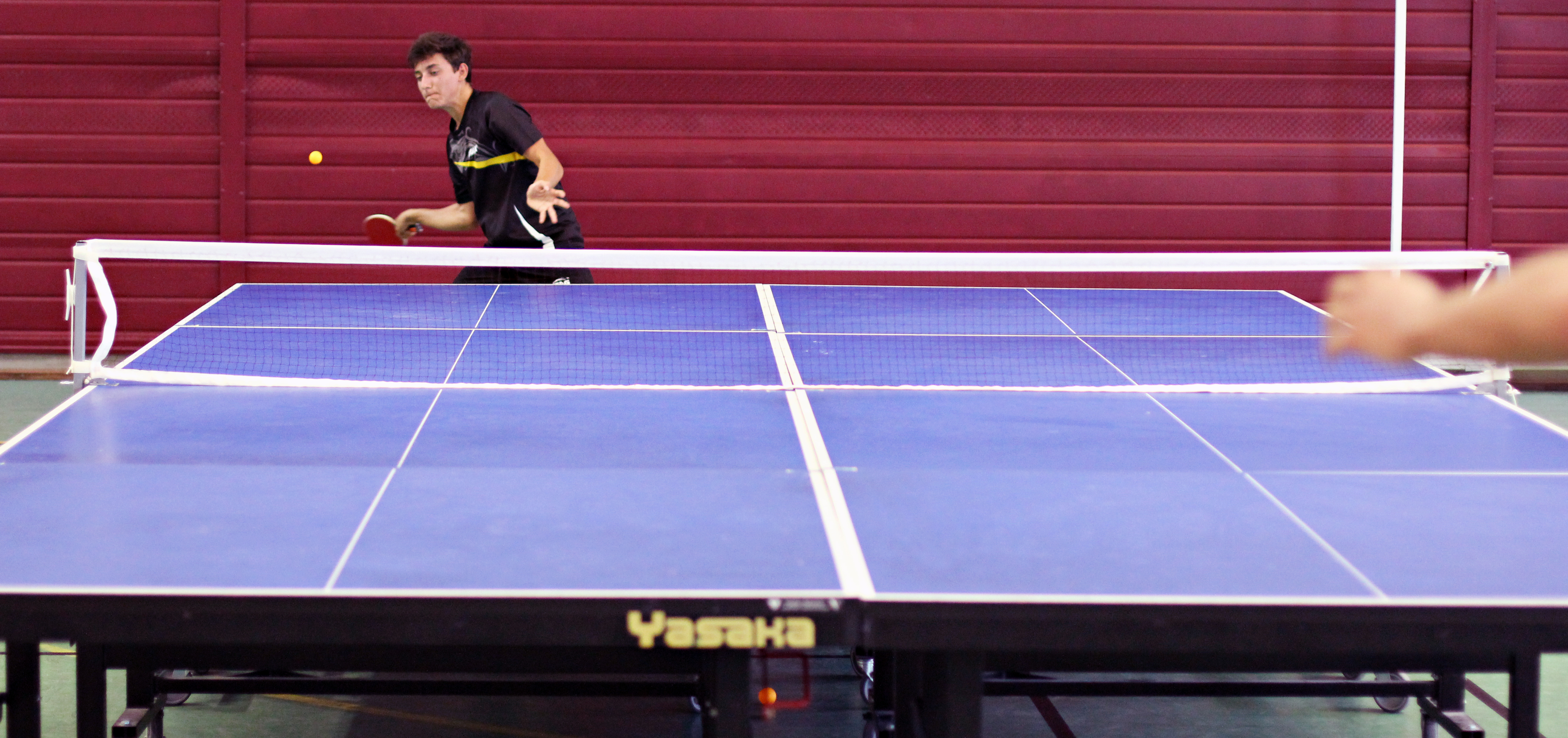
アルティメット卓球の様子

娯楽スポーツ・生涯スポーツとしての卓球は、他のスポーツと比べ、ゲームをプレーするにあたっての敷居（最低限のルールの理解、スキルの習得、場所・道具・プレーヤーの確保）が比較的低い。それほど服装は問われず、力のない女性や子供、高齢者でもできること、ケガの心配も比較的少ないことから、気軽に遊ぶことが出来るスポーツの一つである。そのため、老若男女問わず親しみやすく、実践しやすいスポーツとして主に卓球の盛んな国々で愛好されている。しかし卓球部員はいわゆるジョック（陽キャ）ではなくナード（陰キャ）として扱われる（これは偏見であり、タモリの根暗発言が原因でこのような状況が出来てしまったとの意見がある）ことが一般的であるが、欧米ではこのような偏見は無い。ただし、欧米でも中国人をはじめとした黄色人種に人気のあるスポーツであるというイメージはある。
他の視点から楽しむ目的で卓球から派生させたスポーツも多く、ラージボール卓球はもちろんのこと、ハードバット卓球やアルティメット卓球、スリッパ温泉卓球、ヘディス、ビアポンといったものが考案・実施されている。
日本
日本において文化面では、1993年に漫画『行け!稲中卓球部』がベストセラーとなり、ほぼ同時期に福原愛が「天才卓球少女」として脚光を浴びたこともあり、大衆への認知が広まった。1996年～1997年には松本大洋による漫画『ピンポン』が発表され、その映画化作品『ピンポン』（窪塚洋介主演、2002年）も封切りされ、以降、ブームが若者の間にも広まった。また、映画『卓球温泉』(松坂慶子主演、1998年)は温泉地での卓球ブームを振興したとされる。
中華人民共和国

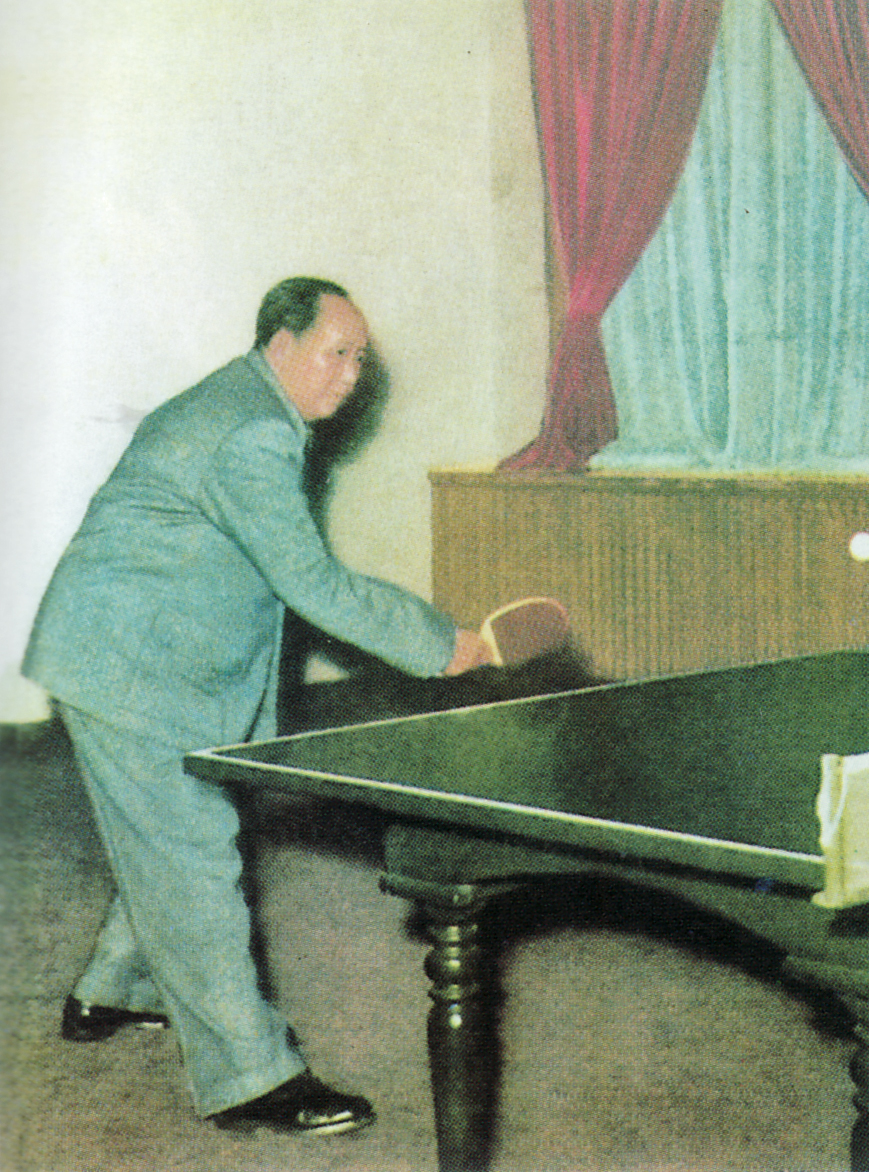
卓球をプレーする毛沢東

中国において卓球は深く重視されており、建国者である毛沢東がスポーツ文化発展の一環として今日の中国卓球の礎を作ったという見解さえある。ピンポン外交に代表されるように、ときに卓球は政治手段ともなった。また、中華人民共和国建国前の中国共産党を取材したジャーナリストのエドガー・スノーは、著作「中国の赤い星」において、イギリス発祥の卓球というスポーツが中国人民解放軍で当時流行したことに奇妙さを感じたと記述している。2010年代以降は、カリスマ性のある張継科の登場によって、中国においては卓球選手がアイドルのようになり、中国選手の出場する各地の大会へ駆けつける追っかけ等の熱烈なファンも現れるようになった。

### 療法としての卓球
卓球は、誰もが怪我のリスクなくできるスポーツであることから、療法としての役割も期待されている。NPO法人日本卓球療法協会が設立され、卓球の用具を活用し、心身の健康の維持・向上・予防を図る目的で活動が行われている。

## 選手
- 卓球選手一覧

### タイトルホルダー
| 大会                          | 年次 (開催回)   | 種目           | 優勝者                   |
| ----------------------------- | --------------- | -------------- | ------------------------ |
| IOC 夏季オリンピック 卓球競技 | 2020年 (第32回) | 男子シングルス | 馬龍（中国）             |
| IOC 夏季オリンピック 卓球競技 | 2020年 (第32回) | 女子シングルス | 陳夢（中国）             |
| IOC 夏季オリンピック 卓球競技 | 2020年 (第32回) | 混合ダブルス   | 水谷隼・伊藤美誠（日本） |
| IOC 夏季オリンピック 卓球競技 | 2020年 (第32回) | 男子団体       | 中国代表                 |
| IOC 夏季オリンピック 卓球競技 | 2020年 (第32回) | 女子団体       | 中国代表                 |
| ITTF世界卓球選手権            | 2023年 (第57回) | 男子シングルス | 樊振東（中国）           |
| ITTF世界卓球選手権            | 2023年 (第57回) | 男子ダブルス   | 樊振東・王楚欽（中国）   |
| ITTF世界卓球選手権            | 2023年 (第57回) | 女子シングルス | 孫穎莎（中国）           |
| ITTF世界卓球選手権            | 2023年 (第57回) | 女子ダブルス   | 陳夢・王芸迪（中国）     |
| ITTF世界卓球選手権            | 2023年 (第57回) | 混合ダブルス   | 王楚欽・孫穎莎（中国）   |
| ITTF世界卓球選手権            | 2022年 (第56回) | 男子団体       | 中国代表                 |
| ITTF世界卓球選手権            | 2022年 (第56回) | 女子団体       | 中国代表                 |
| WTTグランドスマッシュ         | 2023年 (第2回)  | 男子シングルス | 樊振東（中国）           |
| WTTグランドスマッシュ         | 2023年 (第2回)  | 男子ダブルス   | 樊振東・王楚欽（中国）   |
| WTTグランドスマッシュ         | 2023年 (第2回)  | 女子シングルス | 孫穎莎（中国）           |
| WTTグランドスマッシュ         | 2023年 (第2回)  | 女子ダブルス   | 王曼昱・孫穎莎（中国）   |
| WTTグランドスマッシュ         | 2023年 (第2回)  | 混合ダブルス   | 王楚欽・孫穎莎（中国）   |
| WTTカップファイナル           | 2022年 (第2回)  | 男子シングルス | 王楚欽（中国）           |
| WTTカップファイナル           | 2022年 (第2回)  | 女子シングルス | 孫穎莎（中国）           |

### ランキング首位
| ランキング         | 年・週         | 部門                 | 首位プレーヤー         |
| ------------------ | -------------- | -------------------- | ---------------------- |
| ITTF世界ランキング | 2023年・第34週 | 男子シングルス       | 樊振東（中国）         |
| ITTF世界ランキング | 2023年・第34週 | 女子シングルス       | 孫穎莎（中国）         |
| ITTF世界ランキング | 2023年・第34週 | 男子ダブルス（ペア） | 張禹珍・林鐘勳（韓国） |
| ITTF世界ランキング | 2023年・第34週 | 男子ダブルス（個人） | 林鐘勳（韓国）         |
| ITTF世界ランキング | 2023年・第34週 | 女子ダブルス（ペア） | 田志希・申裕斌（韓国） |
| ITTF世界ランキング | 2023年・第34週 | 女子ダブルス（個人） | 申裕斌（韓国）         |
| ITTF世界ランキング | 2023年・第34週 | 混合ダブルス（ペア） | 王楚欽・孫穎莎（中国） |
| ITTF世界ランキング | 2023年・第34週 | 混合ダブルス（個人） | 王楚欽（中国）         |

## 組織・団体

### 運営機構・育成組織等

#### 国際機構
- 国際卓球連盟 (ITTF)
  - ワールドテーブルテニス (WTT)
- アジア卓球連盟 (Table Tennis Federation of Asia; TTFA）
- アジア卓球連合 (ATTU)
- ヨーロッパ卓球連合（英語版） (ETTU)
- ラテンアメリカ卓球連合（英語版） (ULTM)
- 北アメリカ卓球連合（英語版） (NATTU)
- オセアニア卓球連合（英語版） (OTTF)

#### 各国の協会・オリンピック委員会
- 卓球イングランド（英語版）
- ドイツ卓球連盟（ドイツ語版） (DTTB)
- スウェーデン卓球協会（スウェーデン語版） (SBTF)
- フランス卓球連盟（フランス語版） (FFTT)
- 日本卓球協会 (JTTA)
  - 関東学生卓球連盟
  - 全国専門学校卓球連盟
- USAテーブル・テニス（英語版） (USATT)
- 中国卓球協会（英語版）
- 中華民国卓球協会[13]
- 大韓卓球協会（朝鮮語版） (KTTA)
- 日本オリンピック委員会 (JOC)
  - JOCエリートアカデミー

#### 上記機構等による賞・段級制度
- ITTFスターアワード
- 世界卓球殿堂
- ITTF世界ランキング
- 段級位制

### 各国代表
- 卓球日本代表
  - 卓球ジュニア日本代表
  - 卓球ホープス日本代表
- 中国代表（英語版）
- ドイツ代表（ドイツ語版）
- フランス代表（ドイツ語版）
- スウェーデン代表（ドイツ語版）
- オーストリア代表（ドイツ語版）
- ポルトガル代表（ドイツ語版）
- ベラルーシ代表（ドイツ語版）

## 主要な大会・リーグ戦機構

### 主要な国際大会
- 夏季オリンピック 卓球競技 - 4年に1度開催される夏季オリンピックの正式種目（1988年ソウル大会より）。以下のITTF及びWTTの主催大会と同様に、オリンピック競技もITTF世界ランキングのポイント(RP)付与の対象試合であり、優勝者のPRは2,000点である[注釈 241][165]。
  - ユースオリンピック 卓球競技 - 2010年に始まった4年に1度開催される18歳以下のオリンピック。
  - アジア競技大会 卓球競技 - 1958年の東京大会（英語版）から正式種目になった。
  - アジアユースゲームズ 卓球競技 - 2009年に始まった4年に1度開催されるアジアの18歳以下の国際大会。翌年開催のユースオリンピックのアジア予選も兼ねている。
- ITTFによる主な主催大会

| 大会名                                      | 優勝者のRP | 備考                                                                         |
| ------------------------------------------- | ---------- | ---------------------------------------------------------------------------- |
| 世界卓球選手権                              | 2,000点    | 1926年初開催の世界大会。現在は奇数年に個人戦、偶数年に団体戦が交互開催される |
| ワールドカップ                              |            | 1980年初開催の国際大会(毎年開催)。2021年よりWTT主催大会へ移行                |
| ワールドツアーグランドファイナル            |            | 以下のワールドツアーの一年を締めくくる大会。2021年よりWTT主催大会へ移行      |
| ワールドツアー                              |            | 1996年初開催の国際オープン大会(毎年開催)。2021年よりWTT主催大会へ移行        |
| 荻村杯国際卓球選手権大会 (ジャパンオープン) |            | 1989年に始まった毎年開催のワールドツアーのひとつ                             |
| 世界ユース卓球選手権大会                    |            | 2003年に始まった毎年開催される18歳以下の国際大会                             |
| 世界ベテラン卓球選手権                      |            | 国際スウェースリング・クラブによる40歳以上の国際大会                         |

- WTTによる主な主催大会[169]

| 大会名                | 優勝賞金    | 優勝者のRP | 備考                                                       |
| --------------------- | ----------- | ---------- | ---------------------------------------------------------- |
| WTTグランドスマッシュ | 100,000 USD | 2,000点    | ランキングポイントでITTFの世界卓球選手権と並ぶメジャー大会 |
| WTTカップファイナル   | 55,000 USD  | 1,500点    | ITTFワールドツアーグランドファイナルに相当する大会。       |
| WTTチャンピオン       | 35,000 USD  | 1,000点    | ITTFワールドツアーに相当する大会。                         |
| WTTスターコンテンダー | 10,000 USD  | 600点      | ITTFワールドツアーに相当する大会。                         |
| WTTコンテンダー       | 5,000 USD   | 400点      | ITTFワールドツアーに相当する大会。                         |

- 地域ごとの国際卓球機構による主な主催大会
  - アジア卓球選手権 - 1952年に始まり隔年開催されるTTFA主催のアジアの国際大会。1972年よりATTUによる主催に移行した。[注釈 243]
  - アジアカップ - 1983年に始まり毎年開催されるATTU主催のアジアの国際大会。本大会3位までの選手が同年開催のワールドカップ出場権を獲得していた。
    - アジアジュニア卓球選手権 - 1964年に始まった毎年開催されるATTU主催のアジアの18歳以下の国際大会。
    - アジアカデット卓球選手権 - 1986年に始まった毎年開催されるATTU主催のアジアの15歳以下の国際大会。
    - 東アジアホープス卓球選手権 - 1992年に始まった毎年開催される東アジアの12歳以下の国際大会。

  - ヨーロッパ卓球選手権 - ETTU主催で、ヨーロッパの選手を対象に個人戦と団体戦を行っている。[注釈 244]
  - ヨーロッパトップ16 - ETTU主催のヨーロッパの選手を対象にした国際大会。当初は12人による「ヨーロッパトップ12」という大会であったが、現在は16人による大会となっている。
- ユニバーシアード 卓球競技 - ユニバーシアードの夏季大会において2001年から競技種目となっている。

### 主なリーグ戦機構
- メジャーリーグテーブルテニス（MLTT）
- Tリーグ
- 日本卓球リーグ (JTTL)
  - ビックトーナメント (BT)
- 中国卓球スーパーリーグ (CTTSL)
- ヨーロッパチャンピオンズリーグ (ECL) - ヨーロッパの各リーグの上位クラブによる国際大会。
- ETTUカップ（英語版） - ヨーロッパの各リーグのクラブの国際大会[注釈 245]
- ドイツ・ブンデスリーガ
- メジャーリーグテーブルテニス（MLTT）

### 各国の大会
- 全日本卓球選手権大会
- ドイツ選手権（ドイツ語版）
- フランス選手権（フランス語版）
- オランダ選手権（ドイツ語版）
- ポーランド選手権（ポーランド語版）
- イギリス選手権（英語版）
- ロシア選手権（ロシア語版）
- フィンランド選手権（フィンランド語版）
- トルコ選手権（トルコ語版）
- スウェーデン選手権（スウェーデン語版）

#### 主要な日本の大会
- 荻村杯国際卓球選手権大会 (ジャパンオープン) ⇒#主要な国際大会
- 全日本卓球選手権大会
  - 一般の部
  - ジュニアの部
  - カデットの部
  - ホープス・カブ・バンビの部
  - マスターズの部
- ジャパントップ12卓球大会
- 東京卓球選手権大会
- 全日本社会人卓球選手権
- 全日本実業団卓球選手権大会
- 全日本大学対抗卓球選手権
- 全日本学生卓球選手権大会
- 全日本学生選抜卓球選手権大会
- 全国高等学校卓球選手権大会
- 全国高等学校選抜卓球大会
- 四国高等学校卓球選手権大会
- 全国中学校卓球大会
- 全国中学選抜卓球大会
- 全国ホープス卓球大会
- 全国ホープス選抜卓球大会
- 全国レディース卓球大会

##### その他の大会
- 国民体育大会
- 全国健康福祉祭（ねんりんピック）
- 全国青年大会
- 全国スポーツ祭典
- スリッパ温泉卓球大会

## 商業組織・メディア

### 卓球用具メーカー
| 企業名                    | 主な展開ブランド名                          | 備考                                                                 |
| ------------------------- | ------------------------------------------- | -------------------------------------------------------------------- |
| タマス                    | Butterfly（バタフライ）                     | 日本の企業                                                           |
| 日本卓球                  | Nittaku（ニッタク）                         | 日本の企業                                                           |
| VICTAS                    | VICTAS（ヴィクタス）、TSP（ティーエスピー） | 日本の企業。旧社名は「ヤマト卓球株式会社」であった                   |
| ヤサカ                    | Yasaka（ヤサカ）                            | 日本の企業                                                           |
| アームストロング          | Armstrong（アームストロング）               | 日本の企業                                                           |
| 三英                      | SAN-EI（サンエイ）                          | 主に左記ブランドの卓球台を製造                                       |
| 上海紅双喜                | 紅双喜 DHS（こうそうきディーエイチエス）    | 中国の企業                                                           |
| XIOM                      | XIOM（エクシオン）                          | 韓国の企業                                                           |
| スティガ                  | STIGA（スティガ）                           | スウェーデンの企業                                                   |
| ドニック                  | DONIC（ドニック）                           | ドイツの企業                                                         |
| ティバー                  | TIBHAR（ティバー）                          | ドイツの企業                                                         |
| Schöler&Micke             | andro（アンドロ）                           | エーベルハルト・シェーラーとヴィルフリート・ミッケによるドイツの企業 |
| ジュウイック              | JUIC（ジュウイック）                        | 日本の企業                                                           |
| コルニヨー                | cornilleau（コニヨール、コルニヨー）        | フランスの企業                                                       |
| ESNドイツ卓球テクノロジー | ※自社ブランドなし                           | ドイツの企業。各社向けのラバーを開発・製造(OEM)している。            |

### 卓球メディア
- 卓球王国
- 卓球レポート
- ラリーズ
- 卓球ナビ